# Maïs
Zea mays subsp. mays
Pour les articles homonymes, voir Maïs (homonymie).
Sous-espèce
Classification APG III (2009)
Statut de conservation UICN

 LC  : Préoccupation mineure
Le maïs (Zea mays subsp. mays (autonyme)), couramment appelé blé d’Inde au Canada, est une plante herbacée tropicale annuelle de la famille des Poacées (graminées), largement cultivée comme céréale pour ses grains riches en amidon, mais aussi comme plante fourragère. Le terme désigne aussi le grain de maïs lui-même. Bien qu'il soit considéré et cuisiné comme un légume, le maïs est un fruit du fait de son origine botanique.
Cette sous-espèce, originaire du Mexique, constituait l'aliment de base des Mésoaméricains et de nombreux groupes autochtones d'Amérique avant l'arrivée en Amérique de Christophe Colomb. La plante fut divinisée dans les anciennes civilisations d’Amérique centrale et méridionale, et était cultivée par les Nord-Amérindiens avec la courge et le haricot en utilisant la technique dite « des trois sœurs ». Introduite en Europe au XVIe siècle, elle est aujourd’hui la première céréale cultivée dans le monde devant le riz et le blé.
Avec l’avènement des semences hybrides dans la première moitié du XXe siècle, puis des semences transgéniques récemment, le maïs est devenu le symbole de l’agriculture intensive en Europe de l'Ouest, aux États-Unis et en Chine mais il est aussi cultivé de façon très extensive dans l'Ouest de l'Afrique du Sud ou semi-extensive en Argentine et en Europe de l'Est.
Depuis un siècle, le maïs s'est progressivement imposé comme une matière première indispensable, d'abord dans les industries alimentaires et biochimiques et aujourd'hui dans les industries chimiques. L'amidonnerie en opérant un véritable cracking du maïs en a multiplié les utilisations et sa production n'a pas cessé d'augmenter.
Du fait des incitations législatives, on assiste depuis les années 2000 à une augmentation significative de la culture du maïs en Europe pour la production d'énergie à partir de la biomasse. Cette augmentation des surfaces cultivées pose des problèmes spécifiques et contribue de manière significative à l'érosion hydrique et au ruissellement de surface.

## Origine et distribution

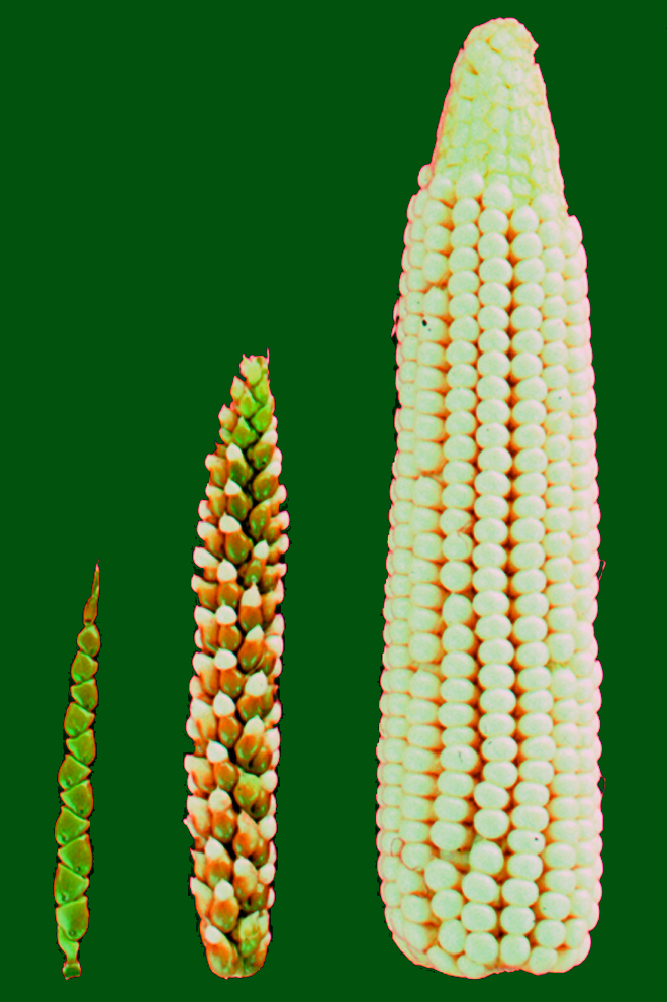
Évolution de l’épi de la téosinte au maïs.

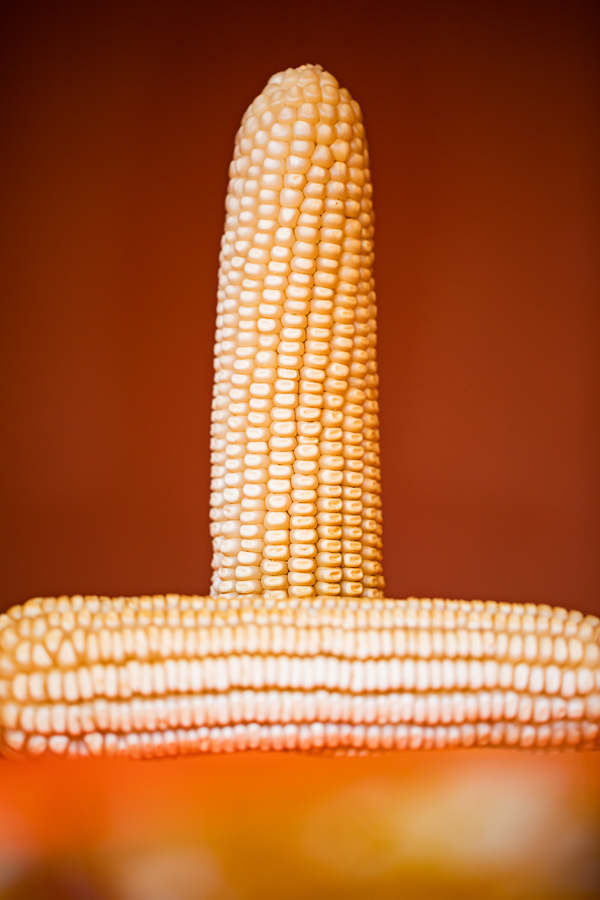
Maïs.

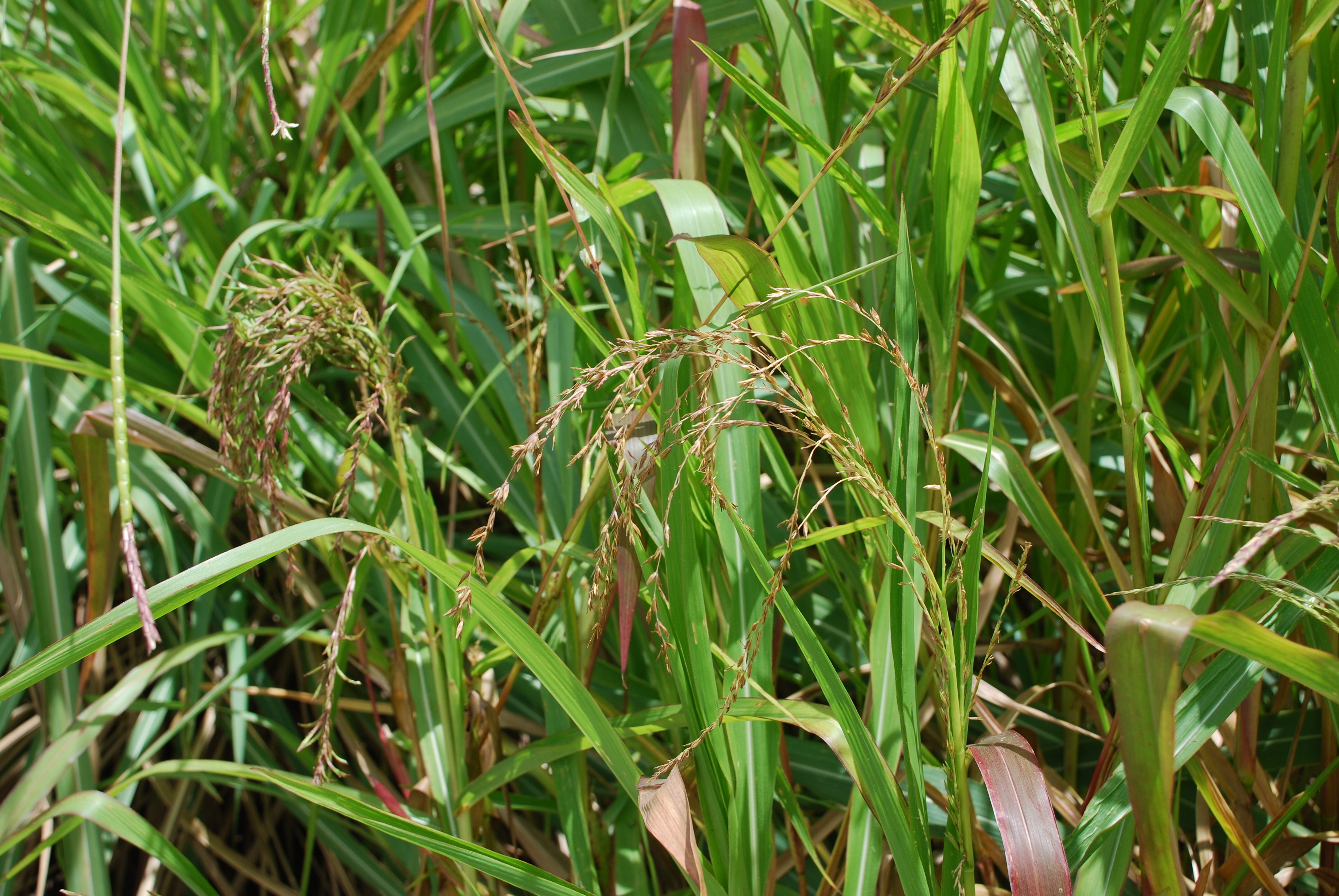
Téosintes dans le jardin ethnobotanique d'Oaxaca.

Le maïs est originaire de la Mésoamérique mais son origine précise a longtemps été sujette à controverses, cette plante n'existant pas à l'état sauvage. De nombreuses hypothèses ont été avancées pour expliquer, mais surtout deux :
- celle d'un maïs sauvage présent lors de l'arrivée des premiers humains en Mésoamérique, notamment soutenue par Paul Christoph Mangelsdorf ;
- celle d'une domestication de la téosinte, notamment soutenue par George Wells Beadle.

Un très grand nombre de preuves issues de la biologie moléculaire accréditent aujourd'hui la théorie selon laquelle le maïs cultivé provient de la domestication de la téosinte dans les basses terres du Mexique, et plus précisément de la sous-espèce Zea mays subsp. parviglumis.
Les très grandes différences morphologiques présentes entre le maïs et la téosinte sont dues à un nombre étonnamment faible de gènes. Des croisements entre des plants de maïs cultivés et des plants de téosinte ont montré que les principales différences morphologiques entre ces deux plantes sont codées par des gènes présents dans dix petites zones du génome. Pour deux de ces zones, un seul gène est présent. Notamment le gène tb1, qui contrôle l'architecture de ces plants et leur déterminisme sexuel. Ce gène est identique entre le maïs et la téosinte mais la sélection naturelle s'est effectuée sur le promoteur qui régule ce gène, promoteur qui a une intensité d'expression différente entre la téosinte (d'où son aspect buissonnant avec de nombreuses inflorescences mâles sur les branches), et le maïs marqué par une forte dominance apicale (petit nombre de tiges peu ramifiées et portant de nombreuses inflorescences femelles).
La domestication du maïs par sélection de plants de téosinte mutés qui allait aboutir au maïs actuel est un événement unique commencé il y a neuf millénaires dans le bassin du río Balsas, dans le sud-ouest du Mexique. On a pu retracer l'émergence du gène SU1, responsable de l'amidon (sans lequel il est difficile de faire de la farine de maïs) dans des maïs présents au Mexique il y a 5 300 ans, mais seulement 2 000 ans dans le Sud des États-Unis.
En 2023, une nouvelle étude génétique portant sur plus de 1 000 variétés de maïs et des espèces voisines montre que 15 à 25 % des gènes de toutes les variétés de maïs existantes ne proviennent pas de la sous-espèce parviglumis (originaire des basses terres du Mexique) mais d'une autre (originaire des hautes terres), mexicana, qui s'est hybridée avec le maïs environ 4 000 ans après la première domestication,. Les allèles de ce parent sauvage semblent être bénéfiques : ils affectent, sur au moins 25 loci des lignées modernes, des phénotypes d'importance agronomique (photopériodicité, époque de la floraison, teneur en huile et taille des grains, résistance aux maladies), dont un locus important associé au diamètre des épis dans les variétés de maïs traditionnelles. Ils sont présents dans plus de 5 000 variétés traditionnelles ainsi que dans les variétés récentes. Un seul des échantillons étudiés ne montre pas clairement la présence de gènes de subsp. mexicana ; il date d'environ 5 500 ans AP.

## Histoire

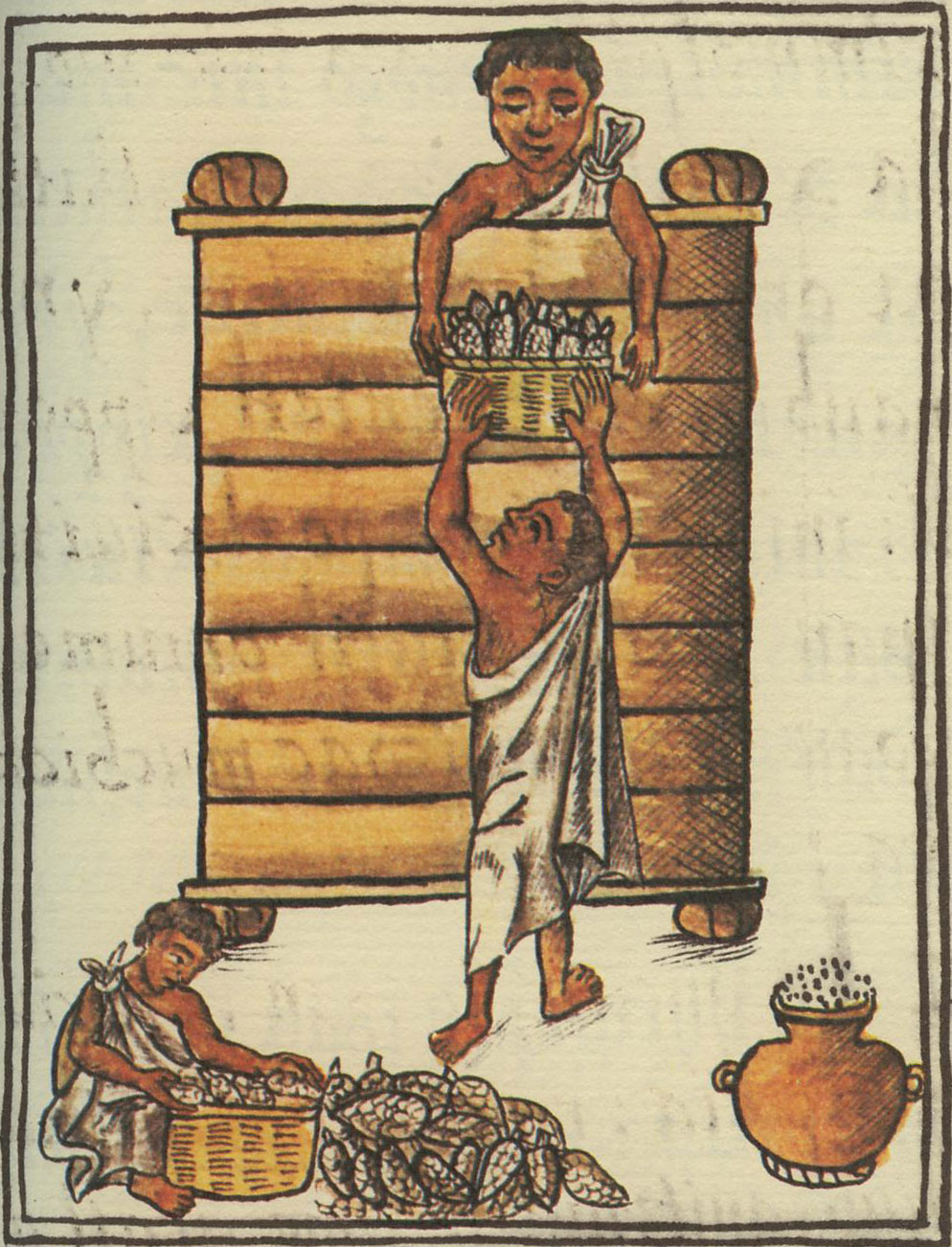
Ensilage du maïs par les Aztèques. Codex de Florence, fin du XVIe siècle.

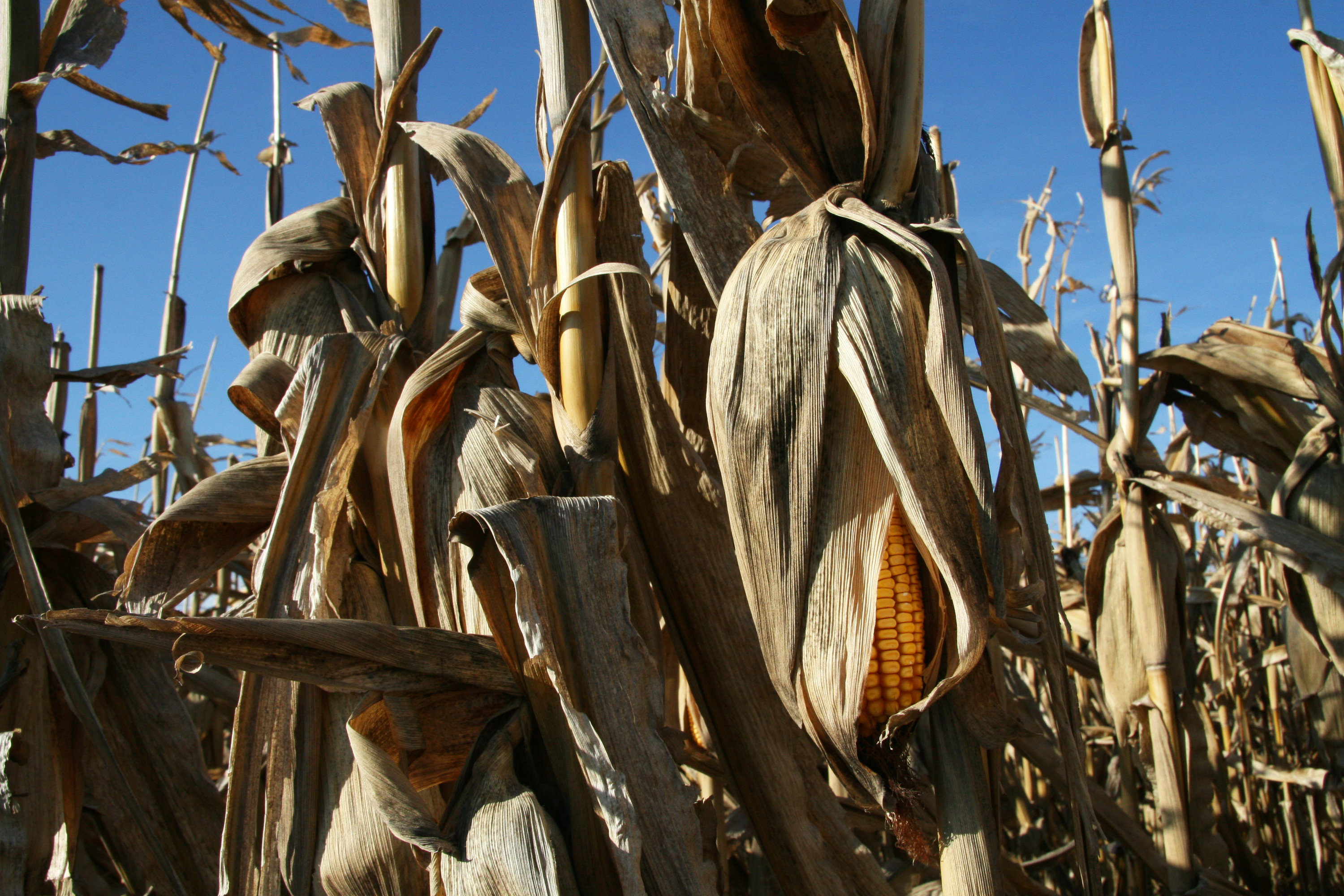
Le maïs (ou blé d’Inde, Zea mays), cultivé comme céréale ou comme plante fourragère, est originaire d’Amérique où il constituait la base de l’alimentation des Amérindiens.

Pour un article plus général, voir Histoire de la culture des céréales.

### Origines au Mexique
L'histoire du maïs commence par la culture de la téosinte il y a 9 000 ans au Mexique dans la haute vallée du Rio Balsas. La recherche moderne suppose que la diffusion de la culture du maïs et d'autres plantes domestiquées a pu jouer un rôle déterminant dans l'histoire des Mayas. La consommation du maïs est largement développée dans le sud de l'Amérique centrale vers 4 200 ans avant notre ère. Dans le Yucatán, elle est attestée vers 4 500 ans avant notre ère, sa culture il y a 3 600 ans. Vers 2 700 ans avant notre ère, la déforestation et la culture du maïs sont largement répandues.

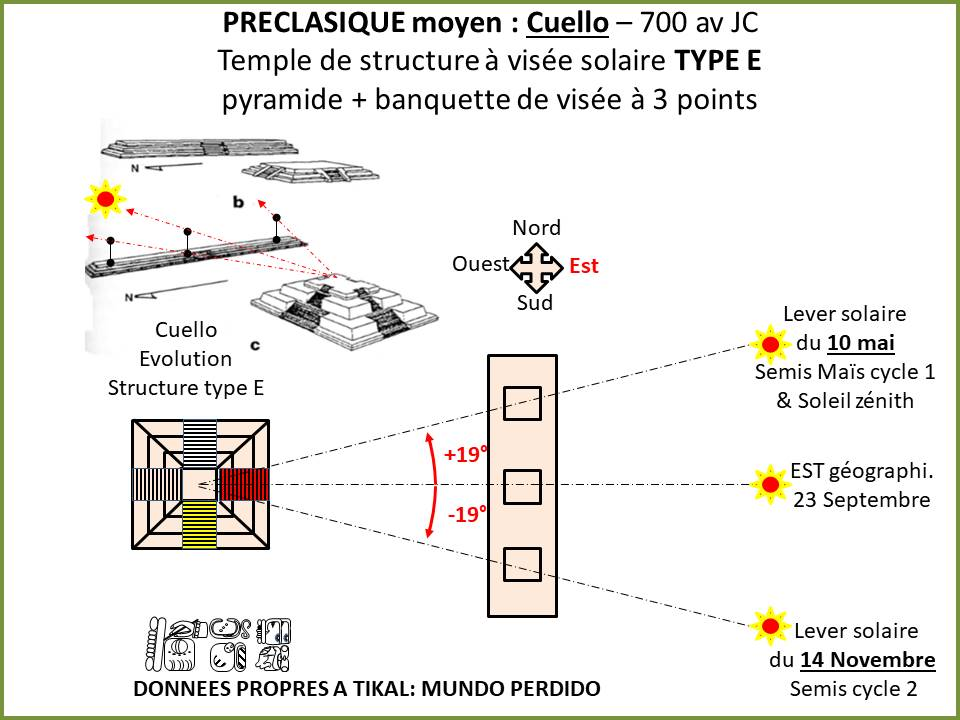
Structure Maya Type E vers -700.

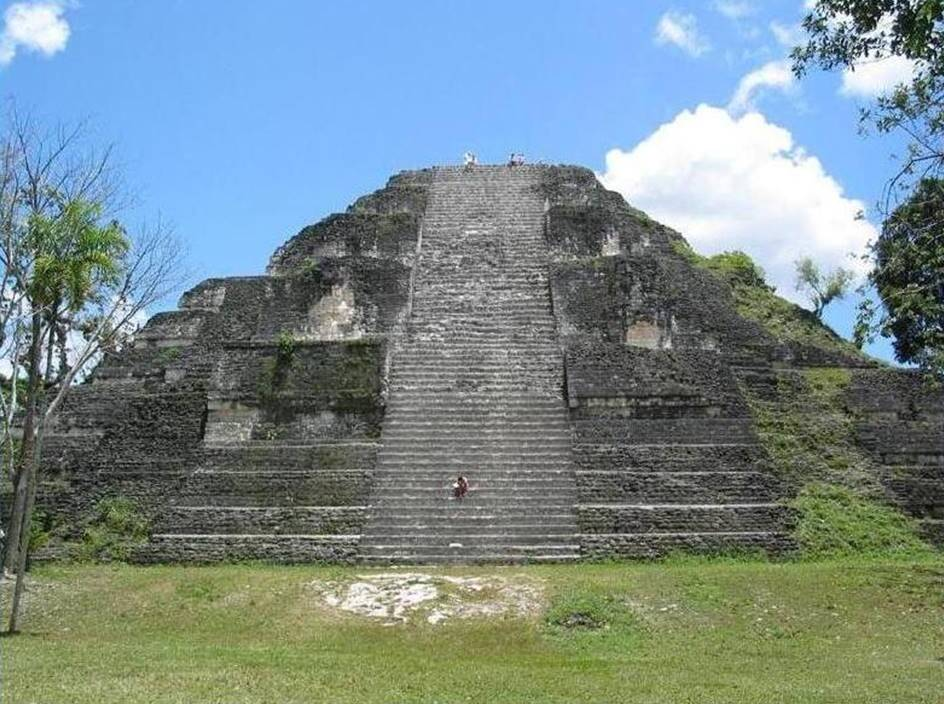
Pyramide de visées solaire Tikal Guatemala.

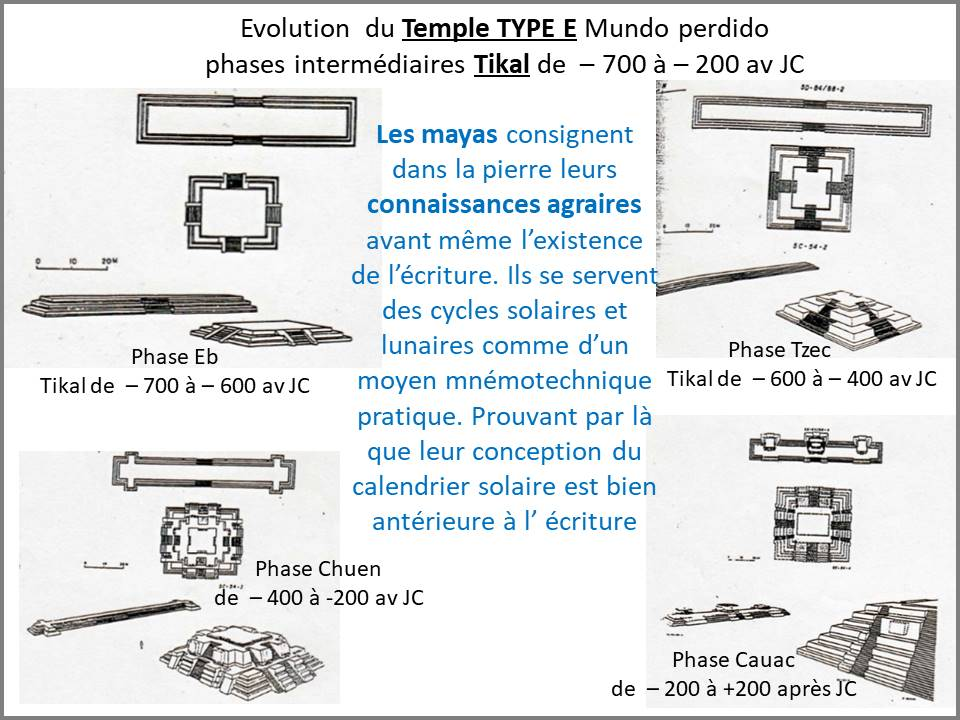
Evolution des structure E chez les Maya.

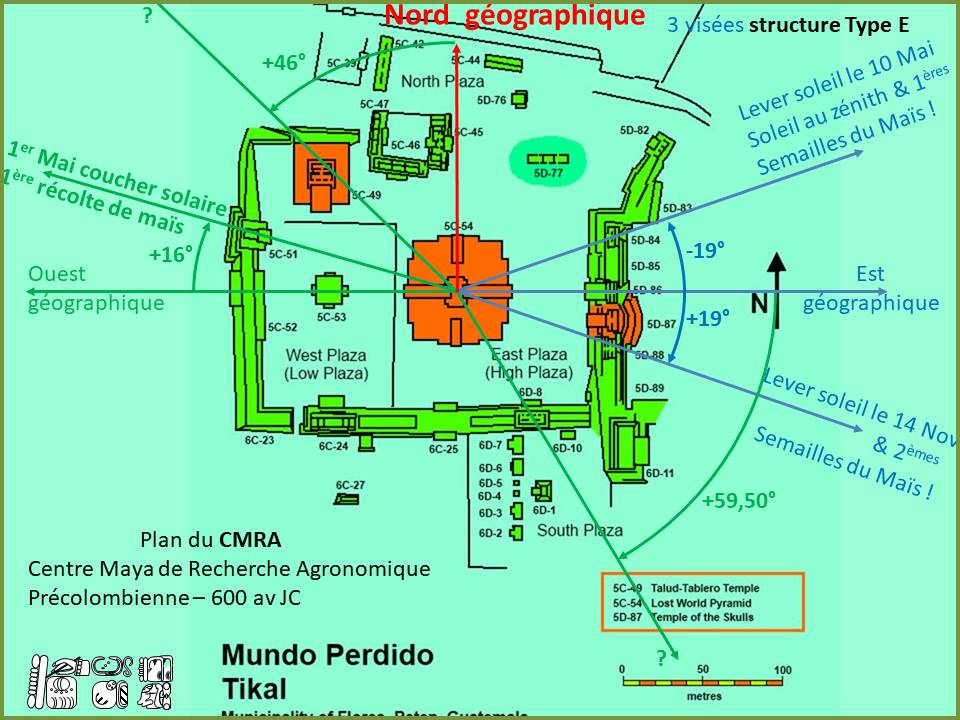
Visées propres à la latitude de Tikal Maïs Biannuel. Doublement de la production alimentaire annuelle !

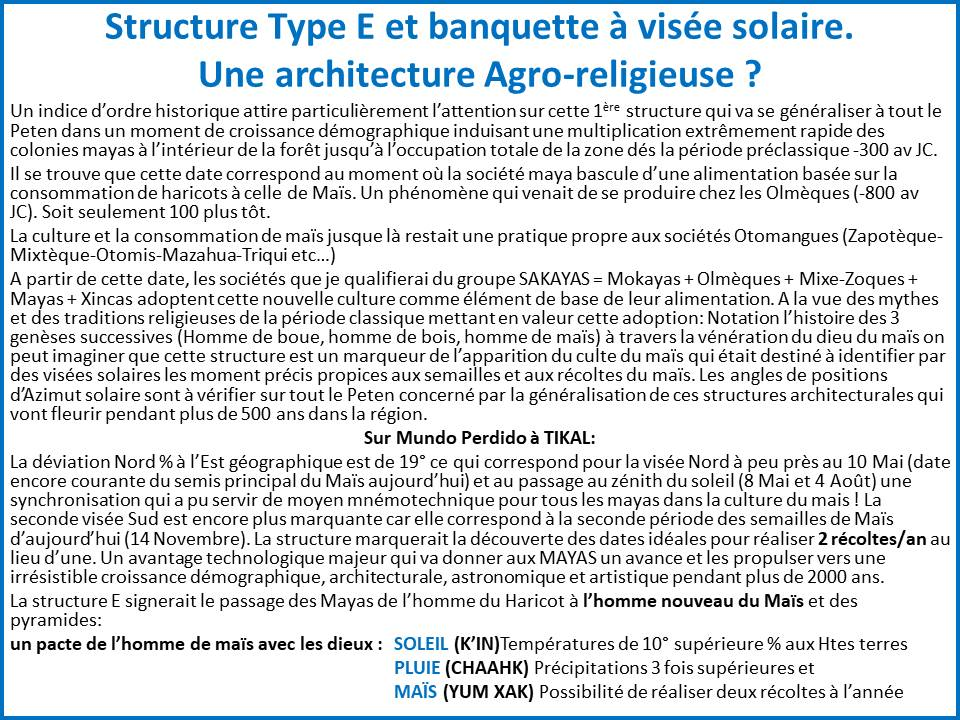
Explications structures Maya Type E

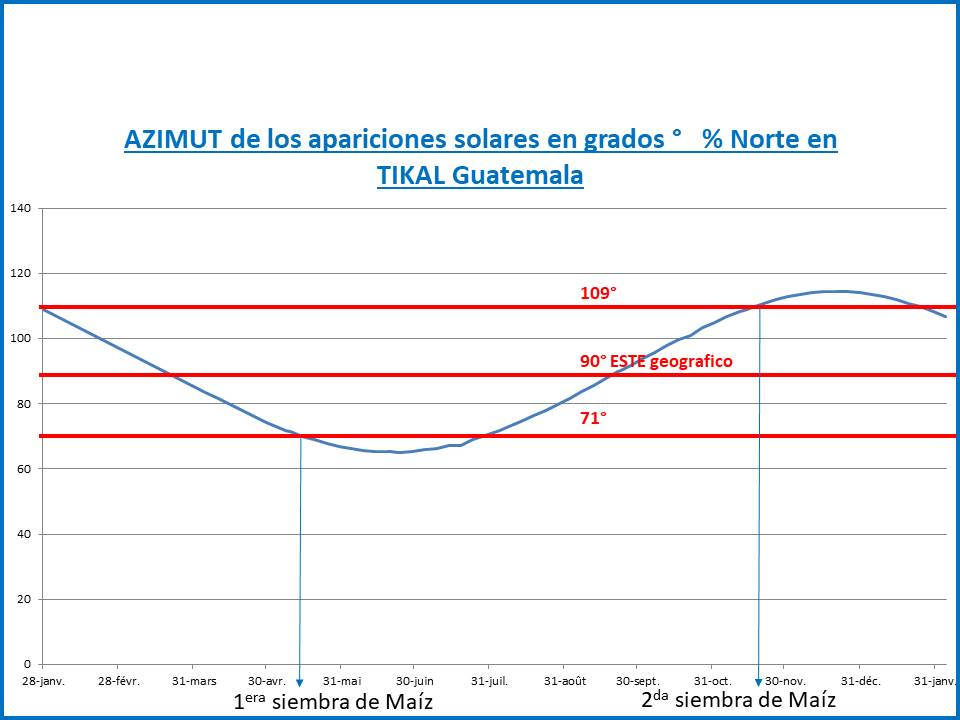
Azimuts solaires Tikal Guatemala

Les plus anciennes graines considérées comme du maïs ont été découvertes dans la grotte de Tehuacán dans le sud du Mexique et datées au carbone 14 vers 5000 av. J.-C. La région était alors occupée par des populations oto-mangues, dont sont issus aujourd'hui les Mixtèques, les Zapotèques, les Otomis, les Mazahuas et les Matlatzincas. L'alimentation par la culture du maïs est adoptée ensuite par les populations olmèques venues s'implanter sur la plateau central vers 800 av. J.-C. et transmise plus au sud aux populations mayas apparentées (Olmèques et Mayas sont les branches nord et sud de la civilisation mokaya de la côte Pacifique). Les Mayas Tseltal commémorent ce changement d'alimentation à travers un mythe, celui de la « fourmi quasiment coupée en deux », pour ne pas avoir voulu avouer d'où venait son grain de maïs. Plus scientifiquement, la consommation de maïs induit un changement dans la composition des ossements de cette époque chez les Mayas, qui a été détectée par plusieurs chercheurs en archéo-anthropobiologie. Dans le Petén (Guatemala) à partir de cette date sont construites de nouvelles structures architecturale (structure E) qui repèrent les dates les plus favorables au semis du maïs par rapport à la position exacte du lever du soleil. Même chose pour les dates de récolte qui sont identifiées à des positions du couchers du soleil. Les quatre dates correspondant à une culture biannuelle du maïs encore utilisée aujourd'hui sont ainsi définies dans la pierre (première réalisation au site de Cuello, au Belize, en 600 av. J.-C.). La vue ci-jointe indique celle de Tikal (Guatemala) : l'ensemble architectural de Mundo Perdido (es) est une structure E, très évoluée et incluant les dates d'autres semis (haricot, courge). Il semble que ce soit des populations macro-chibchanes du sud de la région maya qui ont contribué à la diffusion de la culture du maïs vers l'Amérique du Sud, et peut-être aussi d'autres plantes domestiquées,. Comme en Europe, où l'agriculture est arrivée avec des immigrants d'Anatolie, l'agriculture dans les Amériques s'est propagée au moins en partie avec des personnes en déplacement, plutôt que simplement comme un savoir-faire transmis entre les cultures. Le changement de population a finalement conduit à un nouveau régime alimentaire. Les anciens chasseurs-cueilleurs de la région tiraient en moyenne moins de 10 % de leur alimentation du maïs. Mais ensuite, entre 3 600 ans et 2 000 ans avant notre ère, cette proportion a bondi, passant de 10 % à 50 %, fournissant les preuves du maïs comme céréale de base. Les agriculteurs d'Amérique du Sud (Pérou et Bolivie) avaient développé des épis plus gros et plus nutritifs que le maïs partiellement domestiqué présent au Mexique. Les preuves suggèrent que les migrants ont apporté des plants de maïs améliorés du sud, peut-être avec des méthodes de culture du maïs dans de petits jardins. Ce scénario pourrait également expliquer pourquoi une des premières langues mayas incorpore un mot chibchane pour désigner le maïs.
À partir de −3000, on trouve du maïs dans toutes les basses terres de l'Amérique centrale (Yucatan, Caraïbes, Andes). Les peuples mésoaméricains du centre du Mexique et du Yucatan en étaient très dépendants. Vers l'an 1 000, le peuple anasazi a probablement contribué à adapter le maïs aux zones tempérées et à créer le maïs corné. En Arizona, pays des « indiens Pueblos » (Hopis et Zunis), le maïs est alors considéré comme l'enfant des dieux, symbole de vie. Les Nord-Amérindiens consommaient du maïs soufflé.

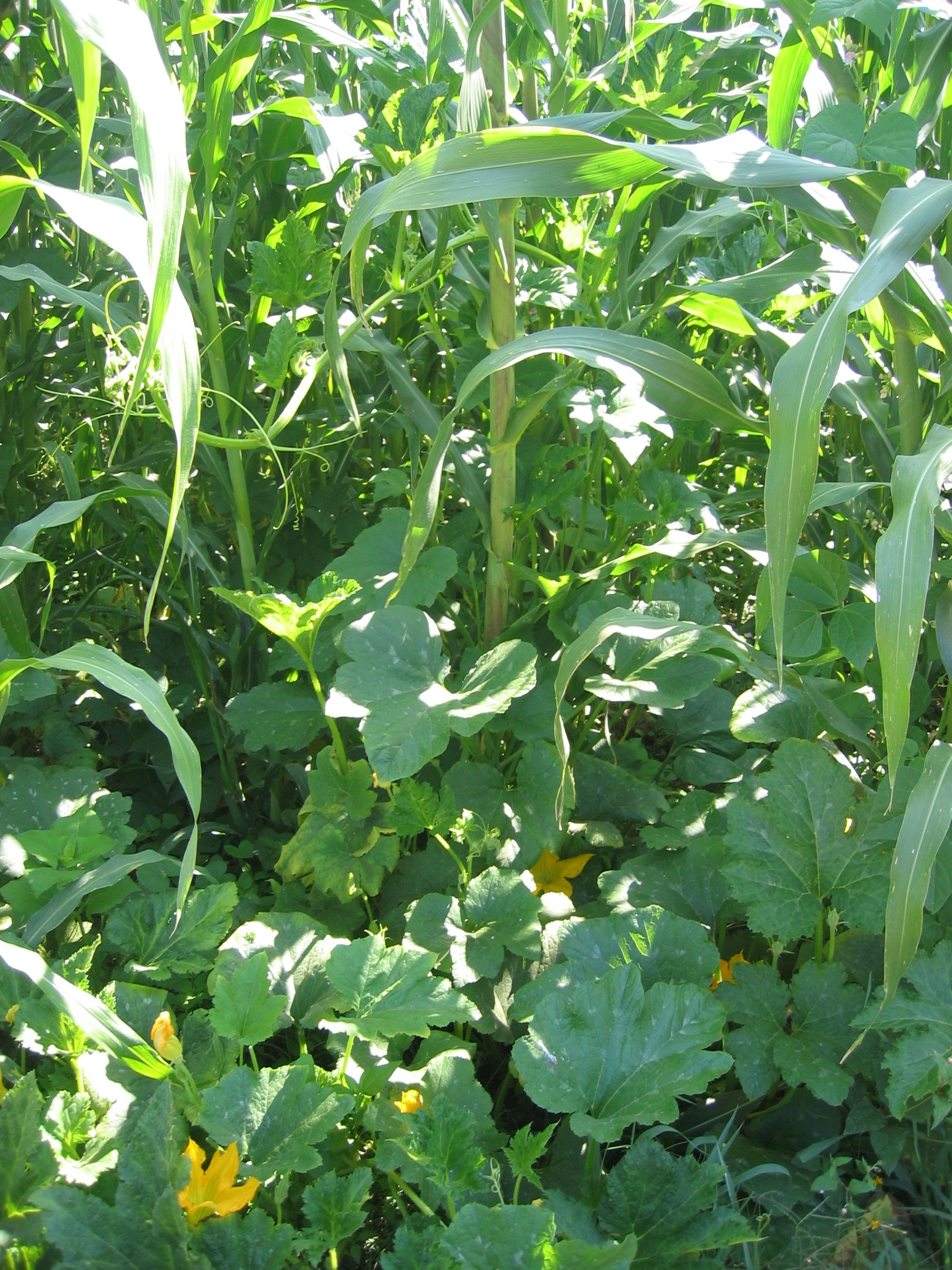
Dans la milpa amérindienne, on pratique la culture associée des trois sœurs : courge-haricot-maïs.

La technique agricole mixte de cultures complémentaires, dite « des trois sœurs », représente les trois principales cultures pratiquées traditionnellement par diverses ethnies amérindiennes d'Amérique du Nord et d'Amérique centrale : la courge, le maïs et le haricot grimpant (habituellement le haricot tépari ou le haricot commun).

### Les Européens découvrent le maïs
Lorsque les Européens exploraient les Amériques, le maïs était donc déjà cultivé du nord au sud du continent depuis les rives du Saint-Laurent (Canada) à celles du Rio de la Plata (Argentine). Le maïs a été vu par les Européens pour la première fois par Christophe Colomb en 1492 à Cuba. Magellan le trouva à Rio de Janeiro en 1520. Jacques Cartier relate en 1534 que « Semblablement croit auſſi ’en ce païs du mil gros comme pois , pareil à celui qui croit au Breſil dont ilz mangét au lieu de pain, & y en avoient abondance, & l'appellent en leur langue Kapaige » ; en 1535, il écrit que Hochelaga, la future Montréal, se trouvait au milieu de champs de maïs, qu’il comparait à du « millet du Brésil ». Le missionnaire Gabriel Sagard fait l'éloge du blé d'Inde en Huronie :

« (traduit en français moderne) Quand ils vont ainsi en guerre et en pays ennemis, pour leur vivres ordinaires, ils portent quant à eux, chacun derrière son dos, un sac plein de farine de blé rôtie et grillée dans les cendres, qu'ils mangent crue, et sans être trempée, ou bien mouillée avec un peu d'eau chaude ou froide, et évitent par ce moyen à faire du feu pour apprêter leur nourriture, quoiqu'ils en fassent parfois la nuit au fond des bois pour n'être aperçus, et font durer cette farine jusqu'à leur retour, après environ six semaines ou deux mois: car après ils viennent se rafraîchir au pays, finissent la guerre pour cette fois, ou y retournent encore avec d'autres provisions.
Que si les Chrétiens usaient de telle sobriété, ils pourraient entretenir de très puissantes armées à peu de frais, et faire la guerre aux ennemis de l'Église et du nom chrétien, sans la foule du peuple, ni la ruine du pays, et Dieu n'y serait pas si offensé, comme il est grandement, par la plupart de nos soldats, qui semblent plutôt (chez le bon homme) gens sans Dieu, que chrétien né pour le Ciel. Ces pauvres Sauvages (à notre confusion) se comportent ainsi modestement en guerre, sans incommoder personne, et s'entretiennent de leur propre et particulier moyen, sans autre gage ou espérance de récompense, que de l'honneur et louange qu'ils estiment plus que tout l'or du monde.
Il serait aussi désirable que l'on semât de ce blé d'Inde par toutes les Provinces de la France, pour l'entretien et nourriture des pauvres qui y sont en abondance: car avec un peu de ce blé on pourrait facilement les nourrir et entretenir autant que les Sauvages, qui sont de même nature que nous, et ainsi ils ne souffriraient de disette, et ne seraient non plus contraints de mendier par les villes, bourgs et villages, comme ils font chaque jour parce qu'outre que ce blé nourrit et rassasie grandement, pas besoin de sauce ni de viande, poisson, beurre, sel ou épice. »

— F. Gabriel Sagard Theodat, Récollet de St. François, de la Province de St. Denys en France, 1632.

### Introduction en Europe
La première introduction du maïs dans le Sud de l'Europe, et dans l’Ancien monde, est due à Christophe Colomb au retour de son premier (4 mars 1493) ou deuxième (11 juin 1496) voyage en Amérique selon son propre témoignage. Néanmoins cette céréale nouvelle ne se diffuse que lentement et son origine se perd rapidement puisque chaque localité croit qu'il est issu d'une contrée voisine, d'où les appellations de « blé d'Égypte » par les Turcs mais « froment de Turquie » en Allemagne, « blé de Sicile » en Toscane mais « blé de Rome » en Lorraine et dans les Vosges, etc.
Du sud de l’Espagne, il s’est diffusé dans toutes les régions d’Europe méridionale au climat suffisamment chaud et humide, le Portugal (1515) où il est appelé milho (« gros millet marocain »), le Pays basque espagnol (1576), la Galice, le Sud-Ouest de la France et la Bresse (1612), la Franche-Comté alors possession espagnole, et où il est nommé « blé d'Espagne », le reste de la France restant longtemps réticent à sa culture au profit du blé, la Vénétie (1554), puis toute la plaine du Pô. D’Italie, il s’est répandu vers l’est : Serbie, Roumanie (1692), Turquie. « Brouet des pauvres » en Europe, il devient parfois un plat central ou un marqueur alimentaire en Italie avec la polenta de maïs, au Portugal avec le broa, en Roumanie avec la mămăligă, dans le Sud-Ouest de la France (talo, miches de Gascogne, crêpes de maïs d'Aquitaine) ou en Bresse avec ses gaudes.
La théorie de la diffusion du maïs de l'Espagne vers le Nord de l'Europe est maintenant complètement abandonnée. On sait maintenant que les populations de maïs du Nord et du centre de l'Europe dérivent directement des Northern flints du Canada et du Nord des États-Unis, ramenées par les explorateurs de cette zone, notamment par Giovanni da Verrazzano dès son premier voyage en Amérique du Nord en 1524, et par Jacques Cartier en Normandie,. Les maïs de Christophe Colomb et ses successeurs d'origine caraïbe ne se retrouvent plus que dans le Sud de l'Espagne et la plupart des variétés du Sud de l'Europe viennent d'Argentine (vitreux italiens et balkaniques).

### Ailleurs

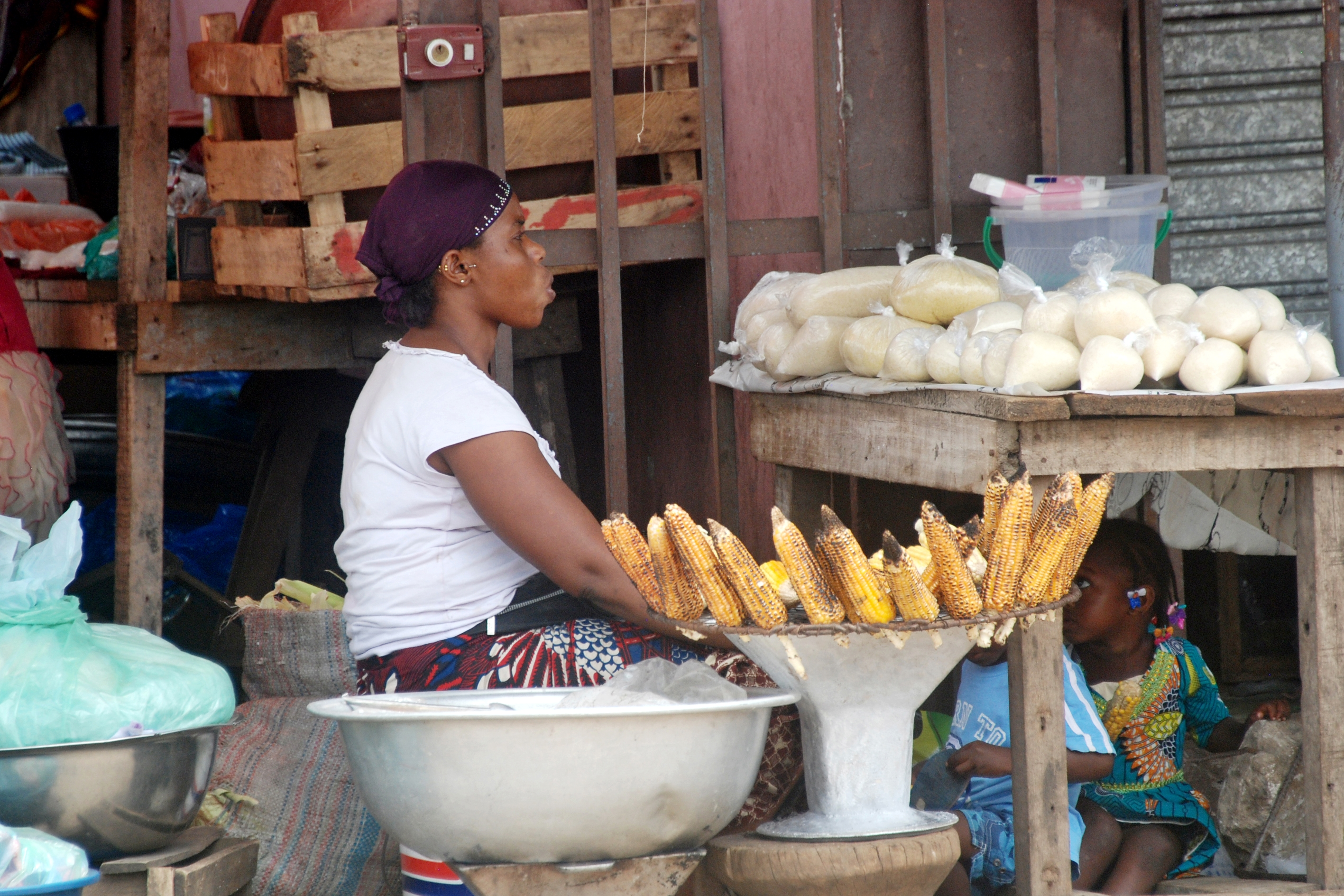
Vendeuse de maïs « braisé » à Abidjan en Côte d'Ivoire.

En Afrique, le maïs a été introduit d’une part en Égypte vers 1540, par la Turquie et la Syrie, d’autre part dans la région du golfe de Guinée par les Portugais vers 1550.

### Premières études du maïs
Le premier dessin du maïs en Europe est dû au botaniste allemand Fuchs en 1542.
En Chine, le premier dessin du maïs est daté de 1637, mais sa culture y était déjà répandue.
La première description scientifique de la plante est due au médecin et botaniste espagnol Francisco Hernández de Toledo en 1517. Le premier ouvrage consacré au maïs en Europe, Le Maïs ou blé de Turquie apprécié sous tous ses rapports, est écrit par Parmentier en 1784.

### Hybridation et culture moderne
Les premiers hybrides européens, notamment français, sont développés à partir des années 1930. Cependant, les travaux pionniers menés à Saint-Martin-de-Hinx sont détruits pendant la Seconde Guerre mondiale. Les premiers hybrides utilisés en cultures sont issus du croisement de lignées européennes (adaptation aux conditions climatiques locales) et américaines (gain de productivité), mis au point sur la station de Versailles à partir de 1943, puis rattachée à l'INRA en 1947. Les hybrides de maïs connaissent un essor dans le Bassin parisien, qui n'était pas jusque-là une zone de production : 300 000 ha en 1950, puis 700 000 ha dix ans plus tard. En 1970, les surfaces de maïs hybrides atteignent 1 500 000 ha sur l'ensemble du territoire métropolitain,.
Le succès du maïs en France tient d’abord à sa facilité de culture et à son rendement très nettement supérieur à celui du blé ou des céréales secondaires qu’il a remplacées, comme le millet (dont il a pris le nom en portugais, milho) et le sorgho, puis au XXe siècle au progrès génétique qui lui a permis de s’adapter à des conditions de culture de plus en plus septentrionales, tout en permettant une production de matière sèche intéressante, cela grâce à des variétés précoces. Les rendements ont quadruplé entre 1950 et 2000. Un des défis est désormais d'adapter cette plante au changement climatique et aux épisodes plus fréquents de sécheresse.

## Appellations
Son nom vernaculaire le plus commun est maïs. Ce terme vient de l’espagnol maíz, emprunté lui-même à la langue des Taínos de Haïti qui le cultivaient.De nombreux autres noms vernaculaires ont été appliqués à cette céréale, notamment blé indien (similaire au trigo de las Indias des Espagnols), blé de Turquie et blé de Barbarie. Désuets pour la plupart, ces noms témoignent de la confusion qui a longtemps régné en Europe sur l’origine de la plante.
On l'appelle « Mahi » dans la Louisiane du régime français et encore aujourd'hui en créole, par exemple le créole réunionnais.
Au Canada francophone, les deux termes maïs et blé d'Inde sont utilisés ; le deuxième est surtout usité pour le maïs servi en épis entiers, par exemple lors d'une épluchette de blé d'Inde.
- Synonymes : blé de Barbarie, blé de Guinée, blé de Turquie, froment des Indes.
- Maïs doux : maïs sucré. Anglais : sugar corn, sugar maiza, sweet corn. Allemand : Zuckermais, Süßmais, Welsch Korn. Espagnol : maiz dulce. Italien : grano turco, mais dolce. Néerlandais : maïs, turksche tarwe.
- Pop-corn : maïs éclaté, maïs soufflé, tactac, maïs fulminant, maïs perlé. Anglais : pop corn. Allemand : Puffmais, Perlmais. Espagnol : maiz reventón, maiz palomero. Italien : mais ibrido. Néerlandais : pofmais. Portugais : pipoca.

## Description

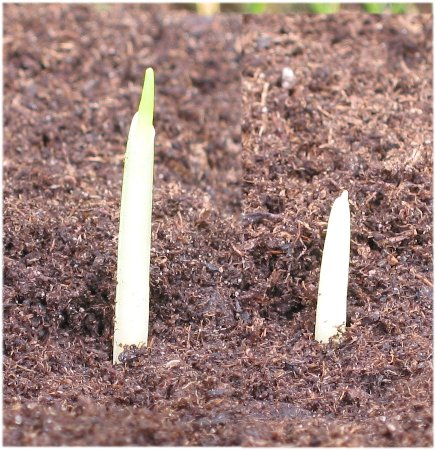
Coléoptile de maïs émergeant du sol.

Le maïs est une plante herbacée annuelle monoïque dicline de taille variable (de 40 cm jusqu’à 6 m, généralement entre 1 et 3 m pour les variétés couramment cultivées).
La tige unique, longue d’1,5 à 3,5 m et de gros diamètre variant de 5 à 6 cm est pleine, est lignifiée et formée de plusieurs entrenœuds d’une vingtaine de centimètres séparés par autant de nœuds. Au niveau de chaque nœud est insérée une feuille alternativement d’un côté et de l’autre de la tige. On compte entre 14 et 22 feuilles selon les variétés (à mesure que la plante grandit, les feuilles du bas dépérissent et finissent par tomber. Ainsi, un plant de dix feuilles peut avoir perdu une à trois feuilles, sans qu'il y paraisse à première vue).
Les feuilles, typiques des graminées, mais de grande taille (jusqu’à 10 cm de large et un mètre de long), ont une gaine enserrant la tige et un limbe allongé en forme de ruban à nervures parallèles. À la base du limbe se trouve la ligule qui a quelques millimètres de haut.
Le système racinaire comprend un très grand nombre de racines adventives qui naissent sur les nœuds situés à la base de la tige, formant des couronnes successives, tant sur les nœuds enterrés que sur les premiers nœuds aériens, dans une zone où les entrenœuds sont très courts. Ces racines forment un système fasciculé qui peut atteindre une profondeur supérieure à un mètre. Ces racines d’ancrage permettent d'éviter la verse.

### Tallage
Comme d'autres graminées, le pied de maïs est capable de tallage, toutefois il a subi une sélection qui fait que l'apparition de tiges secondaires est plus rare dans la plupart des variétés cultivées. Ce caractère s'exprime plus fréquemment quand le maïs se trouve dans des conditions de culture très favorables, cela est généralement interprété comme un signe qu'une densité de culture plus importante est possible. Les cultivateurs tendent à considérer ces tiges secondaires comme nocives en les accusant de « pomper » inutilement les nutriments, et il est fréquent qu'ils les coupent. Des études scientifiques semblent montrer que le tallage n'est ni bénéfique ni nuisible au plein développement des épis de maïs. Le seul intérêt actuel de ce comportement en culture semble être pour le maïs fourrager même si là encore, la sélection européenne du maïs fourrage des quarante dernières années ne l'a jamais mis en évidence. De fait, les agriculteurs éleveurs refusent aussi les variétés avec des talles même si leur présence ou leur absence n'influent en rien sur la qualité de la production. Le seul exemple d'intérêt de telles variétés se situe dans la grande zone Ouest de l'Afrique du Sud où le maïs est cultivé de façon très extensive (20 000 plantes/ha, lignes séparées de 2,20 m) avec des variétés très spécifiques, prolifiques et parfois présentant des talles avec épis qui permettent un grand gain de rendement en années pluvieuses, compensant ainsi la faible densité de semis.

### Physiologie et développement
La germination, déclenchée par l’imbibition du grain se traduit par une mobilisation des réserves du scutellum puis de l'albumen et par le développement de la radicule puis des racines séminales secondaires qui apparaissent au niveau du nœud scutellaire. À l'autre extrémité de l'embryon, la gemmule se développe sous forme du coléoptile qui pousse vers le haut et forme un plateau de tallage. À ce niveau se forment une première série de racines adventives, et parfois des tiges secondaires, puis le coléoptile perce le sol et s'ouvre en libérant les premières feuilles. À partir de ce stade, le jeune plant de maïs devient progressivement autotrophe.

#### Phase végétative

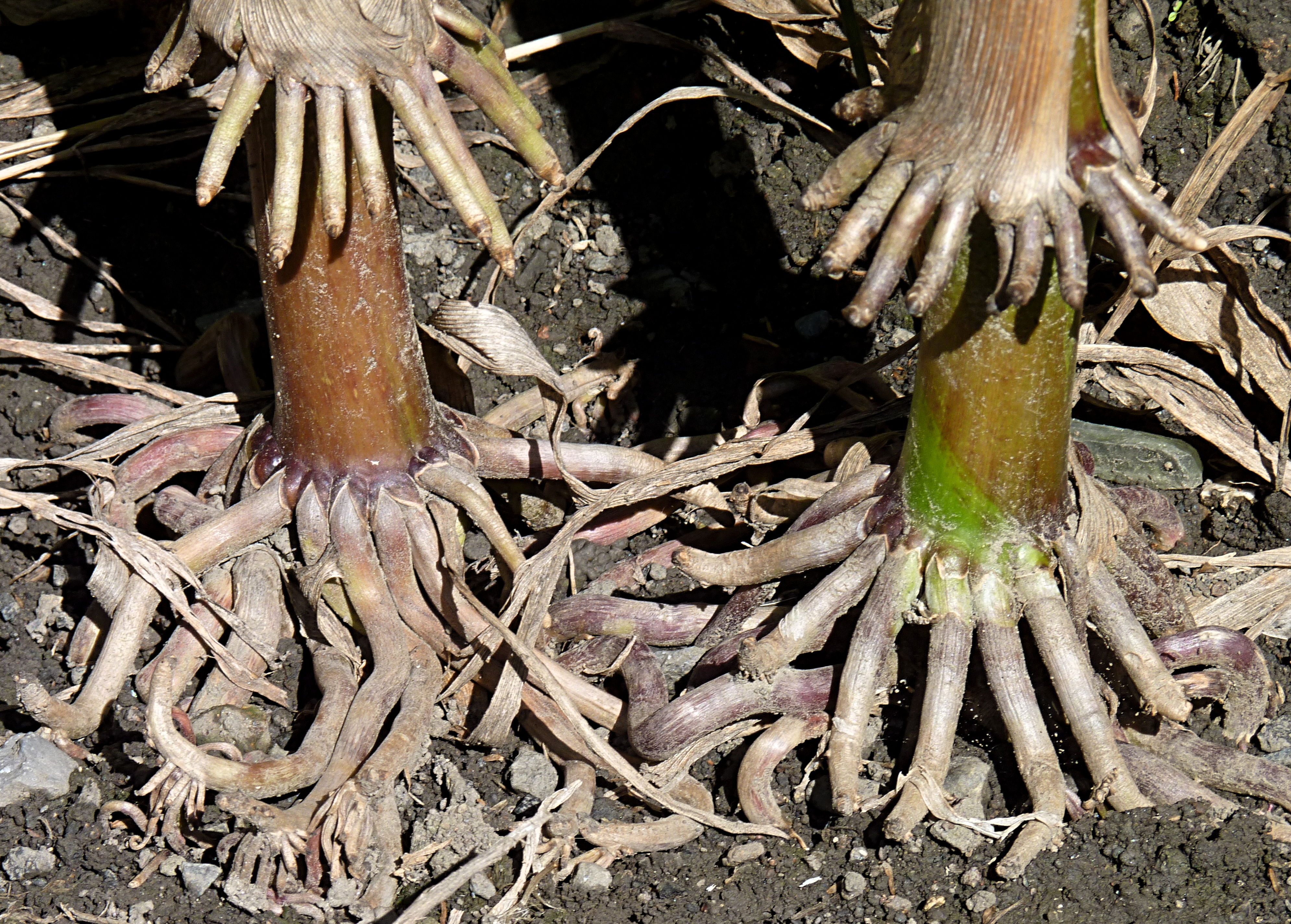
Racines adventives de deux plants de maïs.

Le système racinaire du maïs est caractérisé par des racines traçantes (dites racines de surface), qui prélèvent l’eau et les nutriments nécessaires à la plante dans les couches les plus superficielles du sol. Ce déséquilibre dans l’exploitation des ressources du sol fait que la plante est très exigeante en eau, ce qui peut poser problème en cas de faible disponibilité de celle-ci. Des couches de racines adventives se développent sur deux, trois ou quatre nœuds au-dessus de la surface du sol. Appelées racines coronaires, elles ont une fonction d'ancrage. La liaison entre la verse et l'enracinement d'ancrage est cependant faible, l'influence du milieu restant prépondérante malgré une variabilité génétique importante en ce qui concerne la sensibilité à la verse.
Dans les zones tempérées de l’hémisphère nord, le maïs est semé en avril-mai et fleurit en juillet-août. Les grains atteignent la maturité entre fin septembre et novembre selon les variétés. La récolte a lieu lorsque la plante jaunit et se dessèche. La plante entière peut également être récoltée et ensilée avant la maturité du grain (septembre).
Les professionnels du maïs utilisent le nombre de feuilles présentes sur la plante pour décider des actions à mener pendant sa croissance. Ainsi, lorsque la plante a développé une première feuille complète (collerette bien apparente), c'est le stade V1 où il faut désherber. Au stade V8 (8e feuille complète), on recommande un apport d'engrais pour une bonne fructification. Au stade V10, on démarre l'irrigation dans les zones où elle est nécessaire, etc.

#### Anomalies d'inflorescence de maïs
Les inflorescence de maïs peuvent parfois subir des mutations qui affectent leur développement normal.
L'un des plus précoces gènes mutants indeterminant (id) empêche la transition au développement normal de reproduction. Au lieu de la floraison, ces fleurs continuent à grandir, parfois produisant plusieurs feuilles végétatives davantage.
ba1 et ba2 (barren stalk1 et barren stalk2) font partie d'un autre classe des gènes mutants qui bloquent la formation des épis, mais pas celle des tassels. Contradictoirement, le gène tasselless (til) bloque le développement du tassel, mais pas celui des épis,.
Les mutations Ts4 (tassel seed 4) et Ts6( tassel seed 6) affectent le développement reproductif en deux aspects : la détermination du sexe et la ramification de l'inflorescence. Ces deux gènes mutants ts6 et ts4 perturbent la détermination du sexe due au fait qu'ils sont incapables de réprimer les primordia de pistil dans les tassels, qui développent ensuite des fleurons avec des pistils fonctionnels,.

#### Résistance naturelle
Les jeunes plants de maïs accumulent une substance particulière, un acide hydroxamique (2,4-dihydroxy-7-méthoxy-1,4-benzoxazin-3-one ou DIMBOA) qui crée une résistance naturelle contre toute une série d’ennemis de la plante : insectes, champignons et bactéries pathogènes. On trouve cette substance, le DIMBOA, également chez les espèces apparentées, notamment le blé. Le DIMBOA confère aux jeunes plants de maïs une résistance relative à la pyrale (famille des Crambidae). Toutefois, cette résistance décline rapidement dès que la plante a dépassé le stade six feuilles.
Lorsque le maïs est attaqué par des larves phytophages comme la chenille de la pyrale du maïs, il émet des molécules volatiles qui attirent des insectes parasitoïdes prédateurs du ravageur, tels les trichogrammes.

### Reproduction

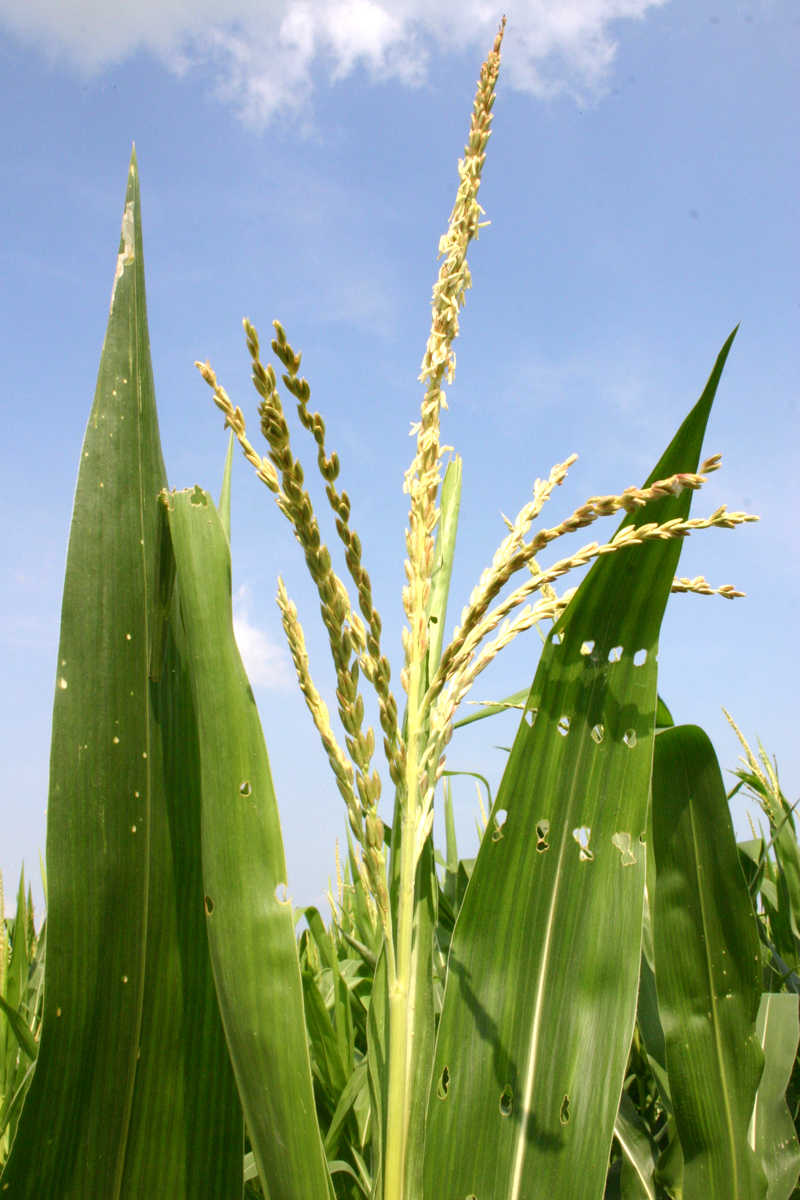
60 à 95 jours après le semis, le panicule (inflorescence mâle) apparaît au sommet du plant de maïs.

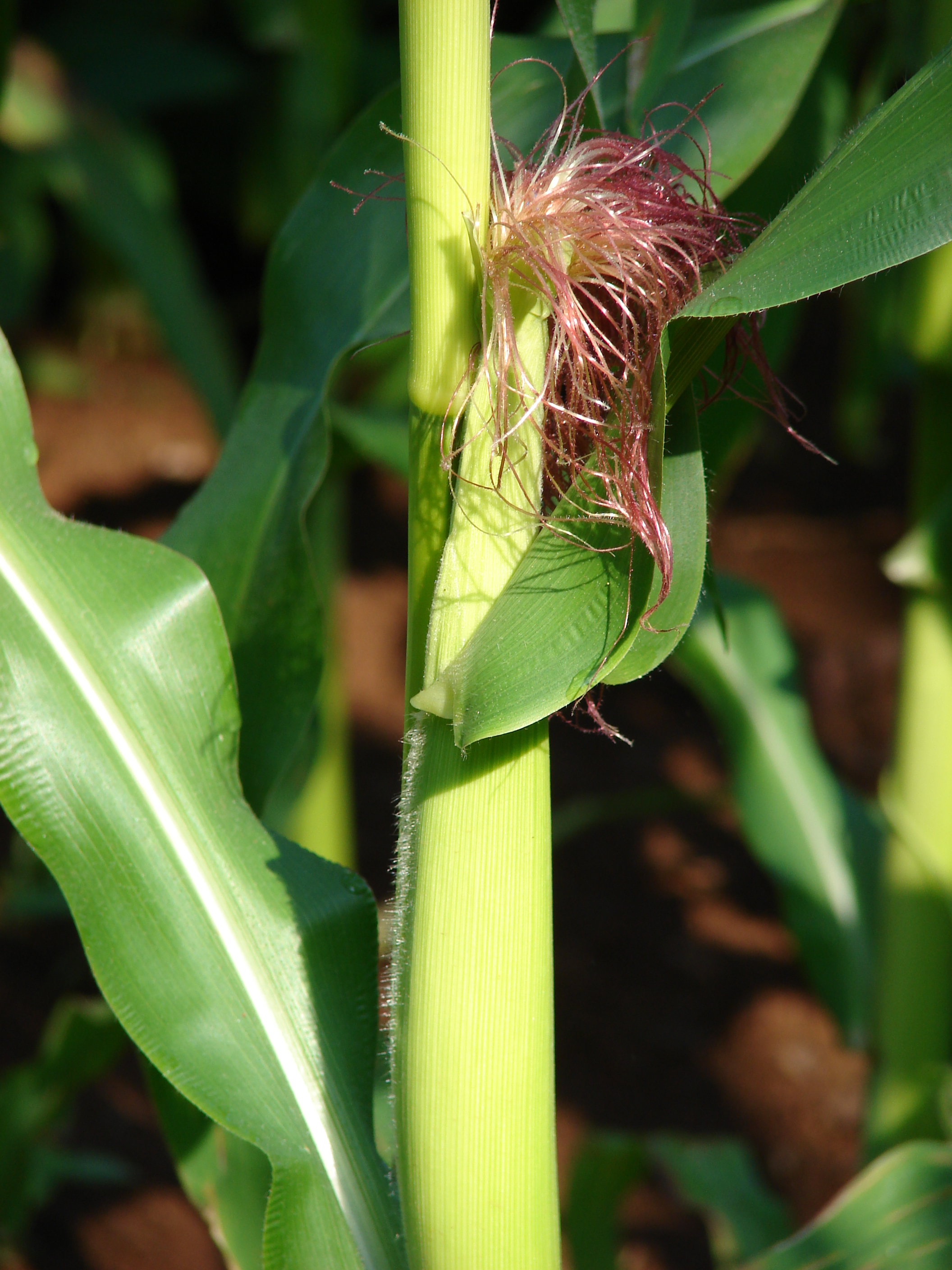
Les soies (inflorescences femelles) apparaissent et sont prêtes pour la fécondation 5 à 8 jours après l'apparition des fleurs mâles (panicules).

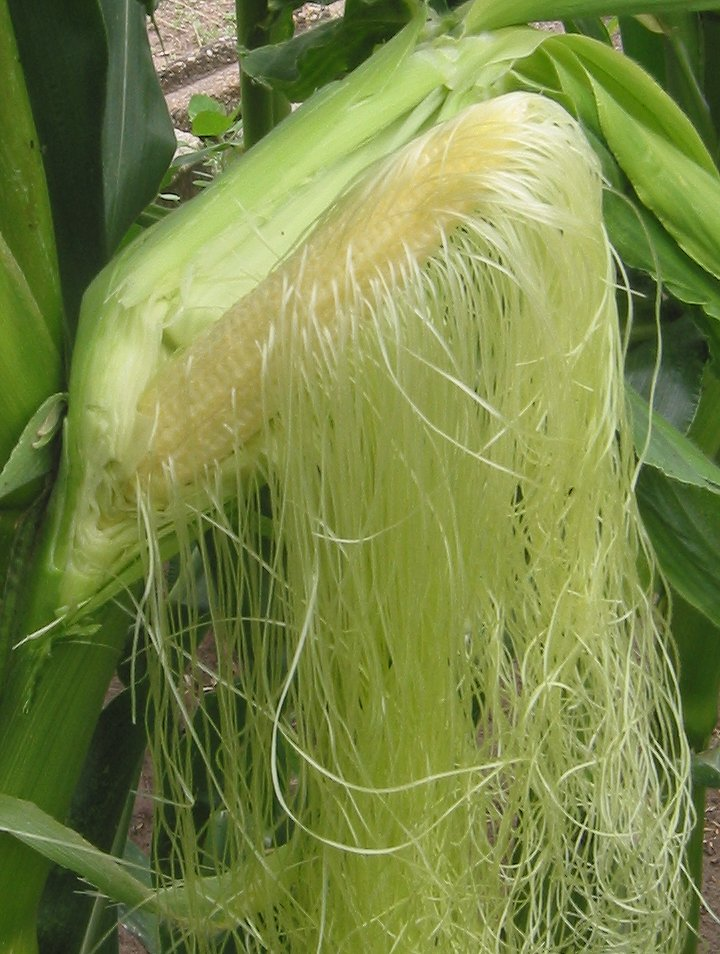
Deux à trois mois après leur apparition, les soies sont toujours présentes sur l'épi de maïs désormais bien formé.

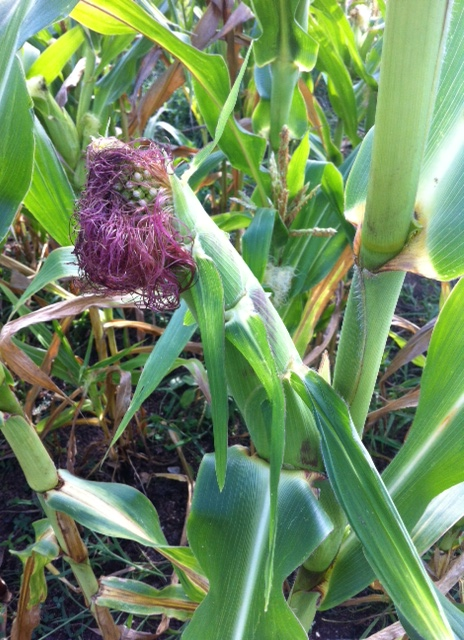
Certaines variétés de maïs (principalement en zones tempérées) ont des feuilles poussant sur les épis (ou flag leaves). Il s'agit en fait de la vraie feuille ancestrale et la spathe est la gaine. Cela est apprécié sur maïs doux (présentation des épis sur l'étal) mais éliminé en sélection grain ou on cherche des spathes les plus simples, fines et lâches possibles pour faciliter le dessèchement. Dans les régions tropicales les sélectionneurs recherchent au contraire des spathes multiples épaisses et très longues pour la protection contre les insectes.

Les fleurs, autre caractéristique qui distingue le maïs des autres graminées, sont unisexuées et regroupées en inflorescences mâles et femelles composées d’épillets de deux fleurs. La floraison mâle a lieu en moyenne 70 jours après le semis et précède de 5 à 8 jours la floraison femelle : on dit qu’il y a protandrie (ce qui limite l'autofécondation). L’initiation florale met un terme à la production de nœuds foliaires. La montaison, qui est l’élongation des entre-nœuds, portera la panicule à plus de deux mètres au-dessus du sol (pour les variétés les plus courantes, certaines pouvant monter jusqu'à 10 m).
Les fleurs mâles sont groupées dans une panicule terminale qui apparaît après la dernière feuille. Cette panicule, aussi appelée « tassel », est constituée d’épillets regroupant chacun deux fleurs à trois étamines. La pollinisation allogame s'effectue par le vent mais l'auto-pollinisation est possible. La production journalière de pollen est diurne avec un maximum se produisant en milieu de matinée. Le pollen du maïs contient 60 % d'eau et se dessèche de façon importante en environ quatre heures. L'essentiel de la pollinisation a donc lieu entre dix heures et douze heures pendant la période de cinq à huit jours que dure l’anthèse (floraison mâle) pour un même panicule,,. À l’échelle d’un champ, la durée de pollinisation est de six à dix-huit jours, en fonction de la variété mais également de l’hétérogénéité du champ. Bien que la plante soit autofertile, la fécondation croisée est d’au moins 95 %. Les grains de pollen transportés par le vent et distribués jusqu’à 500 m de leur point de départ tombent sur les soies des plantes voisines (95 % des cas) ou du pied-mère (5 % mais dans ce cas, descendance moins vigoureuse et moins productive) et y germent. Si on souhaite obtenir des variétés pures, notamment pour la production de semences, le champ doit être isolé d'une autre culture de maïs d'au moins 300 m.

#### L'épi
Les fleurs femelles sont groupées en épis insérés à l’aisselle des feuilles médianes (les plus grandes). Les sélectionneurs cherchent à créer des variétés où ces inflorescences n’apparaissent pas trop en hauteur de manière à ne pas déséquilibrer le plant qui est sujet à la verse, c’est-à-dire à la chute causée par le vent et les intempéries. Cependant on ne peut pas trop « descendre » l'épi par sélection car on perd du rendement en raison d'une pénétration de la lumière plus difficile vers les feuilles basses.
L’axe de l’épi, appelé rafle, porte 10 à 20 rangées de fleurs femelles. Une seule fleur par épillet est fertile. Il est entouré de feuilles modifiées, les spathes, desséchées à maturité. À l’extrémité supérieure, les spathes laissent dépasser les stigmates filiformes très légèrement dentés aussi appelés soies. Ces soies, une par futur grain, sont plus ou moins longues selon la position du grain dans l'épi (les premières soies qui apparaissent à l’extérieur du « cornet » de spathes sont les soies qui prennent naissance à la base de l’épi) sont les styles récepteurs du pollen sur toute leur longueur car recouverts de poils collants. Tout grain de pollen peut y germer pendant les 6 à 20 jours qui suivent leur apparition. Ces styles peuvent être colorés diversement en fonction des variétés (le plus souvent, blond virant au brun).
L’épi enveloppé dans ses spathes est appelé « spadice ». Entre l’apparition des soies et la maturation des grains, s’écoulent en moyenne deux à trois mois en fonction des variétés.
L'épi contient toujours un nombre pair de rangées de grains mais ses dimensions sont très variables (longueur de 5 à 45 cm, diamètre de 3 à 8 cm). Il contient le plus souvent 400 à 500 grains à maturité mais ce nombre peut aller jusqu'à mille. Une tige donne généralement naissance à un ou deux épis, jusqu'à une demi-douzaine ou plus. Un pied de maïs peut avoir plusieurs tiges secondaires, appelées talles, généralement un ou deux, jusqu'à une demi-douzaine ou plus également. Le nombre d'épis par pied, en comptant les talles qui elles-mêmes peuvent porter autant d'épis que la tige principale, peut donc aller de quelques-uns à une trentaine. Le nombre d'épis par pied dépend des modalités culturales, voire de la variété, ces deux items s'inscrivant du moins dans un tout,.
La formation des grains donne lieu à une double fécondation (xénie). Chaque grain de pollen contient deux gamètes mâles. L'un féconde l'oosphère qui donnera le zygote principal puis l'embryon, l'autre féconde deux noyaux centraux pour donner un zygote accessoire ou albumen. L’albumen est triploïde mais, étant donné que les noyaux centraux ne sont pas toujours au nombre de deux ou diploïdes, son degré de ploïdie peut varier.
Les rangs de grains des épis peuvent être droits ou plus ou moins torsadés. Ce caractère génétique, plus ou moins accentué, existe dans tous les groupes. On distingue les lévogyres et les dextrogyres suivant le sens de la rotation en partant de la base de l'épi.

#### Structure et composition du grain

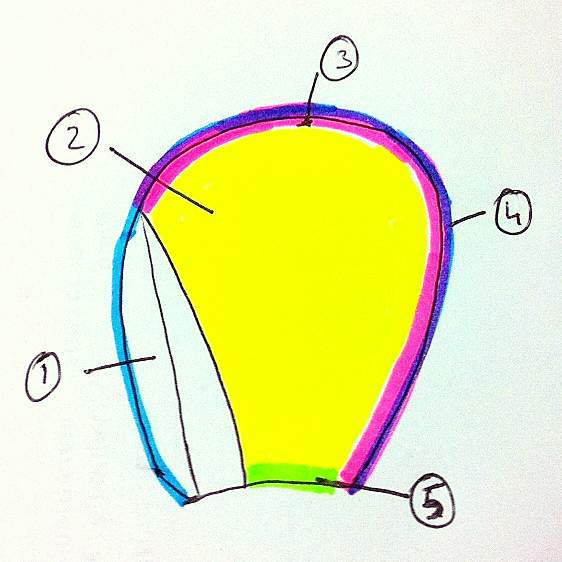
1 - Embryon
2 - Albumen (amidon farineux)
3 - Couche à aleurone (amidon corné ou vitreux)
4 - Péricarpe
5 - Zone de transfert

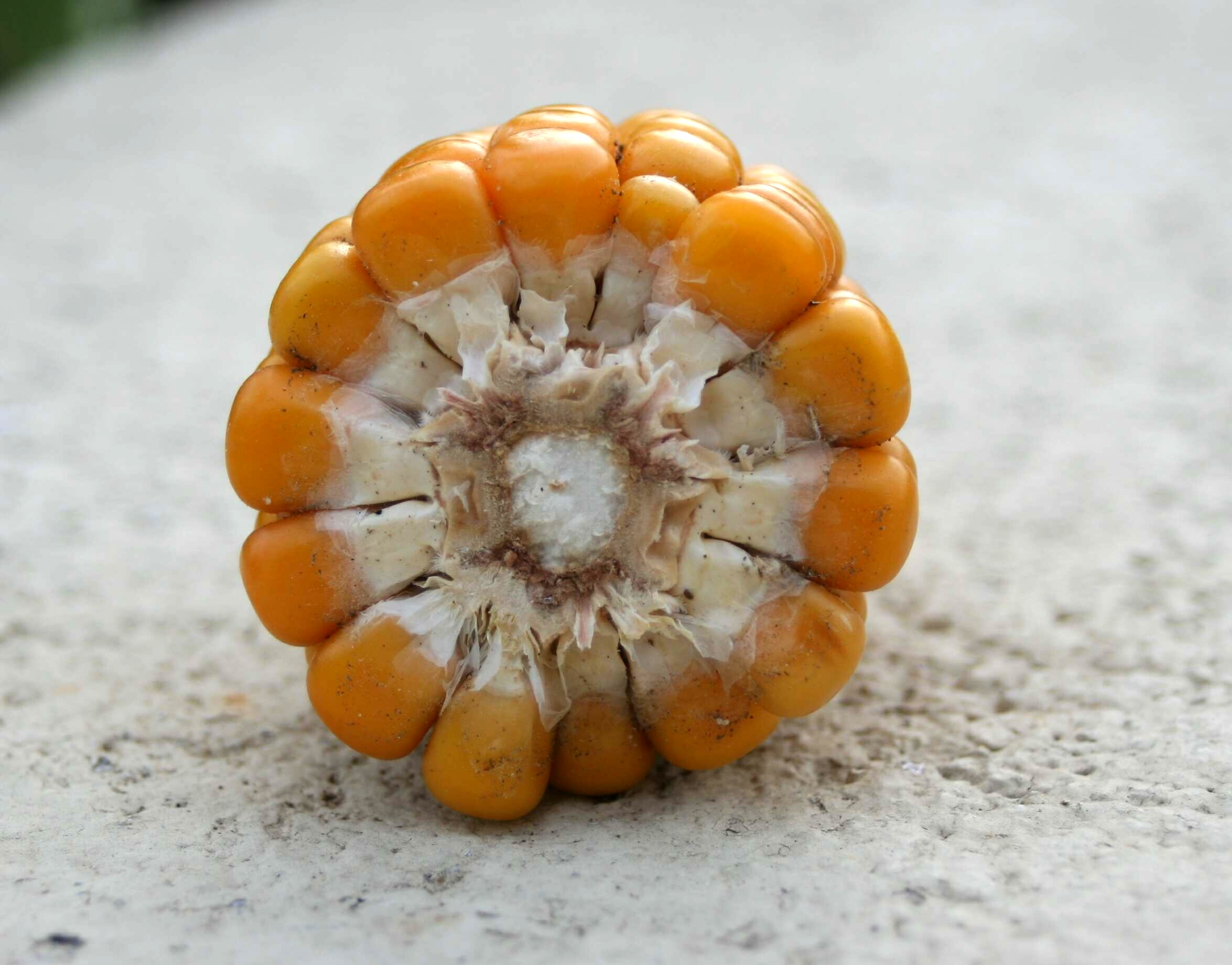
Coupe transversale d’un épi.

Le grain de maïs est en fait un caryopse, formé de trois parties d’origines différentes :
- l’embryon, couramment appelé « germe », situé à la base du grain qui comprend l’embryon proprement dit ou « gemmule » et le scutellum, c’est-à-dire le cotylédon, organe de réserve dans lequel la plantule puise son énergie initiale ; l’embryon est issu de l’œuf formé à la suite de la fusion du noyau d’un spermatozoïde et de l’oosphère, il est diploïde ;
- l’albumen, tissu de réserve (blanc ou jaune), essentiellement composé de grains d’amidon, sauf la couche périphérique située sous le péricarpe qui contient des grains d’aleurone (incolore, rouge ou violet) riches en protéines ; ce tissu est issu de la fusion du noyau d’un spermatozoïde et des deux noyaux de la cellule centrale, c’est donc un tissu triploïde (à 3n chromosomes) ;
- l’enveloppe extérieure, fine membrane (incolore, rouge ou violette[40]) translucide et fibreuse, issue du péricarpe de l’ovaire (donc en réalité une partie du fruit et non pas de la graine).

L’amidon de l’albumen se présente sous deux formes : l’amylose, polymère linéaire du glucose, et l’amylopectine, polymère formant une molécule ramifiée. Selon le mode d’assemblage de ces molécules, il se forme de l’amidon farineux, à structure friable, situé plutôt au centre, ou de l’amidon corné, ou vitreux, à structure dense et compacte, situé en périphérie et qui contribue à maintenir la forme extérieure du grain. La proportion variable de ces deux formes d’amidon permet de distinguer diverses races.
La grosseur et le poids du grain dépendent de la variété. En moyenne, le poids de 1 000 grains oscille entre 200 et 350 grammes, et peut être de 13 à 700 g selon la variété considérée.

#### Couleur des grains

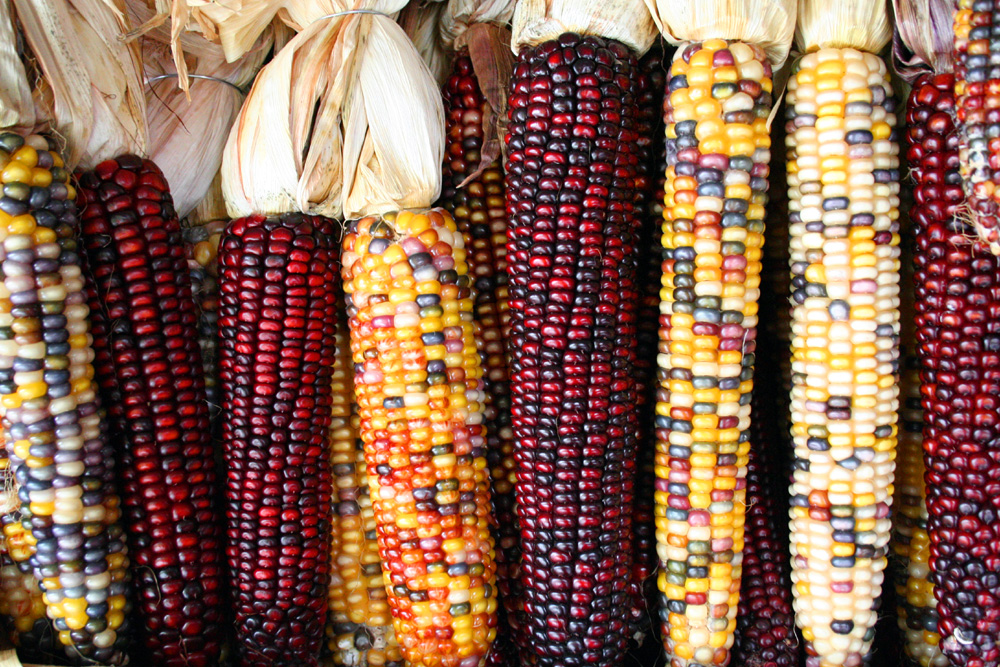
La couleur des grains de maïs est très variable même si le grain jaune est le plus répandu.

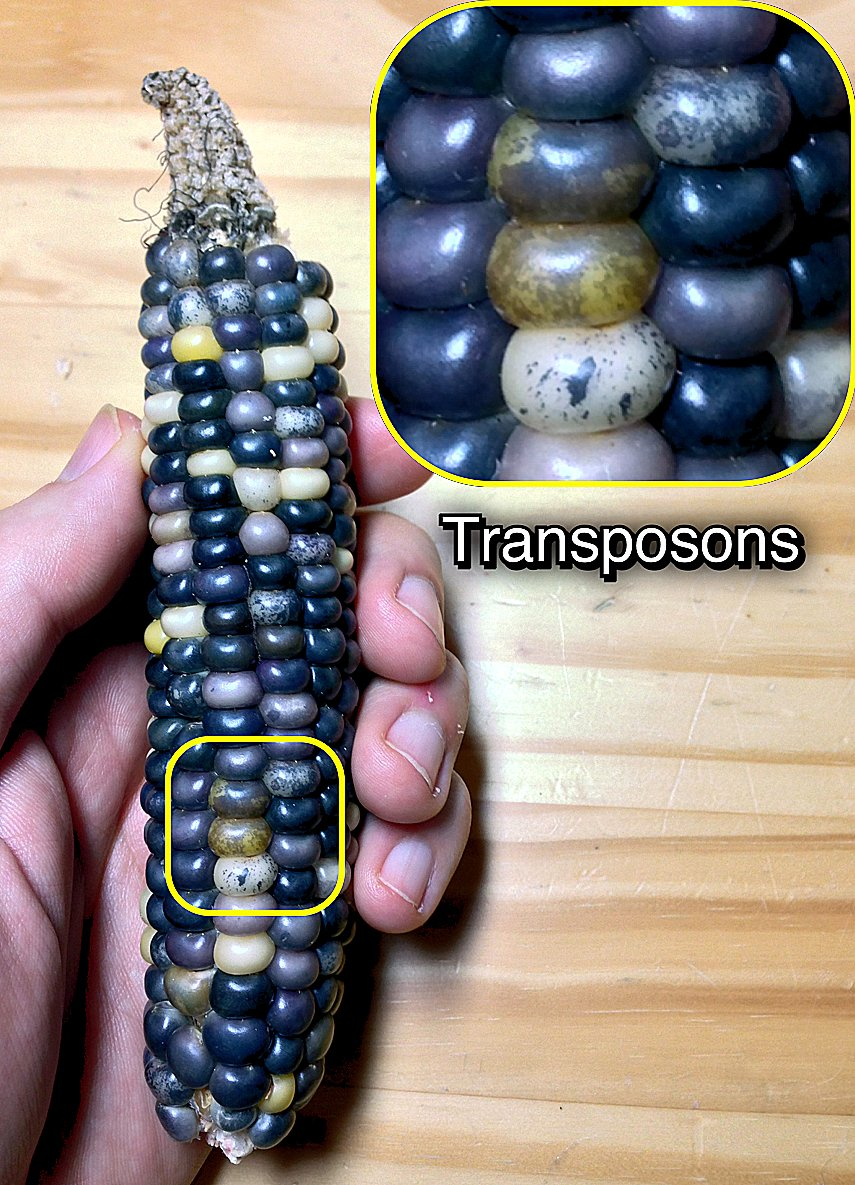
La pigmentation de certains grains peut être modifiée par l'action de transposons.

C’est la superposition des couleurs de l'albumen et de sa couche à aleurone (tissu résultant de la fécondation) et du péricarpe (tissu d'origine maternel) qui donne sa couleur finale au grain de maïs.
Deux types de pigments peuvent colorer l'albumen :
- le carotène donne des grains jaunes (couleur la plus répandue) si l'aleurone et le péricarpe sont incolores ;
- les anthocyanes donnent des grains rouge, bleu ou violet.

L'absence de pigment donne des grains blancs.
Le mélange des couleurs entre les différentes couches du grain (albumen, aleurone et péricarpe) donne des couleurs intermédiaires (orangé, rose, marron, vert).
Quant aux grains « bariolés », ils sont dus aux effets des transposons.
À l'intérieur de l'albumen, carotène et anthocyanes sont synthétisés à différents endroits. Le carotène se fixe dans l'amidon farineux (partie interne de l'albumen) alors que l'anthocyane se fixe dans l’amidon corné ou vitreux (aleurone et partie externe de l'albumen). Les anthocyanes donnant une couleur intense (rouge, violet ou bleu) à la couche d'aleurone, la couleur jaune ou blanche d'un grain n'est visible que lorsque la couche à aleurone et le péricarpe sont incolores.
L'effet de xénie est l'apparition d'un phénotype de grain non lié (couleur ou autres caractéristiques) au génotype du plant producteur. Il résulte donc de l'effet d'un grain de pollen étranger sur l'endosperme.
Les maïs multicolores sont souvent surnommés « maïs indien » bien qu'on en trouve dans toutes les régions productrices.
Lorsque le maïs est destiné à la consommation humaine, il y a des choix très culturels. Lorsqu'il devient l'alimentation des animaux, le choix de la couleur est plus rationnel suivant le produit à obtenir : très jaune pour faire des jaunes d'œufs bien colorés en Italie, petite préférence pour le blanc pour le gavage des oies, etc. Cependant, c'est surtout le rendement et l'efficacité alimentaires qui priment ; les maïs dentés jaunes sont les plus productifs actuellement et apportent plus de carotène - vitamine A que les blancs ce qui explique qu'ils soient plus répandus. Mais tous les maïs, quelle que soit leur couleur, sont comestibles.
Au Canada, aux États-Unis, en Europe et en Chine, les maïs sont actuellement en grande majorité jaunes.
En Afrique, ils sont plutôt blancs (même si certains programmes alimentaires essaient de développer la culture du maïs orange plus riche en carotène dont certaines populations manquent comme en Zambie par exemple).
En France, les populations traditionnelles de maïs étaient à parts égales jaunes ou blanches avec quelques « roux », les Italiens préféraient le jaune orangé, les Portugais le blanc, les Indiens Hopi le bleu…
Les plats à base de grains bleu ou rouge, riches en anthocyane, sont recommandés aux personnes pratiquant un régime ou souffrant de diabète,, car ce maïs contient 20 % de protéines de plus qu'un maïs jaune classique et un index glycémique plus faible.

## Taxinomie

### Classification
Le nom scientifique du maïs est la sous-espèce est Zea mays subsp. mays. Le nom binomial lui a été attribué par Linné en 1753 qui créa un nouveau genre pour cette plante très différente des autres graminées connues à l’époque. Le nom générique, Zea, vient d’un nom grec, zeia, qui désignait dans l’Antiquité une sorte de blé, probablement l’amidonnier.
Elle appartient à la famille des Poaceae et à la sous-famille des Panicoideae (comme le sorgho et la canne à sucre et à la différence des autres grandes céréales, blé, riz, orge, seigle, etc., qui relèvent de la sous-famille des Pooideae).
La classification actuelle de ce taxon et des taxons voisins résulte des travaux de Doebley et Iltis publiés en 1980. Elles sont regroupées dans la tribu des Maydeae (désormais incluse dans la tribu des Andropogoneae) qui se distingue par la monoécie, c’est-à-dire que bien que les plantes soient bisexuées, les sexes sont séparés dans des fleurs et souvent dans des inflorescences distinctes. On y trouve sept genres :
- cinq originaires de l’Ancien monde : Coix, Chionachne, Polytoca, Sclerachne et Trilobachne ;
- deux d’origine américaine :
  - Zea qui se distingue par ses inflorescences mâles et femelles séparées ; il est subdivisé en deux sections :
    - la section Zea qui ne comprend qu’une espèce : Zea mays, elle-même subdivisée en quatre sous-espèces[24], le maïs et trois téosintes annuelles :
      - Zea mays subsp. mays (L.) Iltis, le maïs proprement dit,
      - Zea mays subsp. mexicana (Schrader) Iltis, le Téosinte du Mexique
      - Zea mays subsp. parviglumis Iltis & Doebley, le Téosinte du Balsas
      - Zea mays subsp. huehuetenangensis (Iltis & Doebley) Doebley, parfois considérée comme une variété de la précédente.

    - la section Luxuriantes qui comprend quatre espèces de téosintes :
      - Zea diploperennis Iltis, Doebley & R.Guzman, le Téosinte du Manantlán, qui s’hybride facilement avec le maïs,
      - Zea luxurians (Durieu) R.M.Bird,
      - Zea nicaraguensis Iltis & B.F.Benz,
      - Zea perennis (Hitchc.) Reeves & Mangelsdorf,

  - Tripsacum, genre très proche qui comprend dix-sept espèces, dont certaines sont capables de produire des hybrides avec le maïs, réparties en deux sections, Fasciculata avec cinq espèces et Tripsacum avec douze espèces[48], toutes vivaces.

La subdivision de l’espèce Zea mays en sous-espèces est sujette à débat, certains auteurs classant les téosintes annuelles en six races[Quoi ?] : Nobogame, Central Plateau, Durango, Chalco, Balsas et Huehuetenango, au lieu de trois sous-espèces.
Toutes les espèces et sous-espèces du genre Zea ont le même nombre de chromosomes (2n=20) sauf Zea perennis qui est tétraploïde (2n=40).

#### Typologie

##### Classement par type de grains

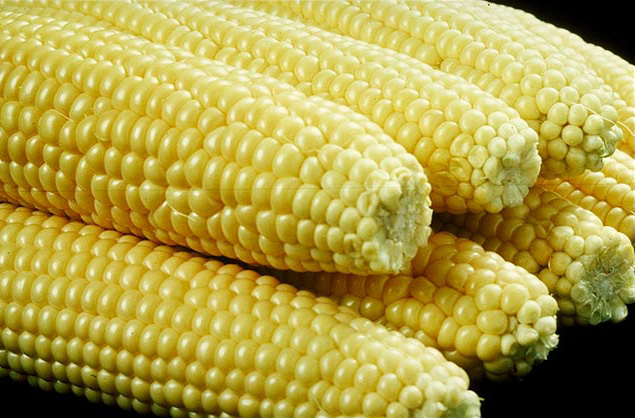
Épis nus de maïs doux.

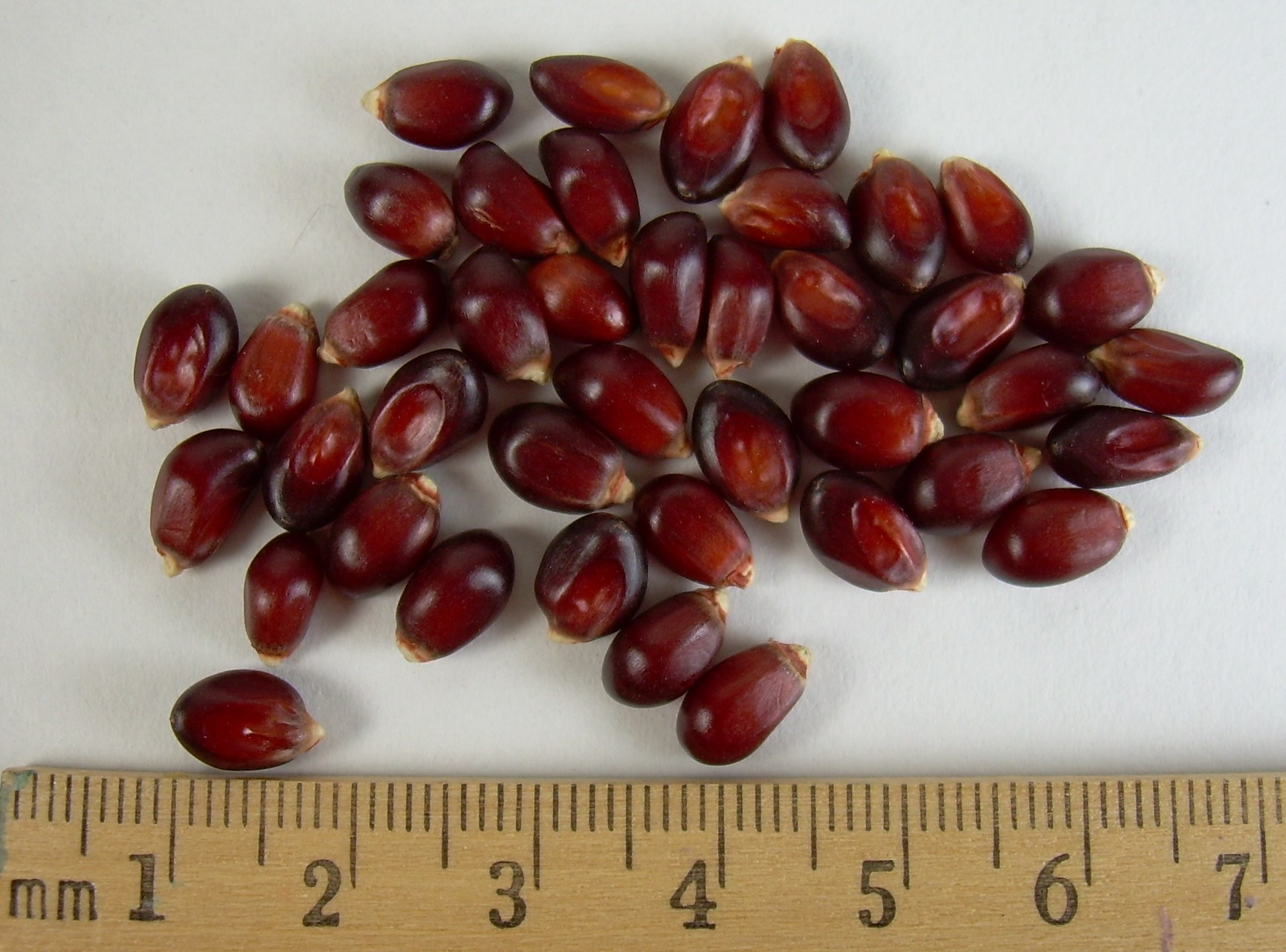
Maïs perlé.

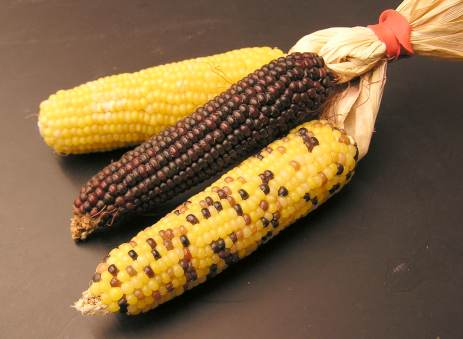
Trois variétés de maïs.

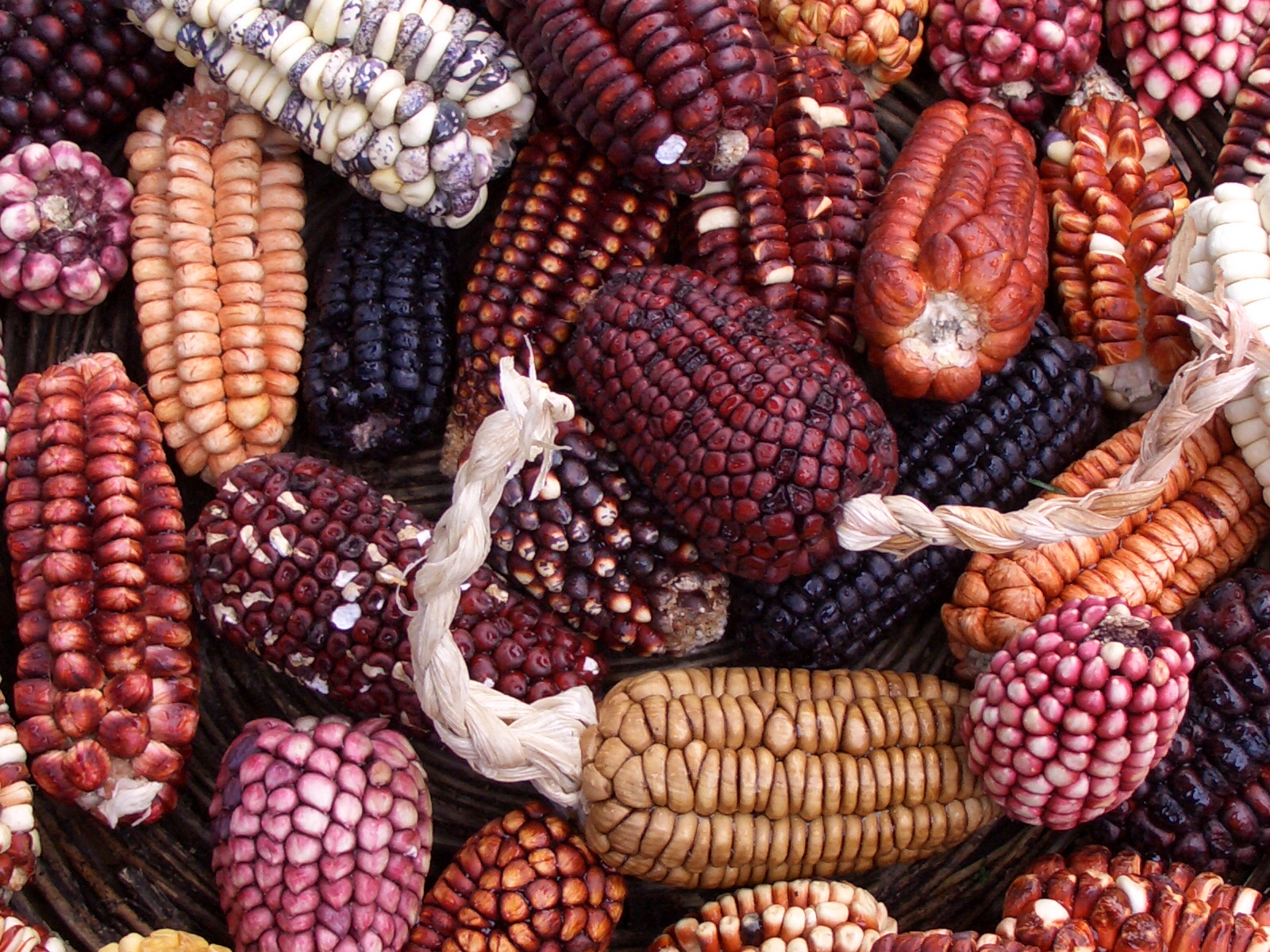
Variétés péruviennes.

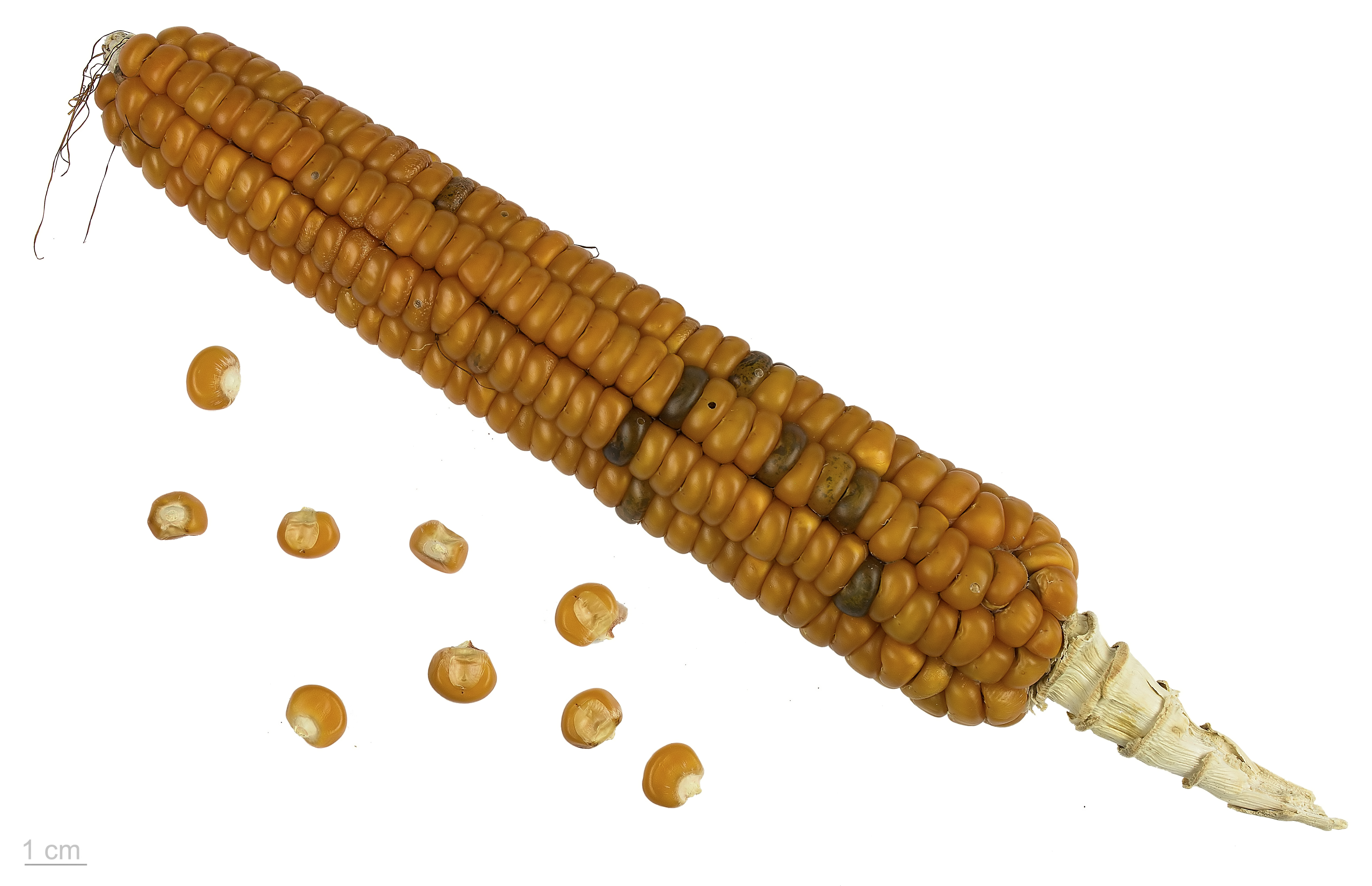
Zea mays 'Ottofile giallo Tortonese' - Muséum de Toulouse.

D’innombrables formes du maïs sont cultivées. Au XIXe siècle un botaniste américain, Sturtevant, établit une classification en groupes, fondée principalement sur les caractéristiques du grain :
1. Zea mays amylacea, maïs farineux, peu cultivé,
2. Zea mays ceratina, maïs cireux ou waxy (forte teneur en amylopectine, utilisés par certaines industries agroalimentaires ou papeteries comme épaississant),
3. Zea mays everta, Pop-corn, maïs à éclater, maïs perlé,
4. Zea mays indentata, maïs denté, caractéristique en particulier du Corn Belt américain (maïs tardif),
5. Zea mays indurata, maïs corné, maïs précoce cultivé en particulier en Argentine et aux États-Unis, utilisé par l’industrie semoulière (« Corn flakes »),
6. Zea mays saccharata, maïs doux, aussi appelé « maïs grain », destiné à l'alimentation humaine,
7. Zea mays tunicata, maïs vêtu.

On compte également différentes variétés cultivées comme :
- le maïs vitreux (semoules) ;
- le maïs blanc dont le grain n’est pas pigmenté (basse teneur en carotène et en xanthophylles). Ce maïs ne représente que 12 à 13 % de la production mondiale[49]. Il est cultivé surtout dans les pays africains et latino-américains pour l’alimentation humaine. Dans les pays développés, sa place est très réduite et réservée à des applications spéciales : gavage d’oies et canards pour la production de foie gras (qui reste ainsi clair), alimentation des volailles à peau blanche (Bresse) ou fabrication d’amidons très blancs recherchés notamment en pharmacie.

Plus récemment sont apparues d’autres variétés :
- des maïs riches en huile (l’huile de maïs est appréciée dans l’alimentation humaine par la présence d’antioxydants qui la rendent plus stable) ;
- des amylomaïs (forte teneur en amylose, utilisée par l’industrie pour la production de films pour l’emballage des aliments) ;
- des maïs riches en lysine.
- Variétés mâle-stériles.

##### Classement par origine géographique

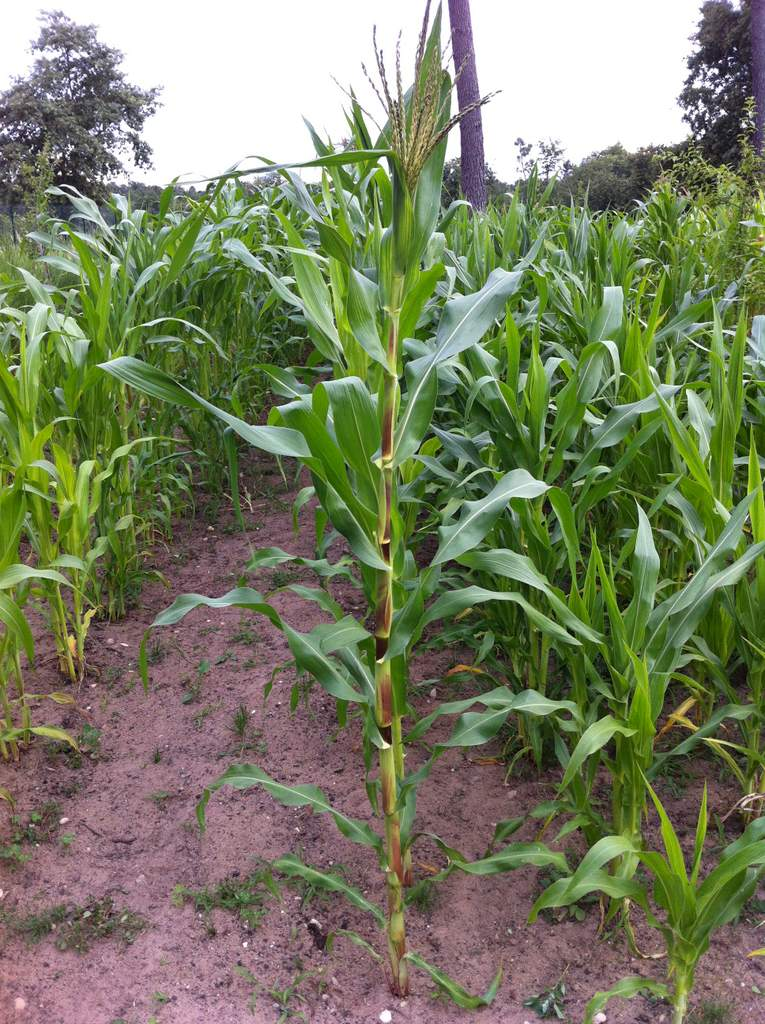
La rafle rouge est caractéristique des « Southern dents » du sud-est des États-Unis (qui constituent une bonne part des hybrides dentés actuels). Elle est très rare dans les origines northern flint ou sud-américaines et pratiquement absente des populations européennes. Quand on voit une rafle rouge dans une population ancienne, on pense à une « contamination » par le pollen d'un hybride moderne.

La classification en groupes, considérée comme artificielle, a été remplacée au cours des soixante dernières années par des classifications multicritères faisant appel à beaucoup d’autres données. Les données agronomiques ont été complétées par des caractéristiques botaniques pour constituer une robuste classification initiale, puis des données génétiques, cytologiques, et d’autres liées aux protéines et à l’ADN, ont été ajoutées. On a désormais diverses catégories : formes (peu employées), races, complexes raciaux et plus récemment branches. Les analyses génétiques ont prouvé qu'à partir de la téosinte d'origine apparue en Amérique du Sud, quatre populations distinctes se sont formées :
1. les maïs des Andes (Bolivie, Pérou, Équateur) ;
2. les maïs des plaines tropicales (Haïti, Cuba, Guatemala, Colombie, Brésil, Venezuela, plaines du Mexique) ;
3. les maïs des montagnes mexicaines ;
4. les maïs d'Amérique du Nord, divisés en deux grands groupes :

- les « Northern flints » : maïs « Silex du Nord », variété indurata ou corné, à grains durs d'où leur surnom de silex, se trouvaient dans le Nord des États-Unis actuels et au Canada et semblent avoir migré par la côte Ouest à partir des maïs de type Hopi. Ils ont ensuite migré en Europe du Nord. Ils ont des épis longs et cylindriques, une rafle blanche et huit rangs de grains plus ou moins cornés, plus arrondis, plus riches en albumen vitreux plus dur et présentant une teneur en matière azotée supérieure,
- et les « Southern dents » : maïs « denté du Sud », variété indentata du centre et Sud américains. Ils ont été développés dans le sud-est des États-Unis, leurs épis étaient cylindro-coniques avec beaucoup de rangs (jusqu'à vingt) des grains profonds et dentés, des rafles parfois rouges. Leurs grains dentés, allongés et plats, sont plus riches en albumen farineux et présentant une teneur supérieure en amidon. Les pionniers américains du XIXe siècle ont parfois mélangé les deux groupes mais par la suite les sélectionneurs modernes ont tiré profit de leur distance génétique pour créer des groupes génétiques opposés permettant la création d'hybrides F1 à forte hétérosis. Tous les hybrides actuels du Nord de l'Europe par exemple ont un parent corné d'origine majoritairement « Northern flint » et un parent denté d'origine majoritairement « Southern dent ».

Robert Bird et Major Goodman, en 1977, reconnaissent quatorze complexes raciaux, combinant caractères morphologiques et données statistiques, identifiés à partir de vingt mille populations de maïs américain :
1. Maïs coniques ;
2. Maïs dentés des Caraïbes ;
3. Pop-corn du Sud ;
4. Maïs sucrés du Nord de l’Amérique du Sud ;
5. Maïs farineux des Terres basses ;
6. Groupe Chapalote ;
7. Groupe du Nord-Ouest de l’Amérique du Sud ;
8. Groupe du Sud de l’Amérique du Sud ;
9. Maïs cornés du Sud des Andes ;
10. Complexe des Andes centrale ;
11. Maïs dentés blancs modernes du Sud ;
12. Groupe Cuzco ;
13. Groupe Hamahuaco ;
14. Groupe Cravos.

### Synonymes
- Zea curagua Molina
- Zea indentata Sturtev.
- Zea indurata Sturtev.
- Zea japonica Van Houtte
- Zea mays var. alba Alef.
- Zea mays var. flavorubra Körn.
- Zea mays Ceratina Group Kuleshov
- Zea mays var. indentata (Sturtev.) L. H. Bailey
- Zea mays var. indurata (Sturtev.) L. H. Bailey
- Zea mays var. japonica (Van Houtte) Alph. Wood
- Zea mays var. leucodon Alef.
- Zea mays var. saccharata (Sturtev.) L. H. Bailey
- Zea mays var. tunicata Larrañaga ex A. St.-Hil.
- Zea mays var. vulgata Körn. & H. Werner
- Zea saccharata Sturtev.

## Génétique
Les variétés de maïs actuellement cultivées résultent de la combinaison de lignées issues de groupes génétiques complémentaires (hétérotiques) connus.
Ces principaux groupes génétiques et leurs origines sont :
- corné précoce - origine européenne ;
- corné « plata » - origine sud-américaine ;
- corné canadien - origine canadienne ;
- denté « iodent » - origine nord-américaine ;
- denté « Lancaster » - origine nord-américaine (Lancaster) ;
- denté « Stiff Stalk Synthetic » - origine nord-américaine ;
- denté « Minnesota » - origine nord-américaine.

Les notions de « maïs corné » et « maïs denté » concernent la forme et la texture du grain. Le grain « corné » possède un albumen vitreux important et un albumen farineux réduit. C'est l'inverse pour le grain « denté » qui, de plus, a la forme d'une incisive. Le caractère « grain corné » est associé dans l'esprit du sélectionneur, aux populations précoces d'origine européenne. Le caractère « grain denté » est, quant à lui, associé aux populations plus tardives d'origines nord-américaines.
Les hybrides « corné × denté » sont à l'origine du succès de la culture du maïs dans les zones septentrionales de l'Europe, situées au nord de la Loire. Certains groupes se combinent mieux entre eux que d'autres.
Le maïs possède dix paires de chromosomes (n = 20). La longueur combinée des chromosomes est de 1 500 centimorgans. Certains chromosomes du maïs présentent des « renflements hétérochromatiniens » : domaines hétérochromatiques hautement répétitifs qui se teintent en sombre. Ces renflements sont polymorphiques aussi bien dans les souches de maïs que de téosinte. Barbara McClintock utilisa ces renflements comme marqueurs pour démontrer sa théorie des transposons qui lui valut le prix Nobel de physiologie ou médecine en 1983. Le maïs reste encore aujourd’hui une plante modèle importante pour la génétique et la biologie du développement.
Il existe aux États-Unis un conservatoire de maïs mutants, le Maize Genetics Cooperation - Stock Center, créé par le service de recherches agricoles du ministère américain de l’agriculture et situé dans le département des sciences agronomiques de l’université de l'Illinois à Urbana-Champaign. La collection comprend au total près de 80 000 échantillons. L’essentiel de la collection consiste en plusieurs centaines de gènes identifiés, plus des combinaisons de gênes supplémentaires et d’autres variations héréditaires. Il y a environ 1 000 aberrations chromosomiques (par exemple translocations et inversions) et des cas de nombres anormaux de chromosomes (par exemple tétraploïdes). Les données génétiques décrivant la collection de maïs mutants ainsi que de nombreuses autres données sur la génétique du maïs peuvent être consultées (en anglais) à l’adresse MaizeGDB[réf. souhaitée], la base de données de la génétique et de la génomique du maïs.
En 2005, aux États-Unis, la Fondation nationale des sciences (NSF), le ministère de l’Agriculture et le ministère de l’Énergie ont créé un consortium pour séquencer le génome du maïs. Le séquençage qui résultera de ces recherches sera immédiatement déposé dans la GenBank (banque de gènes), institution publique chargé de conserver les données de séquençage du génome. Le séquençage du génome du maïs a été considéré comme difficile à cause de sa grande taille et des arrangements génétiques complexes. Le premier séquençage du génome compléta en 2008. Les résultats d'un étude scientifique réalisé par IOWA University en 2009 sur le génome du maïs montrent que ce dernier compte plus que 30 000 gènes et 85 % du génome est composé de familles de transposons qui sont dispersés d'une manière non uniforme autour du génome. Le génome compte 50 000 à 60 000 gènes répartis parmi les 2,5 milliards de bases(molécules qui forment l’ADN) constituant ses dix chromosomes (à titre de comparaison, le génome humain contient environ 2,9 milliards de bases pour 20 000 à 25 000 gènes).
Depuis les années 1980, des recherches sont en cours au CIMMYT, en collaboration avec l’IRD,, visant à créer un maïs apomictique par hybridation avec une graminée sauvage apparentée, Tripsacum dactyloides. Ce maïs modifié permettrait de produire des graines sans fécondation, facilitant ainsi la production de semences performantes. En contrepartie, l'absence de renouvellement génétique par reproduction sexuée empêcherait le développement de nouveaux caractères.

### Sélection variétale
Le maïs a été sélectionné empiriquement au cours des siècles par les agriculteurs eux-mêmes qui pratiquaient une sélection massale (épis de grosse taille). Jusqu'en 1935, les agriculteurs cultivaient des variétés traditionnelles (qui étaient en fait des populations légèrement hétérogènes permettant une fécondation correcte du fait de l’allogamie de la plante puisque même si l’autofécondation existe chez le maïs sur environ 5 % des plants, celle-ci a un effet néfaste sur la production de la descendance).
Après la découverte de l'effet d'hétérosis aux États-Unis au début du XXe siècle, des semences de maïs hybrides ont été développées afin d'améliorer la productivité. La production de semences est depuis basée sur ce principe et cherche à produire des parents dont la descendance hybride sera vigoureuse tout en répondant aux autres exigences des producteurs (couleur et composition du grain par exemple).
L’origine des variétés hybrides est très étroitement liée à la culture du maïs aux États-Unis. Leur invention, puis leur développement y fait suite à une intense activité de sélection (massale) de variétés populations, conduite par des agriculteurs, appuyés ensuite par les stations de recherches publiques du Corn Belt, mises en place à la suite du Homestead act de 1862. À partir de variétés-populations indigènes, l’ensemble de ces efforts ont conduit dès la fin du XIXe siècle à la création d’un matériel original, les variétés populations du corn belt à grains dentés, qui combinaient des caractéristiques d’adaptation climatique et de productivité. Certaines de ces variétés populations ont eu une diffusion importante, telle Reid Yellow Dent, créée en 1847. Malgré l’intensification de ces efforts d’amélioration des variétés populations et la mise en place de concours agricoles destinés à récompenser les plus beaux épis, les corn-show, on constate une stagnation de la productivité par unité de surface dans les décennies qui suivent la mise en place des premières statistiques agricoles (1865). Cette stagnation est sans doute liée pour partie à l’augmentation des problèmes de maladies, masquant le progrès génétique. D’autres éléments vont toutefois dans le sens d’un progrès génétique très faible. Cette stagnation peut s’expliquer par la très faible efficacité de la sélection massale pour améliorer des caractères à faible héritabilité comme la productivité d’une plante individuelle.
Le maïs connut une modification de ses conditions de développement lorsqu'il fut intégré à une monoculture intensive avec de haute densité de population et un accès restreint aux nutriments car ce changement eut lieu avant le recours massif aux engrais chimiques. Cela conduisit les cultivateurs à effectuer notamment une sélection apicale des épis, où seul l’épi supérieur accédait pleinement aux ressources nécessaires aux dépens des autres épis qui étaient en plus souvent retirés. Un grand nombre de variétés de climat tempérés sont donc génétiquement enclines à n'amener qu'un ou deux épis à pleine maturité. La culture du maïs en milieu tempéré a également induit une sélection qui a entrainé des différences notables entre les variétés tempérées et tropicales. Ainsi, une variété tropicale actuelle plantée en milieu tempéré y atteint rarement la période de fructification (en raison d'une photopériode inadaptée, durée du jour trop importante) et peut continuer à pousser jusqu'à plus de 8 mètres, ce qui peut en faire un atout intéressant pour la culture de biocarburant (en culture expérimentale, on peut contourner ce problème en couvrant ces plants vers 18 h pour simuler la tombée de la nuit).
Les plus gros progrès en matière de rendement reposent sur le développement des hybrides dits « F1 », hybrides de première génération issus du croisement de lignées pures. Les hybrides F1 se caractérisent par une très grande vigueur, due à l’effet d’hétérosis et par une grande homogénéité morphologique, ce qui favorise la mécanisation de la culture.
En France, plus de 800 nouvelles variétés de maïs sont créées et présentées chaque année mais seules 30 % des variétés candidates sont effectivement homologuées par le Groupe d'étude et de contrôle des variétés et des semences (GEVES) pour le compte du Comité technique permanent de la sélection (CTPS) qui est habilité à proposer l'inscription des variétés au ministère de l'Agriculture. La variété la plus cultivée en 2011 en France (avec 65 000 hectares) était la variété nommée « Ronaldinio ».

#### Objectifs
La sélection des lignées vise à obtenir des hybrides disposant de différents caractères, différents d’une région ou d’un continent à l’autre, en fonction des objectifs de la culture. Les principaux facteurs recherchés en culture intensive sont :
- la productivité, régularité du rendement, prolificité (aptitude à produire plusieurs épis) ;
- la précocité, qui permet de produire du maïs à cycle court (1 600 degrés-jours) dans les régions froides où le maïs tardif n'aurait pas assez de temps pour pousser entre les derniers gels de l'hiver et les premiers gels d'automne ;
- résistance à la verse en végétation et à la verse parasitaire ;
- résistance à la sécheresse ;
- résistance au maladies (helminthosporiose, charbons, etc.) ou aux insectes (pyrale du maïs, Ostrinia nubilali) ;
- résistance aux herbicides ;
- tolérance aux faibles niveaux d'intrant ;
- teneur en protéines (lysine, tryptophane, etc.), acides aminés (méthionine), lipides ou amidon ;
- valeur fourragère ;
- vitesse de dessiccation du grain ;
- augmentation des densités de peuplement.

L’arrivée des hybrides a constitué une véritable révolution dans le monde agricole. L’agriculteur est devenu dépendant du fournisseurs de semences, les grains récoltés ne pouvant plus être semés (à cause de la disjonction des caractères à la deuxième génération).
Aujourd’hui, les progrès techniques permettent de développer des variétés transgéniques en y incorporant en laboratoire les caractéristiques recherchées, en particulier la résistance à des insectes (pyrale, sésamie) ou à des herbicides (glufosinate). Le développement des cultures de maïs OGM a pris une certaine extension en Amérique du Nord (États-Unis, Canada) ou du sud (Brésil, Argentine), mais s’est heurté à une opposition marquée en Europe, en particulier en France où le maïs est devenu le symbole des OGM, spécialement chez les opposants aux OGM.

### Variétés de maïs OGM
Compte tenu des enjeux économiques très importants qu’il représente au niveau mondial (le maïs génétiquement modifié comptait pour 33% de production mondial de maïs en 2016) et particulièrement aux États-Unis, le maïs est un champ d’application privilégié pour les OGM (80 % du maïs aux États-Unis contient des traits génétiques sous licence de Monsanto). Des variétés modifiées génétiquement pour résister à des herbicides (NK 603) ou à certains ravageurs tels que la pyrale (Maïs Bt), sésamie ou chrysomèles (MON 863) ont été produites par les grands semenciers internationaux, notamment Monsanto, mais leur culture et/ou leur importation est interdite par certains États.
Il existe des zones protégées où la culture de maïs de consommation est soumise à dérogation et qui privilégient donc la production de semences de maïs, facilitant ainsi l'isolement des parcelles et une éventuelle contamination par le pollen. Leurs limites sont définies par arrêtés ministériels.
Dans les parcelles où on plante des variétés OGM, on conserve toujours à proximité du champ une parcelle dite « refuge » plantée en semences conventionnelles, afin de permettre le croisement entre insectes soumis à l'OGM et insectes non soumis. Cela limite la possibilité pour l'espèce cible de multiplier des sujets résistants à l'OGM.

## Culture
Le maïs est une plante exigeante en soins et en travail, sa culture nécessite du matériel et donc des investissements importants, la mise en place de système d’irrigation (en zone non tropicale), le remplacement des cultures traditionnelles. Elle implique de respecter certains indices agroclimatiques et nécessite un lien plus fort avec les sociétés semencières, puisque la semence hybride doit être achetée chaque année pour permettre une meilleure productivité.
Malgré ces contraintes, largement compensées par les avantages des nouvelles semences, les surfaces cultivées en maïs représentent près de trois millions d’hectares en France soit environ 10 % des surfaces cultivables. En particulier, le maïs y est devenu le premier fourrage vert annuel pour l’alimentation des bovins.

### Zones de culture

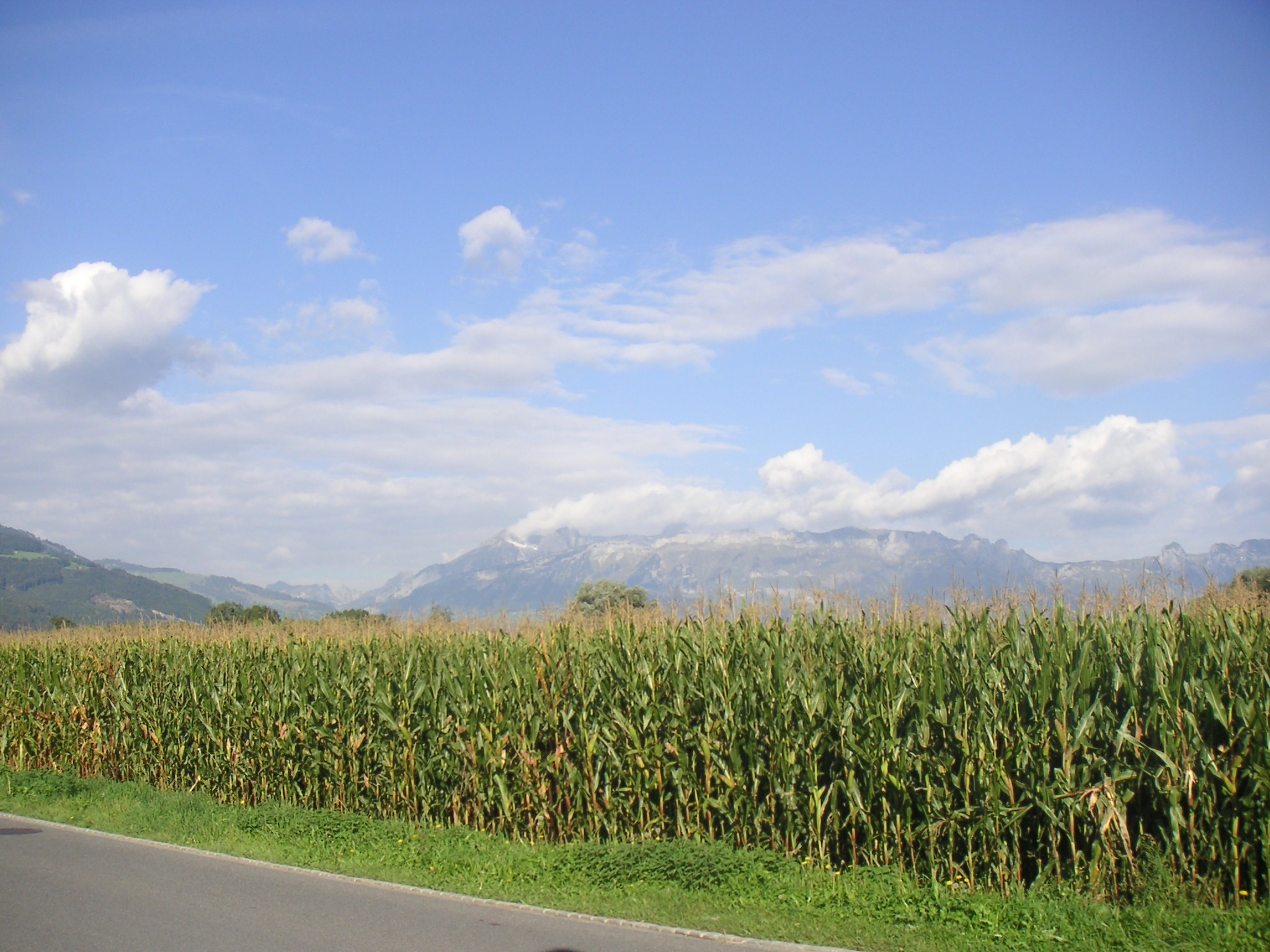
Champ de maïs au Liechtenstein.

La culture du maïs concerne près de 150 pays dans les cinq continents, du 50e degré de latitude nord au 50e degré de latitude sud et du niveau de la mer à plus de 3 000 mètres d’altitude. Cette culture revêt des aspects très contrastés : souvent culture vivrière et manuelle de variétés traditionnelles en Afrique subsaharienne, culture intensive mécanisée parmi les plus productives dans les pays tempérés industrialisés.

### Période et climat
Le maïs est une culture d’été, particularité qui le distingue nettement des autres céréales qui se sèment pour la plupart à l’automne ou au printemps. Il nécessite pour une germination active une température minimum de 10 °C et au moins 18 °C pour sa floraison (liée également à une certaine quantité de degrés jours de croissance dépendant de la variété).

### Types de sol

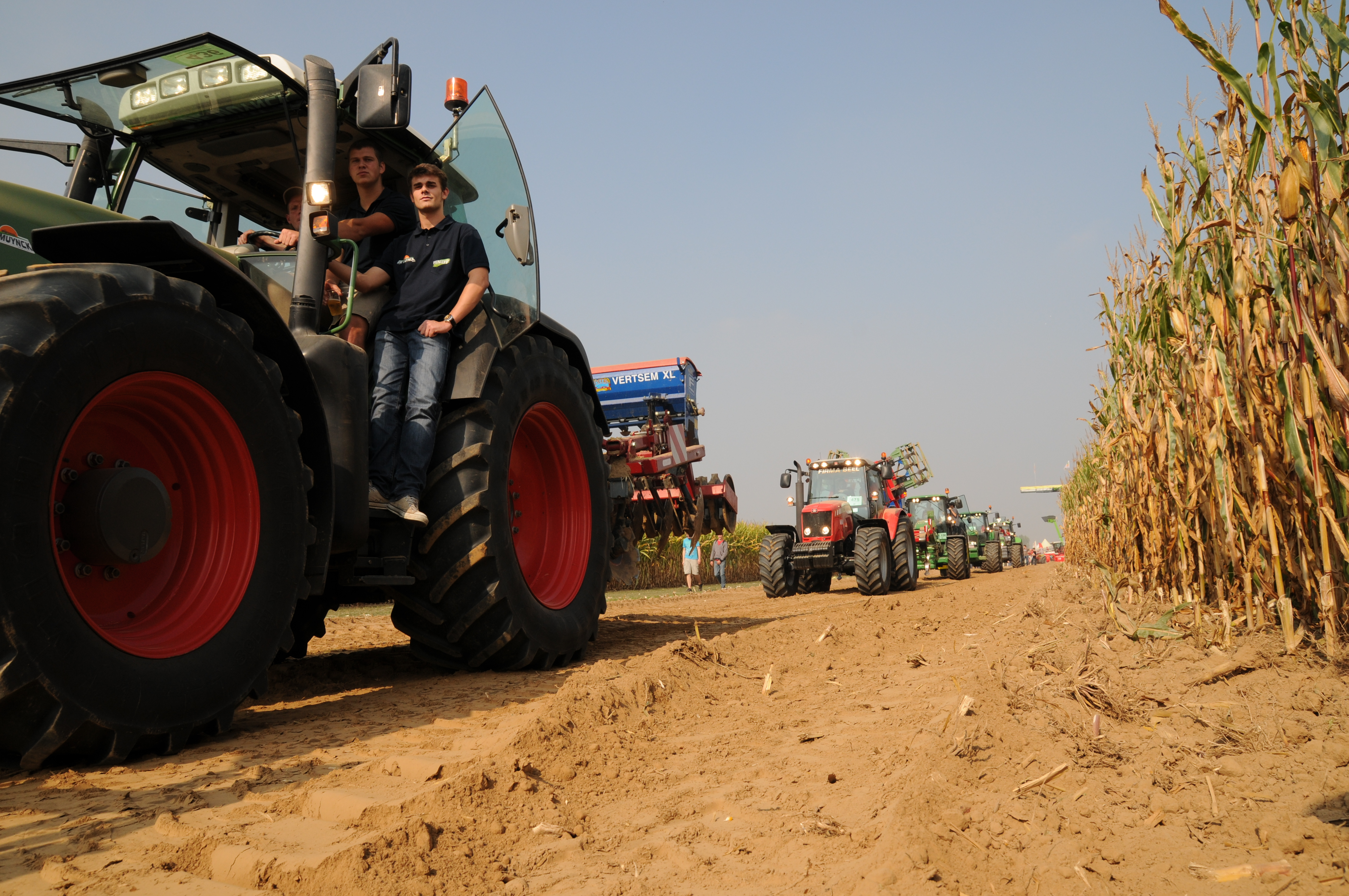
S'il préfère des sols riches, le maïs pousse en sol sablonneux s'il est irrigué et fertilisé.

C’est une culture qui préfère les sols profonds et riches mais qui peut s’accommoder de conditions plus difficiles, comme des sols sableux, argileux ou calcaires, sous réserve de lui assurer les apports d’eau et d’éléments nutritifs nécessaires.
C’est une culture améliorante grâce à son enracinement profond et ses importants apports de matière organique (huit à dix tonnes par hectare) assurés par les résidus de culture. Contrairement aux autres céréales, la grande culture mécanisée de maïs est une culture sarclée, cette pratique étant utile pour lutter contre les mauvaises herbes et surtout limiter les pertes en eau.

### Fertilisation
Les apports de fertilisants doivent assurer les besoins d’une végétation rapide et compenser les exportations réelles, qui varient selon le type de spéculation selon que les grains seuls sont exportés hors de l’exploitation agricole ou qu’ils servent à engraisser des animaux dont les déjections retournent au champ. Les doses d’azote à apporter varient de 60 à 160 kg/ha, mais peuvent être réduites de moitié en cas de précédent légumineuse ou d’engrais vert intercalaire.

### Semis

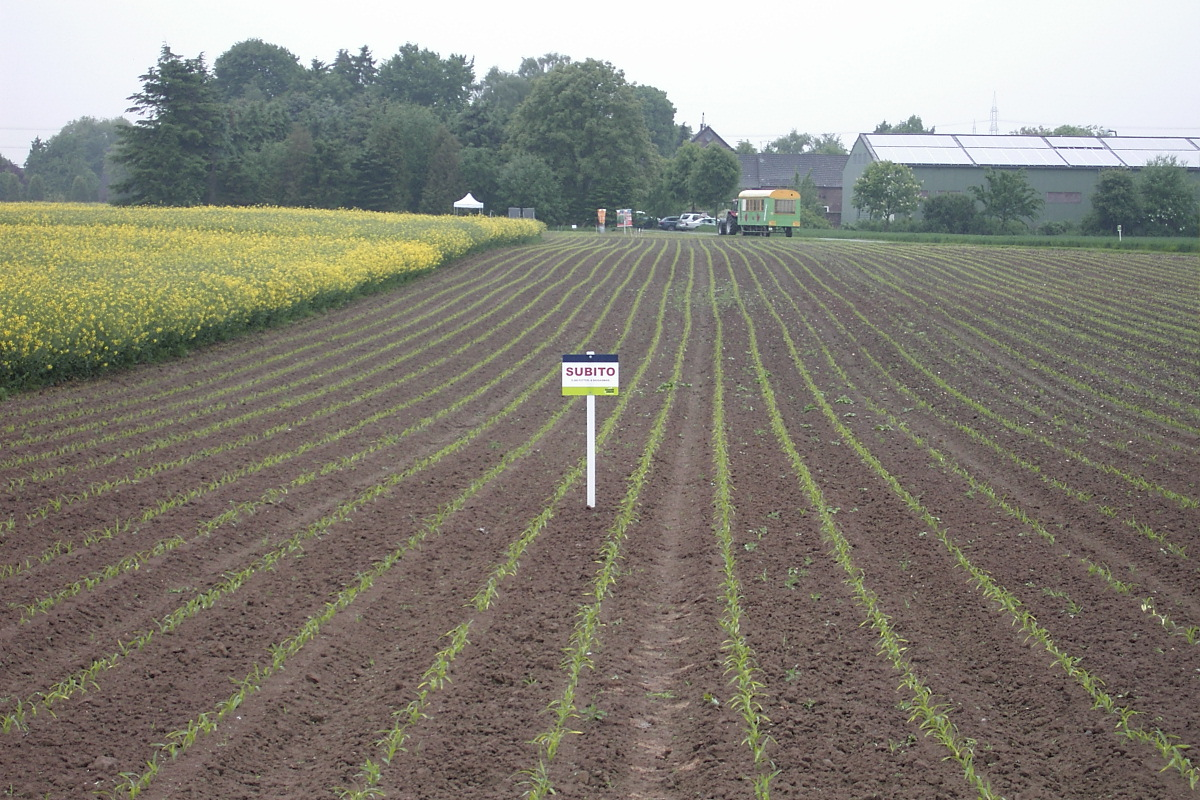

Le semis se fait à l’aide de semoirs de précision, permettant de contrôler tant la profondeur (3 à 5 cm), l’écartement des lignes que la densité sur les lignes. L'implantation optimale pour les cultivars de maïs cornés modernes (grains et fourrage) est composée de rangs espacés de 75 cm (pour un bon ensoleillement) avec un plant tous les 13 cm (pour une bonne irrigation et un bon développement racinaire) soit 102 500 plants/hectare. On obtient ainsi de beaux épis, peu de verse et une bonne tolérance à la sécheresse. Plus on augmente la densité du semis, plus les plants sont grands mais avec une tige plus fine et de plus petits épis plus ou moins développés. Les semis les plus denses sont donc réservés aux maïs cornés précoces (à plus faible développement). Les maïs dentés tardifs sont plutôt plantés à une densité de 90 000 plants/hectare (1 plant tous les 15 cm au lieu de 13).
Dans un sol suffisamment alimenté en eau, l’aire d’absorption des racines du maïs vaut 1,2 fois la surface de projection couverte par l’appareil aérien. Cette aire peut couvrir 2,2 fois la surface de projection du feuillage sur le sol dans une zone plus sèche. De plus, le maïs garde l’efficacité de son feuillage pratiquement jusqu’à la maturation du grain et a donc besoin de lumière de la tête au pied.
L'implantation en rangs jumeaux (twin row corn) est de plus en plus recommandée par les experts car elle permet d'augmenter la productivité.
Le semis doit se faire le plus tôt possible, dès que la température de la terre dépasse 10 °C (entre la fin-mars et la mi-mai dans l’hémisphère nord) pour :
- favoriser l’enracinement précoce des plantes, permettant une meilleure résistance à la sécheresse d’été et car les journées du mois de mai sont plus efficaces en moyenne, sur la croissance du maïs, que les journées du mois de septembre[73] ;
- faire coïncider au maximum la période de floraison avec la période de plus forte luminosité (20 juin) ;
- et obtenir une récolte précoce en automne.

Un vieux proverbe basque illustrait la rapidité de croissance du maïs ainsi : « À la Saint-Jean (24 juin) le mais couvre le corbeau, à la Saint-Pierre (29 juin), le cochon, à la Sainte-Madeleine (22 juillet), la vache ». Mais avec le réchauffement climatique, ces dates sont aujourd'hui décalées d'au moins un mois. Il est possible de semer dès fin mars car, avant le stade six feuilles, le gel n’est pas irréversible, le plant de maïs a la capacité de repartir en végétation même si des gels tardifs surviennent début mai (saints de glace). Ainsi la floraison peut se faire dès la fin juin, ce qui favorise le bon développement de la plante grâce aux longues journées du solstice d'été.
Les semences étant souvent enrobées de fongicide, les sacs de semences sont désormais conservés et recyclés.

### Photosynthèse et rendement potentiel
Le maïs, ainsi que d’autres graminées tropicales (comme la canne à sucre ou le sorgho par exemple), fait partie des plantes dites « en C4 ». Ces plantes réalisent leur photosynthèse d’une façon plus efficace que ne le font les autres plantes (dites « en C3 »). Selon diverses études, le rendement de la photosynthèse (c’est-à-dire de la transformation de l’énergie lumineuse en matière organique) chez le maïs est de l’ordre de 5 à 6 % dans les meilleures conditions expérimentales.
Le rendement pratique dépend des conditions climatiques, ensoleillement et température (en supposant que la nutrition de la plante - eau, azote, etc. - ne soit pas contrainte), et de l’indice foliaire. Cet indice qui correspond au rapport de la surface des feuilles à celle du sol traduit la capacité de la plante d’intercepter le rayonnement lumineux et peut atteindre couramment cinq ou six dans le Sud-Ouest de la France, voire dix à douze. En conséquence, le maïs est capable d’accumuler 600 kg de matière sèche par hectare et par an, ce qui correspond à un rendement optimal en grains de 200 quintaux. Mais si le record de rendement établi à ce jour[Quand ?] dans une ferme de l’Illinois (États-Unis) a été de 235 q/ha, la moyenne de rendement des pays les plus avancés techniquement (États-Unis, France, Italie, Canada) est de 90 à 100 quintaux de grains par hectare.
Le rendement est aussi influencé par divers facteurs génétiques, climatiques et agronomiques. En particulier la densité de peuplement doit être suffisamment élevée. Le semis en rangs jumeaux est le plus productif. Le rendement du maïs tardif (denté) est généralement supérieur de 15 à 20 % aux variétés plus précoces (corné) (environ 120 q/ha pour le maïs tardif contre environ 100 pour le maïs précoce). Partout où les conditions climatiques le permettent (notamment aux États-Unis), on privilégie donc le maïs tardif.

### Irrigation

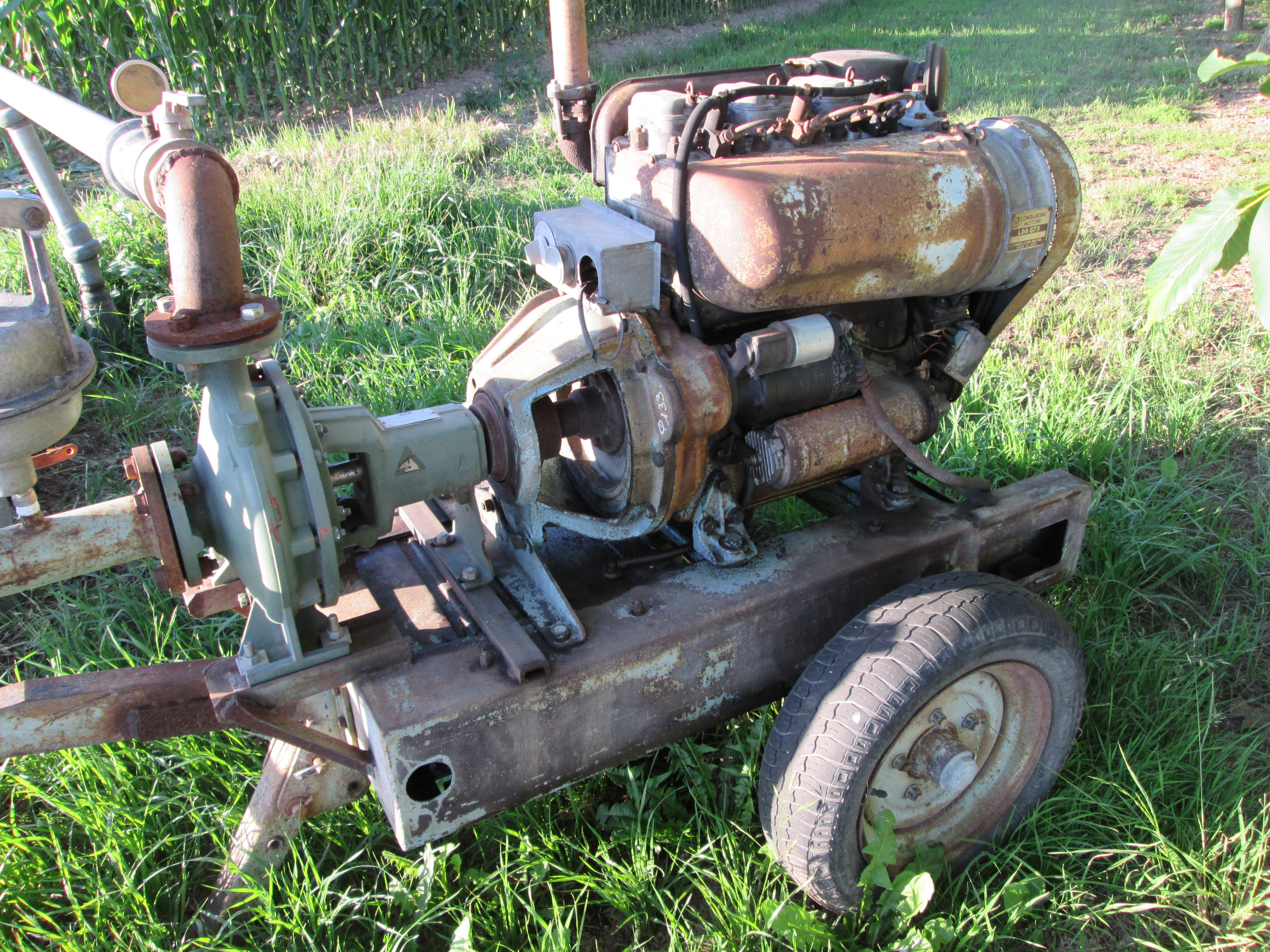
Motopompe utilisée pour irriguer un champ de maïs en France.

Avec son système racinaire superficiel, le maïs nécessite une importante irrigation en zones à étés secs comme le Sud de l'Europe, l'Égypte, le Chili ou le Pérou. Selon le type de climat et de sol, les besoins varient de 800 à 1 500 m3 d'eau/ha par mois de la floraison jusqu'à la maturation des grains (la solution la plus économique en eau est le goutte à goutte enterré,). Dans les zones plus humides, les grands producteurs de maïs dans le monde (États-Unis, Chine, Brésil, Argentine, Europe de l'Est) se passent totalement d'irrigation (sauf pour leurs productions de semences). Dans les régions tropicales, au climat humide et ensoleillé, sans période sèche trop marquée, le maïs peut être cultivé sans irrigation artificielle toute l'année et donner jusqu'à trois récoltes par an.
À titre de comparaison, pour 1 kg de matière sèche produite, le maïs fourrage nécessite 240 L d'eau, le maïs grain 450, le blé 590, le soja 900, le tournesol 1 200 et le riz inondé 5 000. Le maïs est donc la plante qui utilise de façon la plus efficiente l'eau qu'elle reçoit ; toutefois, les céréales à paille consomment beaucoup d'eau au printemps, là où les pluies sont importantes et sont moissonnées en début d'été. Le maïs lui a particulièrement besoin d'eau et de nutriments en été notamment à partir du stade 10 feuilles pour les variétés précoces (12 feuilles pour les tardives) et pendant au moins tout le mois suivant soit au début de la période de formation des grains allant de 60 à 90 jours après le semis. Pendant cette période de fructification (de fin juin à la mi-août dans l'hémisphère Nord), le maïs consomme de l'ordre de 4 mm d'eau par jour voire plus en cas de très fortes chaleurs. S'il ne pleut pas et dans un sol sableux qui a une faible réserve utile d'eau (de l'ordre de 25 mm), il faut irriguer tous les 6 jours en apportant les 24 mm d'eau/m2 consommés soit 1 250 m3 d'eau/mois par ha.

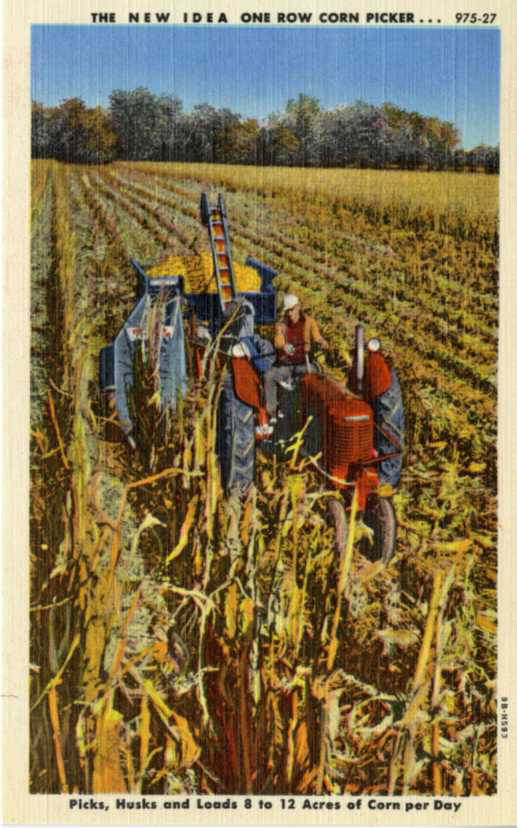
Train de récolte en épis : tracteur, corn-picker un rang et remorque de transfert en 1949.

### Récolte

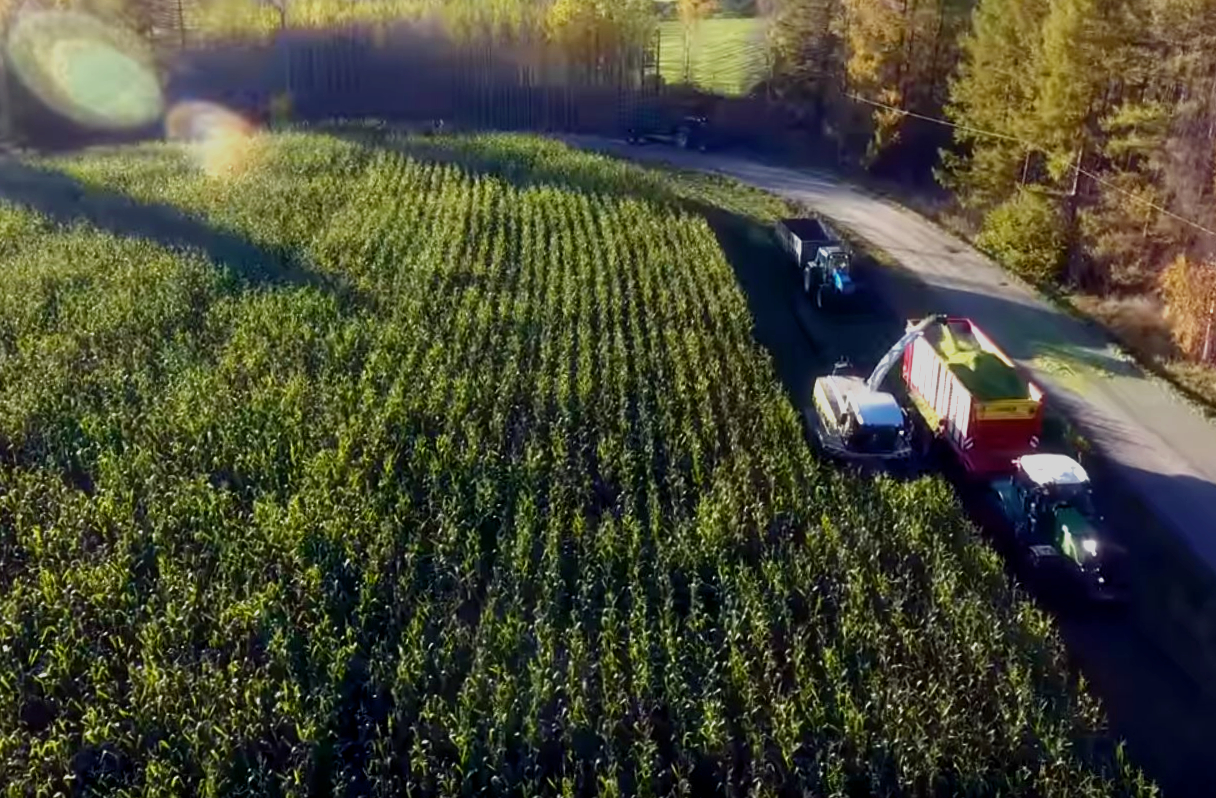
Récolte du maïs plante-entière à l'ensileuse, Rantasalmi, Savonie du Sud, Finlande, 2021.

La récolte du maïs peut se faire en épis, en grains ou plante entière.

#### À la main
La récolte manuelle des épis demande entre 120 et 200 heures de travail par hectare. Elle est généralement effectuée sans outil bien qu'il existe des crochets à fixer sur une main pour faciliter l'épanouillage. La récolte plante entière pour l'affouragement en vert est effectuée à l'aide d'une faucille.

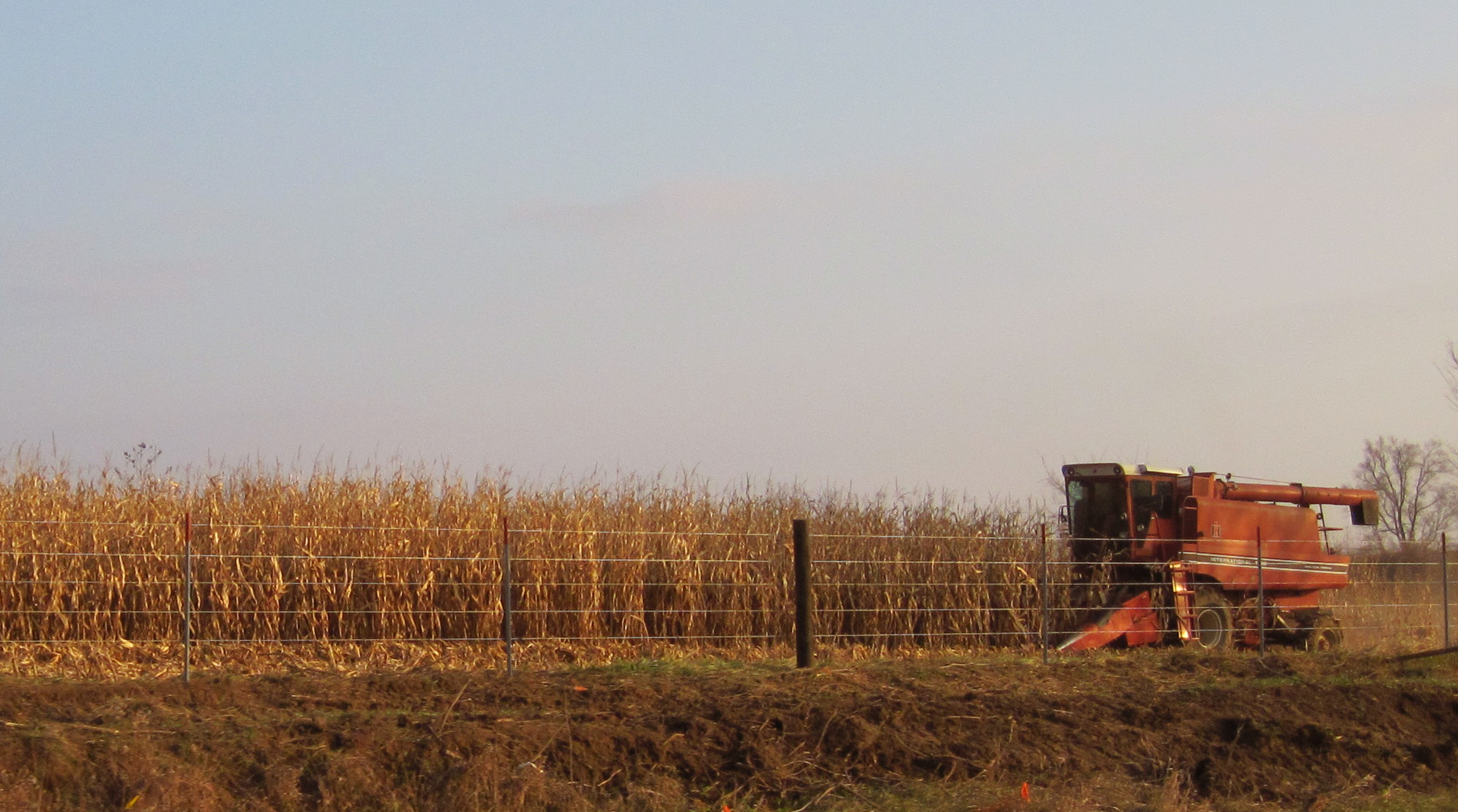
Moisson du maïs à la moissonneuse-batteuse, Iowa, novembre 2009.

#### En épis

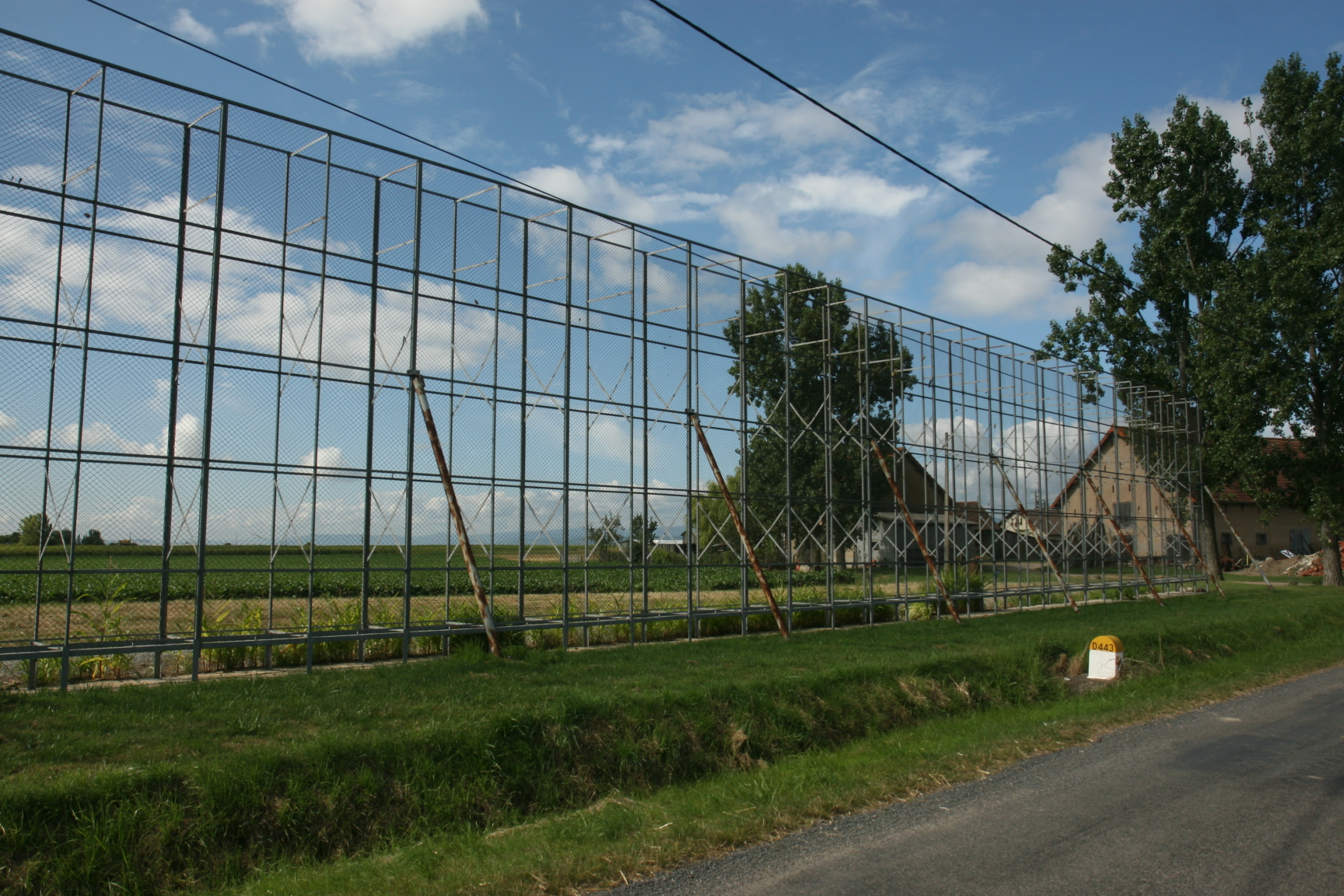
Cribs à maïs, Plaine de la Limagne, France, 2009.

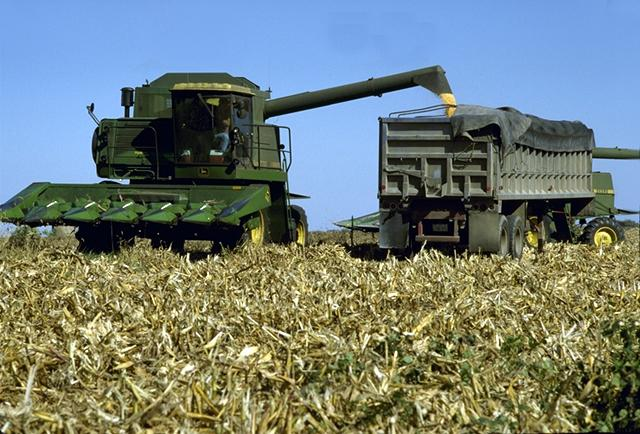
Moissonneuses-batteuses équipées de tables de coupe à maïs. Vidange de la trémie dans une remorque routière à l'arrêt.

La récolte en épis est plus précoce, à un taux d’humidité allant de 30 à 45 %. Les épis sont séchés naturellement en silos-cage (cribs). On utilise à cet effet des cueilleurs-épanouilleurs (ou corn-pickers) tractés ou automoteurs, qui récoltent les épis débarrassés de leurs spathes. Un corn-picker un rang permettait de récolter environ 4 hectares par jour (photo publicitaire de New-Idea ci-contre). Le séchage en cribs a été très utilisé dans les zones les plus septentrionales et lorsque les carburants nécessaires au séchage artificiel étaient chers. Lorsque les épis sont secs, c'est-à-dire à la fin du printemps suivant, ils sont récupérés pour être battus à poste fixe. La récolte en épis est toujours privilégiée pour les maïs destinés à la consommation humaine en grains (pop-corn) et pour la production de semences. Elle est appréciée pour le gavage des palmipèdes gras destinés à la production de foie gras. Ce type de stockage transitoire lorsqu'il est réalisé en plein air prédispose cependant à la contamination des grains par des moisissures.
Après battage, il reste la rafle de maïs récupérable.
La récolte en épis est obligatoire pour la consommation en épis (maïs doux, etc.).
Ce type de récolte pourrait être remis à l'honneur pour des raisons écologiques d'autant plus que l'automatisation des cribs est possible.

#### En grains
La récolte en grains, la plus répandue actuellement, comprend en plus l’opération de battage et parfois le broyage des tiges sur la même machine. Elle permet un gain de temps considérable ; les moissonneuses de tailles très variables récoltent typiquement plusieurs hectares à l'heure. Elle est réalisée par des cueilleurs-égreneurs (corn-shellers) et surtout des moissonneuses-batteuses adaptées, munies de becs cueilleurs, et suppose un taux d’humidité compris entre 20 et 35 %. Elles peuvent être munies d'un système de propulsion à chenilles pour le travail en conditions très humides. Les grains doivent ensuite être séchés à l’air chaud pour ramener le taux d’humidité à 14-15 % permettant un stockage prolongé. Ce séchage peut représenter une charge importante, aussi les céréaliculteurs récoltent le maïs le plus mûr possible.
On pratique aussi à la moissonneuse-batteuse la récolte en grains humides que l'on broie et ensile immédiatement. Elle est réservée à l'alimentation principale des porcs ou à la complémentation énergétique de la ration des ruminants. Cette méthode évite les frais de séchage.

#### Plante entière

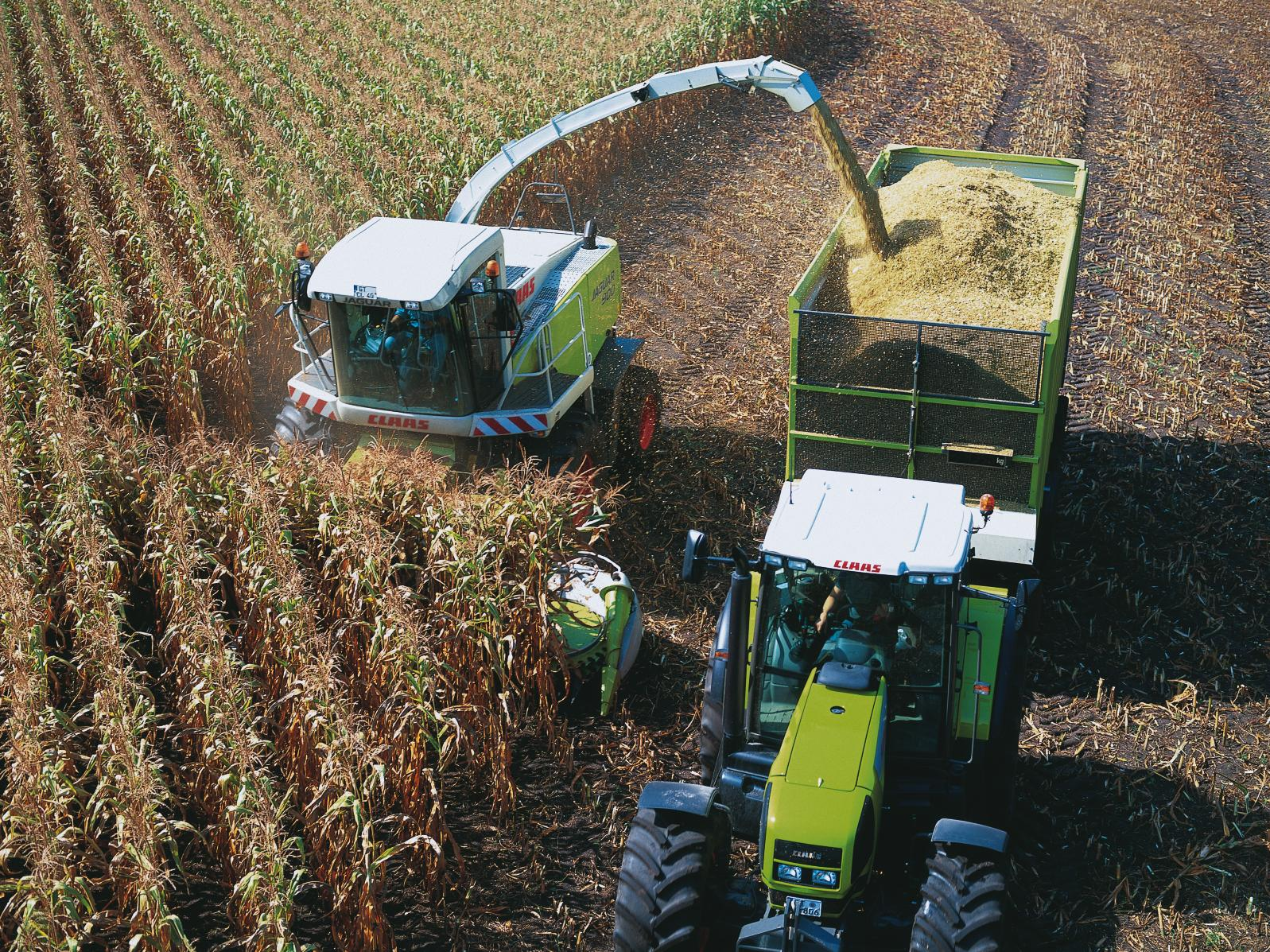
Récolte du maïs-ensilage à l’aide d’une ensileuse.

Le maïs-fourrage se récolte à l’aide d’ensileuses qui hachent les plantes entières lorsque le taux de matière sèche atteint 30 % (grain rayable à l’ongle). Le maïs-fourrage est destiné aux ruminants et peut être utilisé comme fourrage frais mais il est généralement ensilé. Cette méthode est aussi utilisée pour la production de biogaz.

### Stockage
Après séchage et éventuellement dépoussiérage, le maïs en grains est le plus souvent conservé en cellules ventilées si besoin comme les autres céréales.
Les semenciers conservent leurs semences pour l'année suivante sous des hangars bien secs sans plus car les conditions de stockage influent peu sur le pouvoir germinatif des grains lors des douze premiers mois. Pour une conservation sur deux ans et plus, ils utilisent des chambres froides à 10 °C et 50 % d'humidité. Les particuliers peuvent conserver leurs semences au réfrigérateur. La règle de base pour la conservation des semences est d'éviter les changements fréquents de température et de taux d'humidité.

### Rotations

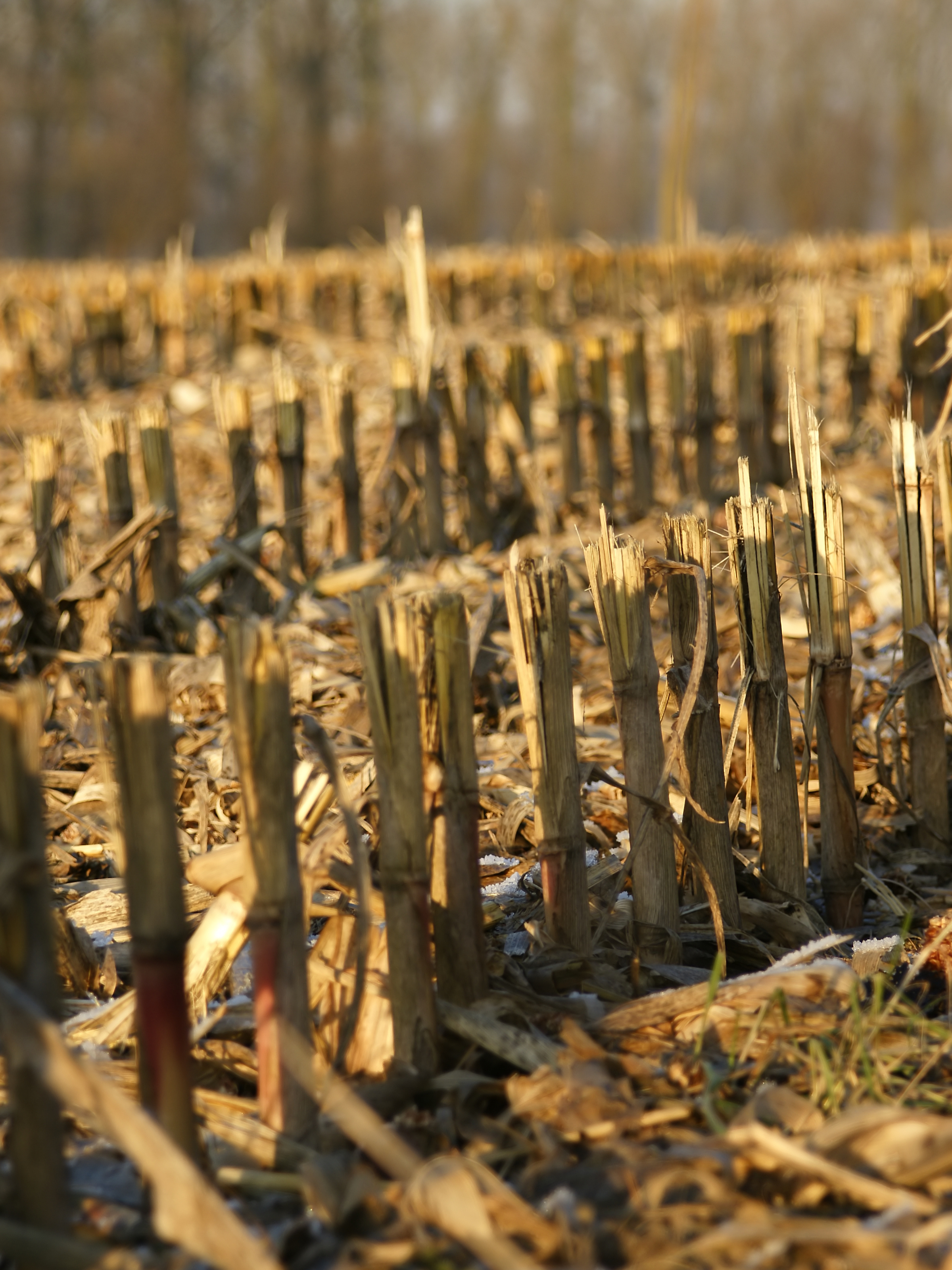
Champ de maïs après la récolte et le broyage des résidus.

Le maïs peut constituer une tête de rotation, après une culture de blé (éviter une culture de blé après une culture de maïs, cela engendre des risques de mycotoxines), ou bien peut suivre une légumineuse, qui apportera un complément d’azote. Il est possible de cultiver maïs sur maïs (monoculture) mais avec des risques de déséquilibre du sol et de prolifération des parasites et adventices. Aux États-Unis, on pratique généralement une rotation sur deux ans avec une légumineuse : maïs-luzerne dans les régions les plus fraîches et maïs-soja plus au sud.
Le broyage des résidus de maïs réduit les risques de contamination en Don (déoxynivalénol).

### Lutte contre les ennemis du maïs

#### Ravageurs et maladies du maïs

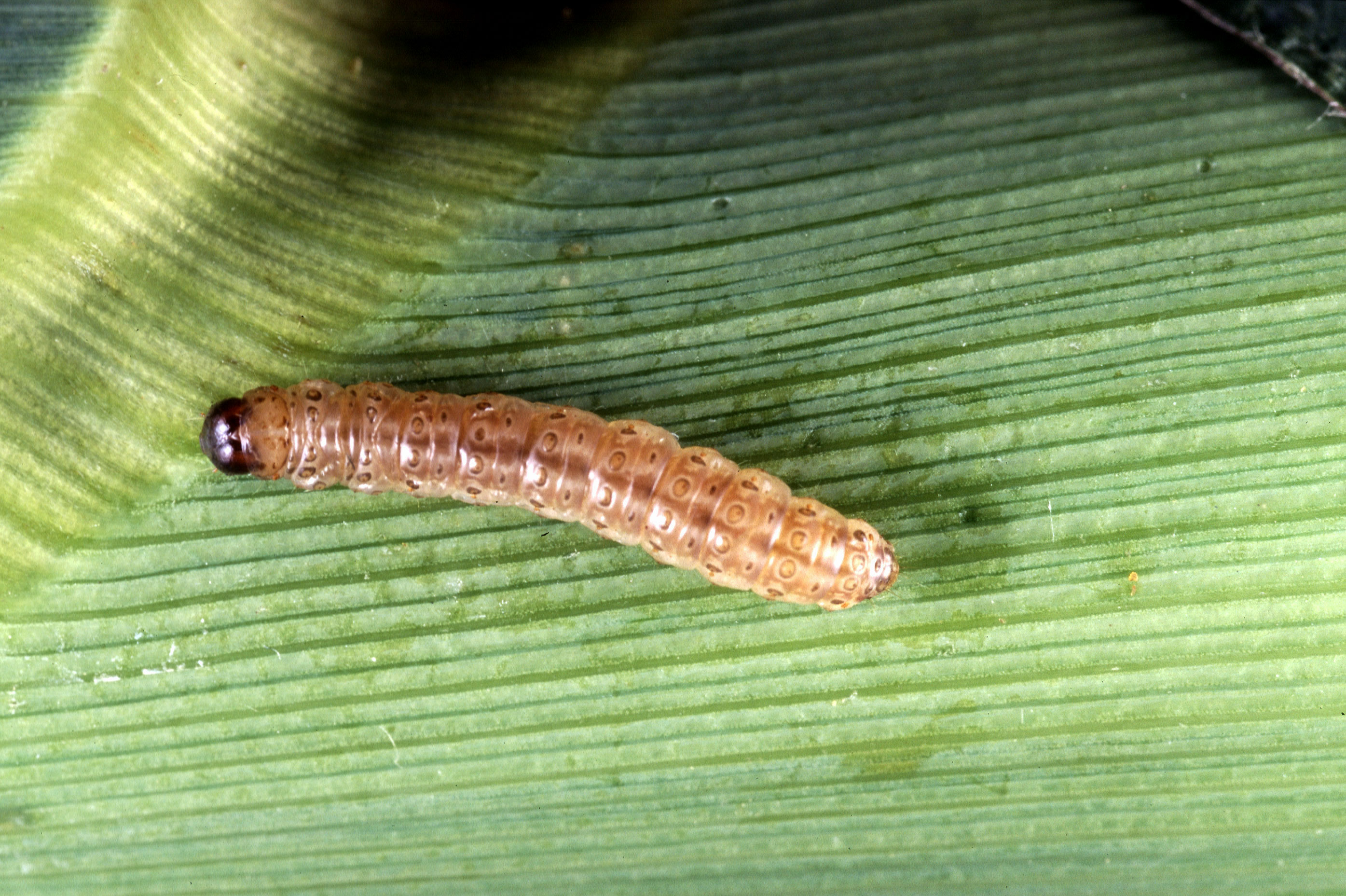
Larve de la pyrale du maïs, principal ravageur de cette culture en France.

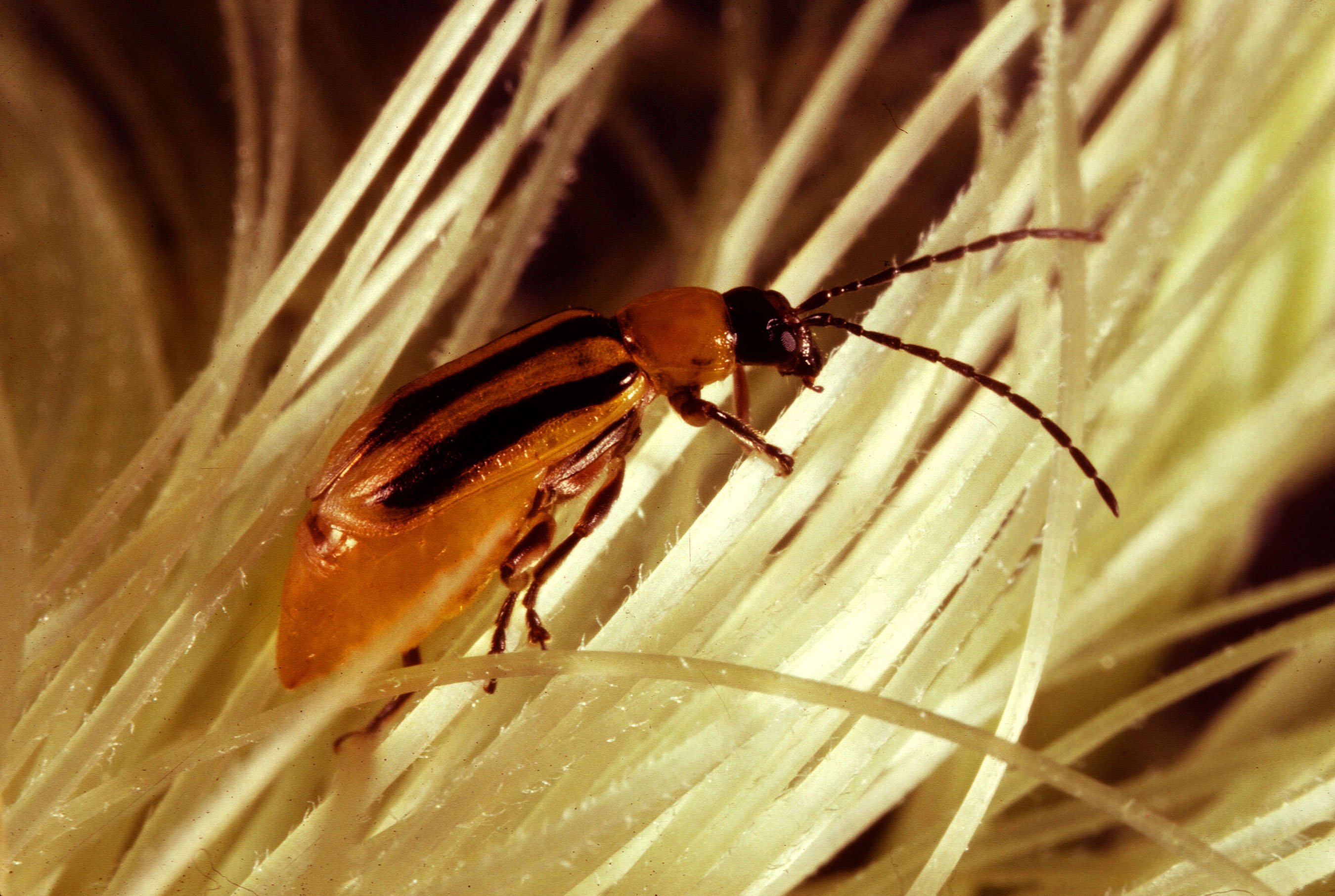
Chrysomèle des racines du maïs, un ravageur récemment apparu en Europe.

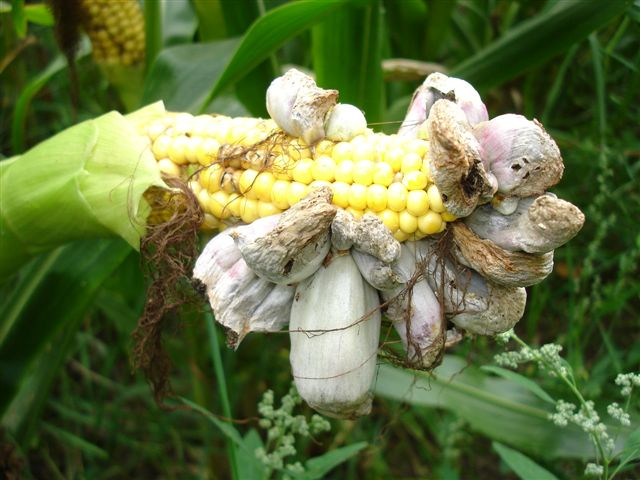
Dégâts du charbon du maïs (Ustilago maydis) sur épi.

De nombreux « ennemis des cultures », ravageurs et maladies, affectent les champs de maïs à tous les stades de la culture depuis le semis jusqu’aux épis formés. Ainsi, un hectare de maïs en végétation renferme en moyenne entre 300 000 et 400 000 insectes. Les ravageurs animaux, insectes surtout, sont les plus dangereux mais divers moyens de lutte sont disponibles. Pour les maladies, la méthode de lutte la plus efficace est souvent de sélectionner des variétés résistantes.
Au début de la végétation, aux stade semis et jeunes plantules, la fonte des semis, due à divers champignons, nécessite une désinfection des semences. Les semences en terre peuvent être attaquées par des vertébrés : corbeaux, pies, mulots, campagnols, etc., et les plantules par des insectes ou leurs larves : courtilières, taupins, vers gris (noctuelles), etc. Un nouveau ravageur, la chrysomèle, jusqu’alors cantonnée au continent américain où venant d’Amérique centrale, elle avait envahi la Corn Belt américaine dans les années 1970 et y est devenue le principal ravageur des cultures de maïs. Elle est apparue en Serbie en 1992 puis à Venise en 1998 et s’est progressivement répandue dans toute l’Europe, souvent par les aéroports, malgré les mesures de prophylaxie prise dans les différents pays. Les dégâts sont surtout dus aux larves qui se nourrissent des racines.
En cours de végétation (des premières feuilles au début de la floraison), des phénomènes de flétrissement ou dépérissement des plantes peuvent être causés par des vers gris (noctuelles) des chenilles de sésamie, des vers blancs (hannetons), etc. Des feuilles perforées sont la marque de la pyrale, un des ravageurs les plus dangereux, la verse peut provenir d’attaques de Nématodes des tiges et des bulbes…
En fin de végétation, se manifestent diverses maladies des tiges et des feuilles dues à la rouille du maïs (Puccinia maydis), à l’anthracnose du maïs (Colletotrichum graminicola), à l’helminthosporiose (Helminthosporium turcicum), à la fusariose de la tige (Fusarium spp.), etc. Les chenilles de la pyrale du maïs (Ostrinia nubilalis) attaquent les feuilles et les tiges, provoquant souvent la cassure de ces dernières. Des tumeurs apparaissant sur les épis sont la marque du charbon du maïs (Ustilago maydis). Des noctuelles peuvent aussi dévorer spathes et grains vers le sommet des épis.
Après la récolte, enfin, les grains stockés peuvent être attaqués par diverses espèces d’insectes : charançons des grains, alucites des céréales, teignes des grains, teigne bicolore, etc.

#### Méthodes de lutte
La lutte peut se faire de deux manières complémentaires :
- soit directement par des traitements chimiques (herbicides ou fongicides) à titre curatif ou préventif ;
- soit indirectement par diverses méthodes :
  - recours à des variétés résistantes,
  - façons culturales favorisant la résistance des plantes en cours de végétation,
  - limitation des risques d’infestation par une rotation bien étudiée.

Le traitement des semences de maïs à l’aide de produits contenant du fipronil a été interdit en France depuis 2004, cette substance étant accusée de nuire aux abeilles.
La sensibilité du maïs à la pyrale a poussé à la mise au point de méthodes de lutte biologique, fondées soit sur l’utilisation de micro-organismes pathogènes, comme des bactéries (Bacillus thuringiensis) ou des champignons (Beauveria bassiana), soit sur le recours à un parasite, le trichogramme, minuscule insecte parasitoïde de l’ordre des hyménoptères, dont la femelle pond dans les œufs de pyrale. Toutefois ces techniques n’ont pas connu une très grande diffusion car plus contraignantes et pas plus efficaces que les traitements insecticides disponibles.
Une autre technique s’est considérablement diffusée dans le monde, bien qu’elle soit très contestée, la mise au point par transgenèse de variétés résistantes à la pyrale. C’est le maïs Bt autorisé aux États-Unis depuis 1995.
Une technique assez récente[Quand ?] et cette fois-ci naturelle et logique mise au point par des chercheurs:en Afrique la méthode push-pull (chasser-charmer): consistant à chasser les insectes ravageurs d'une culture principale et à les charmer vers la lisière du champ.

### Adventices
En zone tempérée, le maïs est sensible à la concurrence de plantes adventices très diverses (datura, xanthium, morelle, chénopode blanc, amarante réfléchie, liseron des haies, etc.) qui peuvent considérablement affecter le rendement. Les méthodes de lutte reposent d’une part sur les façons culturales, s’agissant contrairement aux autres céréales d’une culture sarclée, d’autre part sur le désherbage chimique. Le sarclage mécanisé se pratique dans la première phase de croissance végétative, mais est relativement coûteux. Le désherbage chimique fait appel à des désherbants sélectifs. Les produits contenant des triazines comme l’atrazine ne sont plus homologués en France depuis septembre 2003, pour éviter la pollution des nappes phréatiques, cette substance active et ses sous produits de dégradation ayant une grande rémanence.
En Afrique subsaharienne, les strigas connues sous le nom « d'herbe des sorcières » font des ravages dans les cultures de maïs et peuvent être maîtrisées par la culture associée de desmodium.

## Production et débouchés
Le maïs est la céréale la plus produite au monde, la production de grains devançant légèrement celles du riz et du blé. D’importantes surfaces sont également consacrées à la production de maïs-fourrage destiné à l’alimentation du bétail soit en vert, soit sous forme d’ensilage. À titre d’exemple, en France, le maïs-fourrage occupe 44 % de la sole plantée en maïs, soit environ 3,2 millions d’hectares.
Principaux pays producteurs en 2014-2016 (moyenne triennale)
|       | Pays             | Production (en Mt) | % monde | Surface cultivée (en milliers/ha) | Rendement (en kg/ha) |
| ----- | ---------------- | ------------------ | ------- | --------------------------------- | -------------------- |
| 1     | États-Unis       | 367,227            | 35,0 %  | 34 018                            | 10 755               |
| 2     | Chine            | 224,262            | 21,3 %  | 38 104                            | 5 883                |
| 3     | Brésil           | 76,437             | 7,3 %   | 15 266                            | 5 000                |
| 4     | Argentine        | 35,566             | 3,4 %   | 4 937                             | 7 198                |
| 5     | Ukraine          | 29,666             | 2,8 %   | 4 459                             | 6 158                |
| 6     | Inde             | 24,333             | 2,3 %   | 9 384                             | 2 594                |
| 7     | Mexique          | 26,260             | 2,5 %   | 7 320                             | 3 498                |
| 8     | Indonésie        | 20,153             | 1,9 %   | 3 901                             | 5 168                |
| 9     | France           | 15,093             | 1,4 %   | 1 668                             | 8 862                |
| 10    | Afrique du Sud   | 14,982             | 1,4 %   | 3 300                             | 4 540                |
| 11    | Roumanie         | 11,989             | 1,2 %   | 2 504                             | 4 787                |
| 12    | Canada           | 11,487             | 1,1 %   | 1 227                             | 9 365                |
| 13    | Russie           | 11,332             | 1,1 %   | 2 600                             | 4 359                |
| 14    | Nigeria          | 10,791             | 1 %     | 5 849                             | 1 845                |
| 15    | Hongrie          | 9,315              | 0,9 %   | 1 191                             | 7 818                |
| 16    | Italie           | 9,240              | 0,9 %   | 87                                | 10 621               |
| 17    | Serbie           | 7,952              | 0,8 %   | 1 058                             | 7 517                |
| 18    | Philippines      | 7,771              | 0,7 %   | 2 611                             | 2 976                |
| 19    | Éthiopie         | 7,235              | 0,7 %   | 2 115                             | 3 421                |
| 20    | Tanzanie         | 6,737              | 0,6 %   | 4 200                             | 1 604                |
| Monde | Monde            | 1 038,281          | 100 %   | 183 300                           | 5 664                |
|       | Source : FAOSTAT |                    |         |                                   |                      |

Les deux premiers producteurs, États-Unis et Chine, représentent près de 60 % du total mondial, 40 % pour les premiers et 20 % pour la seconde. En Europe, l'Ukraine, la France et la Roumanie sont les principaux producteurs. Le record de production est de 1 038 millions de tonnes en 2014.
Les exportations mondiales représentent environ 110 millions de tonnes, soit 11 % de la production. Les cinq principaux pays exportateurs, plus de 80 % du total mondial, sont, en 2011, les États-Unis d’Amérique (45,9 Mt), l’Argentine (15,8 Mt), le Brésil (9,5 Mt), l'Ukraine (7,8 Mt) et la France (6,2 Mt). La France exporte principalement vers ses partenaires de l’Union européenne qui est globalement déficitaire.
Les pays importateurs sont beaucoup plus diversifiés ; les cinq premiers, représentant plus de 40 % du total sont, en 2011, le Japon (15,3 Mt), le Mexique (9,5 Mt), la Corée du Sud (7,8 Mt) l’Égypte (7,0 Mt) et l'Espagne (4,8 Mt).
Les cultures de maïs transgénique ont porté, en 2006, sur 25,2 millions d’hectares répartis dans 13 pays, soit 25 % du total des cultures transgéniques au niveau mondial et 17 % environ des surfaces cultivées en maïs.
Consommation mondiale (1999) : 593 millions de tonnes, dont :

Les dix principaux producteurs de maïs.

- États-Unis : 187 Mt ;
- Chine : 120 Mt ;
- Union européenne : 37 Mt ;
- Brésil : 34 Mt ;
- Mexique : 23 Mt.

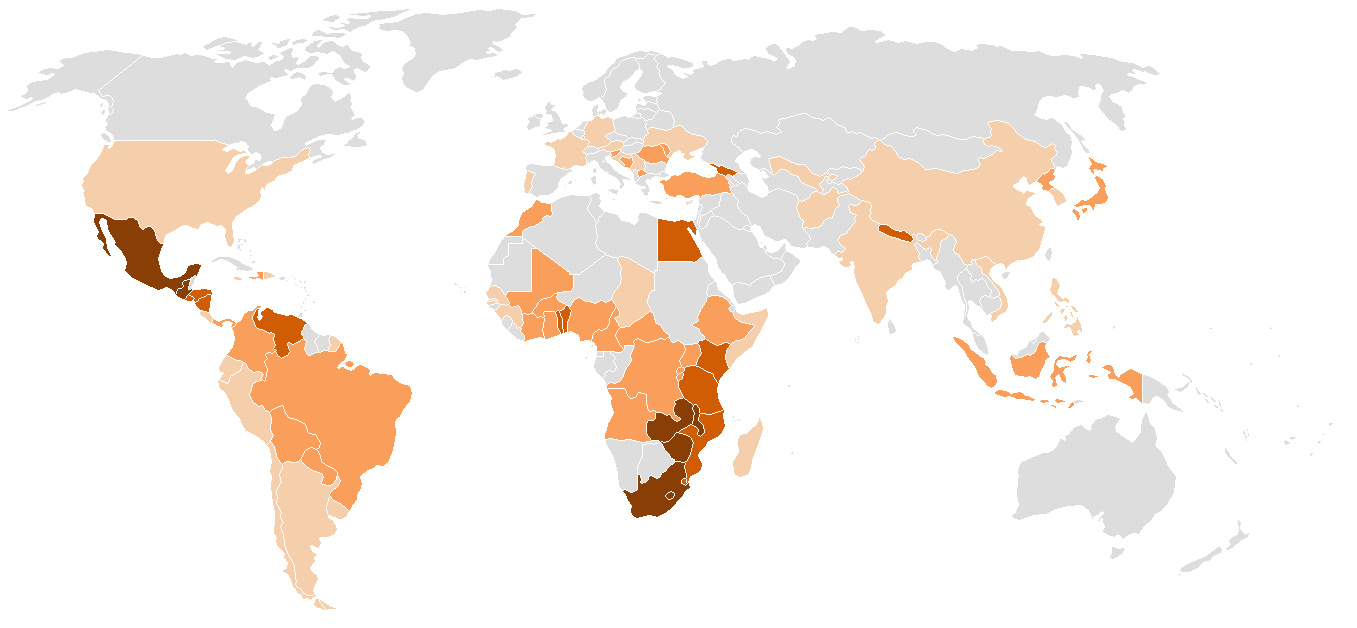
Consommation moyenne d’aliments issus du maïs par habitant :
plus de 100 kg/an
de 50 à 99 kg/an
de 19 à 49 kg/an
entre 6 et 18 kg/an
moins de 5 kg/an

## Utilisation
Le maïs a actuellement trois grands type d’utilisations : l’alimentation animale qui est de loin le premier débouché (environ les deux tiers globalement) et concerne surtout les pays industrialisés, l’alimentation humaine, particulièrement importante dans certains pays du Tiers monde, notamment l’Afrique subsaharienne et l’Amérique latine, et marginale dans les pays industrialisés, et enfin les industries agroalimentaires, y compris pour la production d’alcool comme biocarburants, biogaz ou bioplastiques. 1 500 utilisations du maïs ont été répertoriées.

### Alimentation humaine

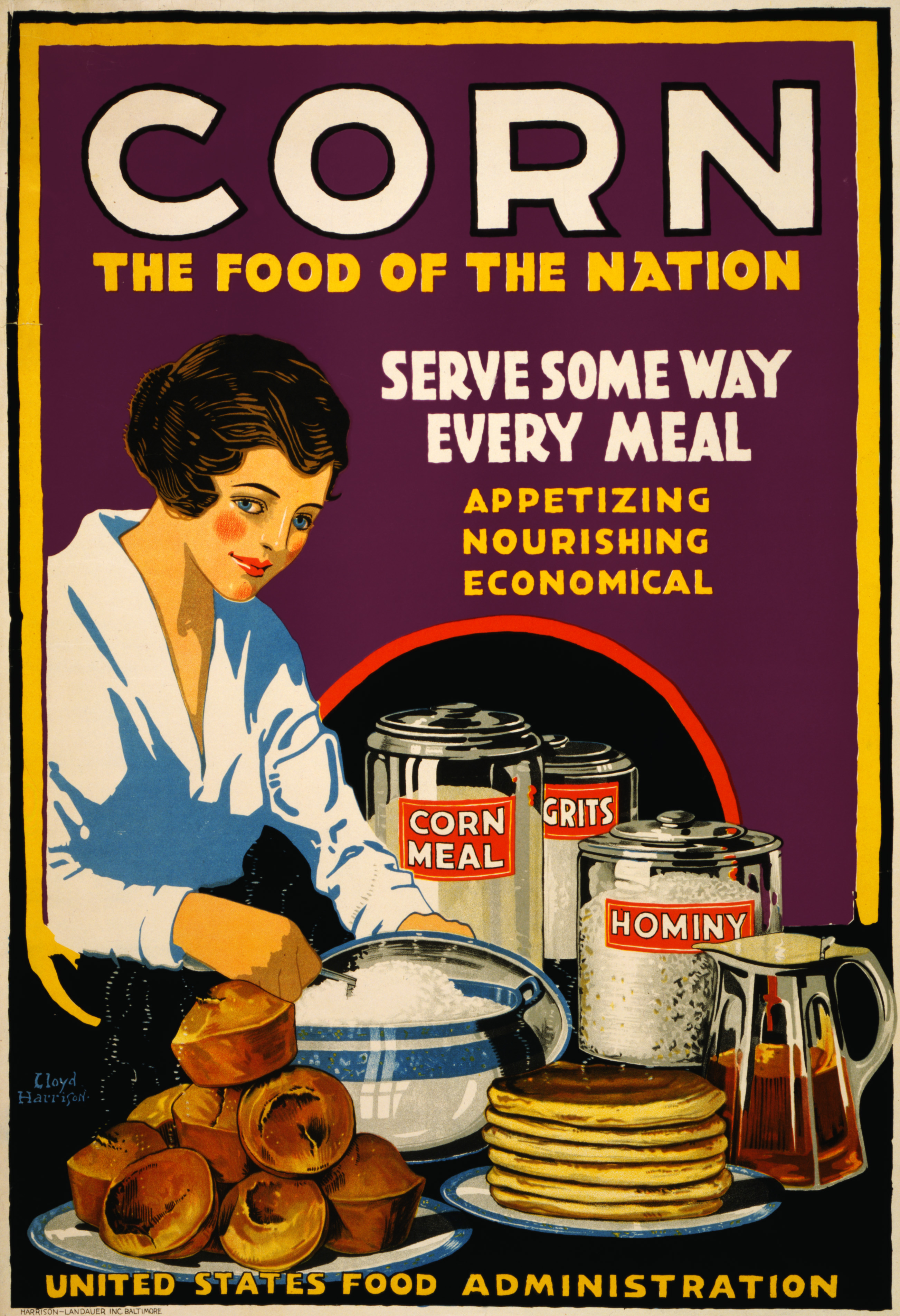
Affiche américaine de propagande pour l'effort de guerre de la datant de 1918, illustrée par une femme qui a préparé des muffins, des pancakes et sans doute une bouillie, tandis que sont posés sur sa table des bocaux de farine, de gruau et de semoule, tous de maïs. La légende en anglais peut se traduire ainsi : « Le maïs, l'aliment de la Nation. Servez-le d'une façon ou d'une autre à chaque repas : appétissant, nourrissant, économique ». il s'agit d'économiser le blé.

Le maïs est cultivé pour ses grains, riches en amidon (environ 63 %), qui constituent la base de l’alimentation de nombreuses populations.
Historiquement, le maïs a été l’aliment de base de toutes les civilisations précolombiennes. Il s’est répandu dans d’autres contrées, en Europe et en Afrique, se substituant partiellement ou totalement à des céréales consommées plus largement autrefois comme le mil et le millet. Dans l’Europe méridionale, il était consommé largement autrefois sous forme de bouillies (dénommées « gaudes » dans la Bresse, cruchade en Gascogne, milhàs en Languedoc), constituant une alimentation bon marché pour les couches paysannes, souvent perçue négativement (en Italie, le terme de mangiapolenta est encore vivace pour désigner péjorativement les habitants de la plaine du Pô). La millasse charentaise est un flan traditionnel à base de farine de maïs qui a été très populaire.
Un régime alimentaire très riche en maïs peut provoquer la pellagre (« pelle agra » ; pelle : peau, agra : aigre), maladie cutanée liée à une carence en vitamine PP. En fait, cela est surtout dû à une méconnaissance du mode de consommation de la farine de maïs. Le trempage de la farine de maïs dans une solution basique tel que l’eau de chaux permet la libération de la niacine (vitamine PP) et de son précurseur, le tryptophane ; cette méthode ou nixtamalisation aujourd'hui industrialisée était connue des populations précolombiennes. Elle était utilisée en France à la fin du XVIIIe siècle sous le nom de samp, on faisait tremper le maïs dans une lessive de cendres puis bouillir longuement. Le maïs est pauvre en protéines et particulièrement en lysine qui est un acide aminé essentiel. Les populations qui consomment principalement du maïs risquent donc de souffrir d’une carence en lysine si leur régime alimentaire n’est pas complémenté par ailleurs. Toutefois il existe des variétés dites à haute qualité protéique (maïs QPM) dont la teneur en lysine et tryptophane a été améliorée par sélection classique.

#### Modes de consommation

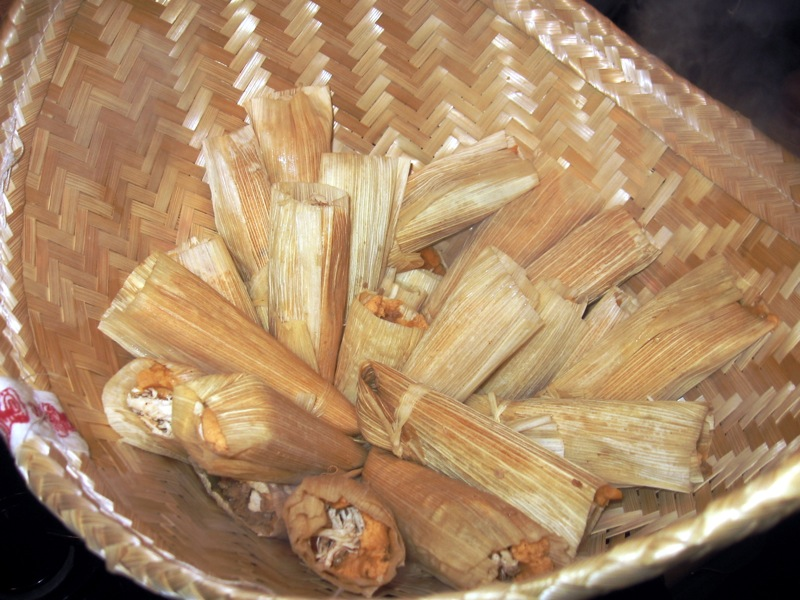
Les tamales sont préparés à partir de pâte de farine de maïs.

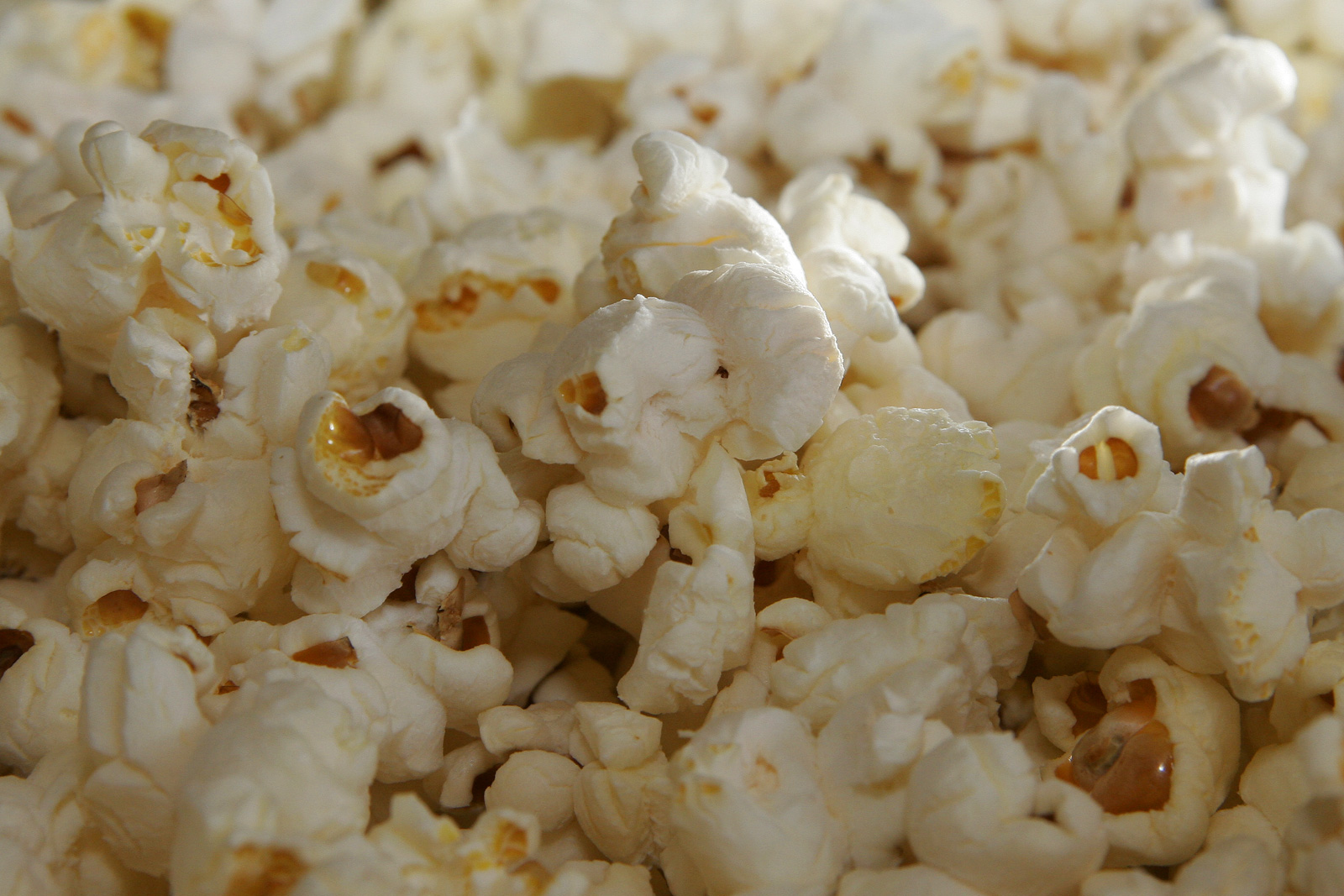
Maïs éclaté ou pop-corn.

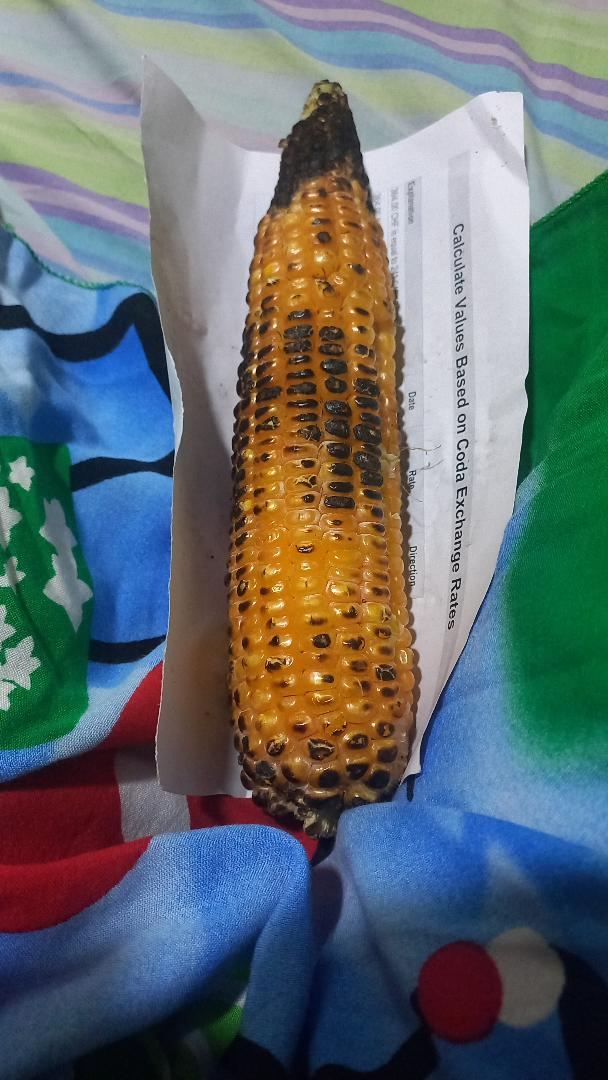
Maïs Grillé du Senegal

Il est consommé soit sous forme de graines entières (séparées ou sur épi), soit réduit en farine et préparé sous forme de bouillies ou de galettes cuites.

##### Grains secs, nixtamalisés, grillés, torréfiés
En Afrique, le maïs est consommé grillé sur un feu de bois ou de charbon (Kanoun), et aussi sous forme de bouillies ou de couscous, par exemple en Casamance.
Les gaudes bressanes doivent être fabriquées avec de la farine de grains torréfiés.
Les corn-flakes étaient à l'origine préparés à partir de grains.
Les grains de maïs maltés puis torréfiés sont utilisés pour la fabrication dans les pays andins, d'une bière, la chicha. C'était la boisson fermentée traditionnelle des Amérindiens.
Les grains nixtamalisés ou hominy sont couramment utilisés dans les cuisines d'Amérique latine y compris dans le sud des États-Unis. Le pozole est un ragoût à base d'hominy très populaire.
Le maïs doux peut aussi être consommé en grains secs, cuisinés à l'huile les grains enflent mais n'éclatent pas.
Le maïs éclaté (pop-corn), préparé à partir la sous-espèce Zea mays everta se consomme sous forme de grignotage ou à l’apéritif.

##### Farines, semoules, fécule
L'ugali (boulettes de farine) est un aliment de base en Afrique orientale.
En Amérique centrale, et particulièrement au Mexique, la farine de maïs nixtamalisée sert à fabriquer des galettes traditionnelles appelées tortillas, qui sont très largement consommées. Elles peuvent envelopper d’autres aliments, par exemple de la viande dans les tacos. Les tamales, genre de papillotes d’origine amérindienne, sont également répandus en Amérique latine. Au Mexique en 2007 une augmentation du prix des tortillas a entraîné une crise nationale, la farine destinée à la fabrication des populaires tortillas est donc souvent importée.
Aux États-Unis, on prépare du pain de maïs. La farine de maïs n’étant pas panifiable, on y rajoute parfois de farine de blé et de la levure chimique.
La semoule de maïs est la base de la polenta, d’origine italienne, ou de sa variante roumaine, la mamaliga, mais des produits dérivés du maïs entrent aussi dans la composition de certaines préparations industrielles (céréales pour le déjeuner).
On utilise aussi la fécule, c’est-à-dire l’amidon de maïs, vendue notamment sous la marque Maizena, en particulier pour préparer des sauces. La fécule de maïs rend la sauce plus légère que la farine de blé.
Les flocons de maïs (corn flakes) sont préparés aujourd'hui à partir de grains de semoule (en anglais : grits) déshydratés et réduits en lamelles fines ensuite toastées, ils sont généralement consommés avec du lait.
L'atole est une boisson préparée à partir de farine en Amérique centrale, on la consomme généralement chaude et sucrée.

##### Alcools
On peut tirer de la fermentation des grains de la bière mais aussi, par distillation, de l’alcool et des boissons alcoolisées (gin, whisky, bourbon, etc.).
Par exemple, le Tennessee Whiskey est un alcool à base de maïs qui est filtré à travers du charbon de bois.
Pour la fabrication des alcools de maïs, les grains sont généralement concassés (sans avoir été maltés mais on y rajoute souvent du malt d'orge et une partie de la macération précédente) avant d'être mis à infuser pour former le moût.

##### Amidon, gluten et huile
En maïserie (amidonnerie) on extrait l'amidon et le gluten (farine de gluten, 65% de protéines brutes) des grains. Les germes séparés de la farine permettent d'obtenir une huile alimentaire appréciée, l’huile de germes de maïs, riche en acides gras polyinsaturés. L'amidon et le gluten sont employés comme adjuvants (épaississants) dans la majorité des préparations alimentaires industrielles. Le gluten de maïs est diffèrent du gluten de blé et ne permet pas d'obtenir des farines panifiables.

##### Grains humides
Seule céréale pouvant être consommée verte en Afrique (épi de maïs en lait), elle est récoltée au bout d'une semaine seulement de séchage sur pied en période de soudure.
Le maïs doux est devenu en France le cinquième légume par ordre d’importance. Égrené ou en épis entiers, il est conditionné de plusieurs manières : apertisé (en conserve), surgelé ou frais, et entre dans la composition de salades. Les Français en consomment 1 kg par an, loin derrière les Américains (7 kg).
Les très jeunes épis se consomment entiers dans la cuisine chinoise mais aussi au vinaigre à la manière des cornichons.

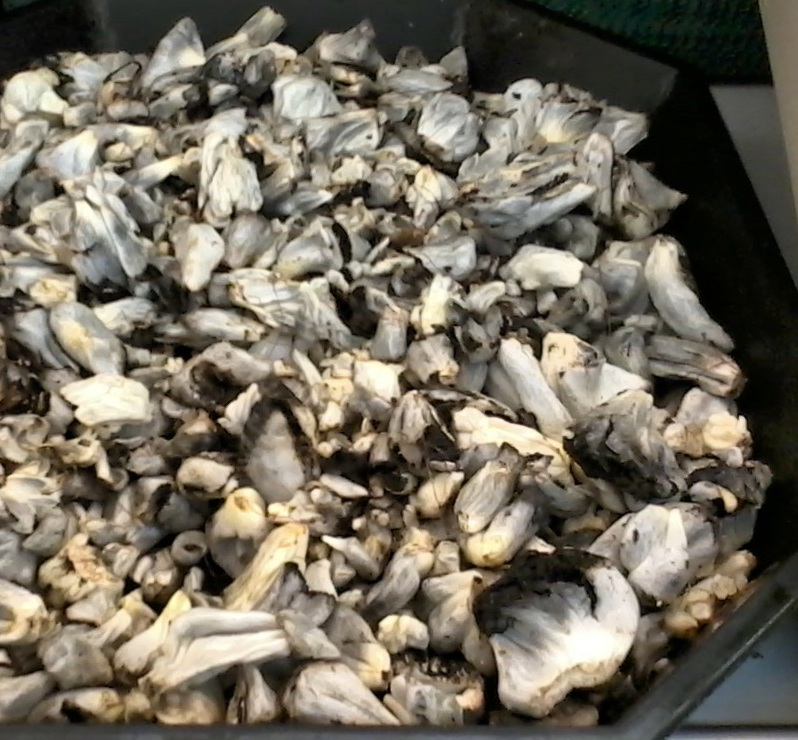
Huitlacoche à Oaxaca de Juárez (Oaxaca, Mexique).

Le huitlacoche est produit au Mexique à partir de variétés très sensibles au charbon du maïs. Ces grains avec le champignon sont consommés frais et considérés comme un régal (« truffe mexicaine »).

### Alimentation animale

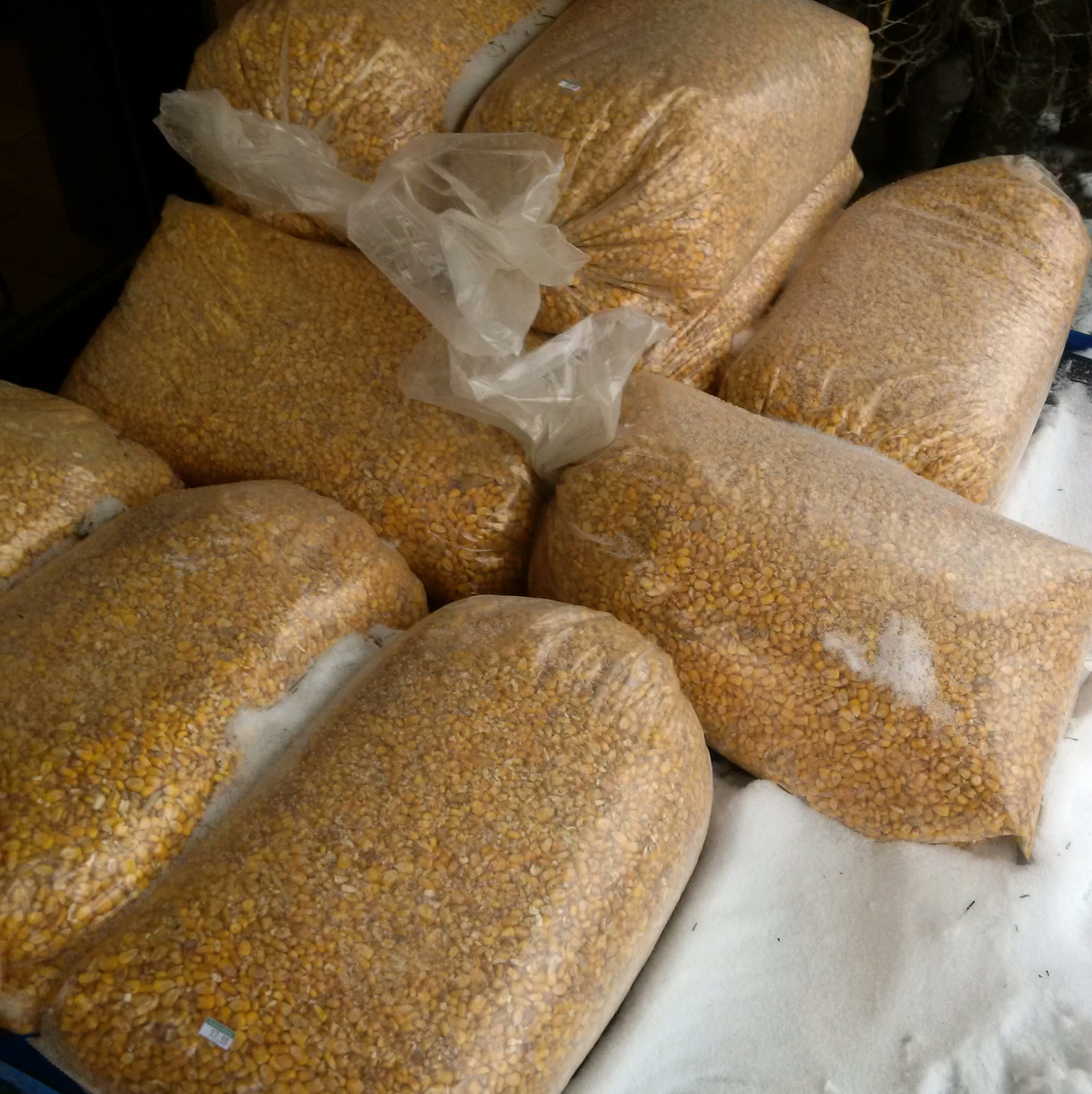
Ces sacs de maïs sont destinés à attirer le chevreuil pour la chasse (Québec au Canada).

La plante entière peut être consommée par le bétail comme fourrage frais ou sec ou comme ensilage. Le maïs est une plante d’élevage d’embouche, elle permet donc d’engraisser plus rapidement les bovins et augmente ainsi la production de lait des vaches. La teneur assez faible du maïs en protéines et sa relative pauvreté en lysine et méthionine obligent à avoir recours à des compléments plus riches en azote.
En cas de déficit fourrager, notamment en période de sécheresse, les résidus de culture du maïs-grain (tiges et feuilles, rafles) peuvent aussi être donnés aux ruminants d'élevage.
L'ensemble des coproduits terminaux des amidonneries et huileries de maïs est appelé en anglais : corn gluten feed. Sa composition est variable mais convient aux ruminants comme correcteur énergétique et protéique (environ 22 % de protéines brutes); Il doit être conservé sous forme d'ensilage ou déshydraté.
Les farines de maïs et la farine de gluten de maïs sont très utilisées dans la fabrication des aliments concentrés pour ruminants et des aliments pour porcs et volailles. Pour les ruminants, l'aplatissage des grains est cependant suffisant.
Les germes de maïs non déshuilés peuvent être utilisés dans l'alimentation des volailles ou des porcs. Après déshuilage, il reste un tourteau utilisable dans l'alimentation des ruminants.
Le conditionnement du maïs doux fournit un coproduit également utilisable par les ruminants, généralement après ensilage.
Les brasseries et les distilleries de whiskey fournissent des drèches utilisables fraîches, ensilées ou déshydratées utilisables par les ruminants.
Au niveau mondial, les deux tiers du maïs produit sont utilisés pour l’alimentation animale, 27 % pour l’alimentation humaine principalement à travers les produits de la maïserie.
Il existe néanmoins de fortes disparités entre les continents.
En Europe de l’Ouest, la totalité du maïs ensilage et environ 80 % du maïs grain sont utilisés pour l’alimentation animale (bovins, aviculture et élevage de porcs). L’essentiel des 20 % du maïs grain restant est utilisé en amidonnerie et semoulerie.
Le maïs est l’aliment de prédilection des oies et canards gavés pour la production de foie gras. Les variétés de type denté sont à utiliser de préférence car elles sont plus riches en amidon, ce qui les rend à la fois plus profitable pour l'animal et plus adaptées au concassage et à la fabrication de pâtées. Un hectare de maïs permet de produire 4 500 kg de dindes nourries au grain.
Le maïs sert aussi à attirer le chevreuil et les sangliers pour la chasse.

### Plante ornementale
Certaines formes de maïs sont parfois semées comme plantes ornementales dans les jardins, surtout pour des variétés curieuses par leurs épis panachés de différentes couleurs, ou de forme particulière comme le maïs-fraise, ou par leur taille, variétés géantes (jusqu’à 10 mètres de haut) ou à épis géants (jusqu’à 60 cm de long). Il existe également des variétés à feuilles panachées de blanc et/ou de rouge.

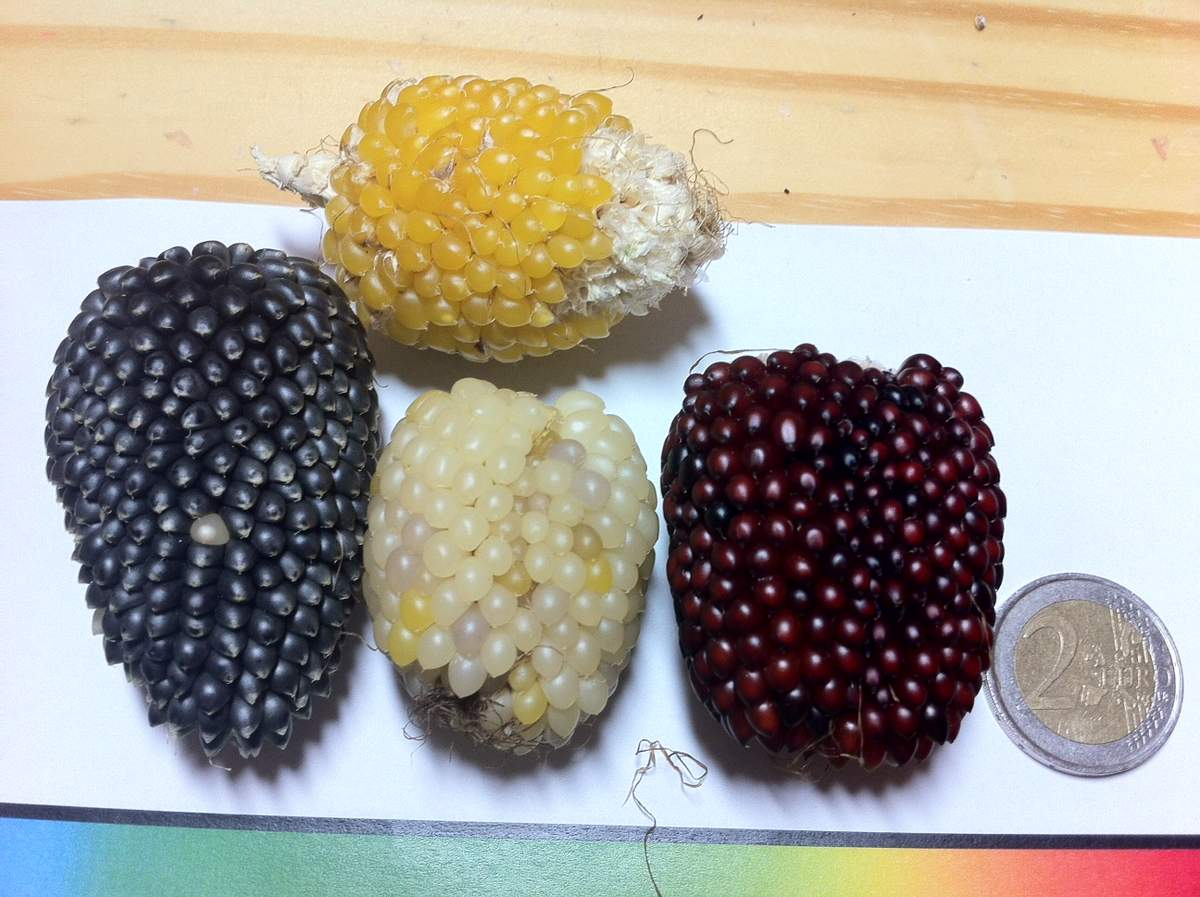
Le maïs Fraise et ses variantes multicolores.
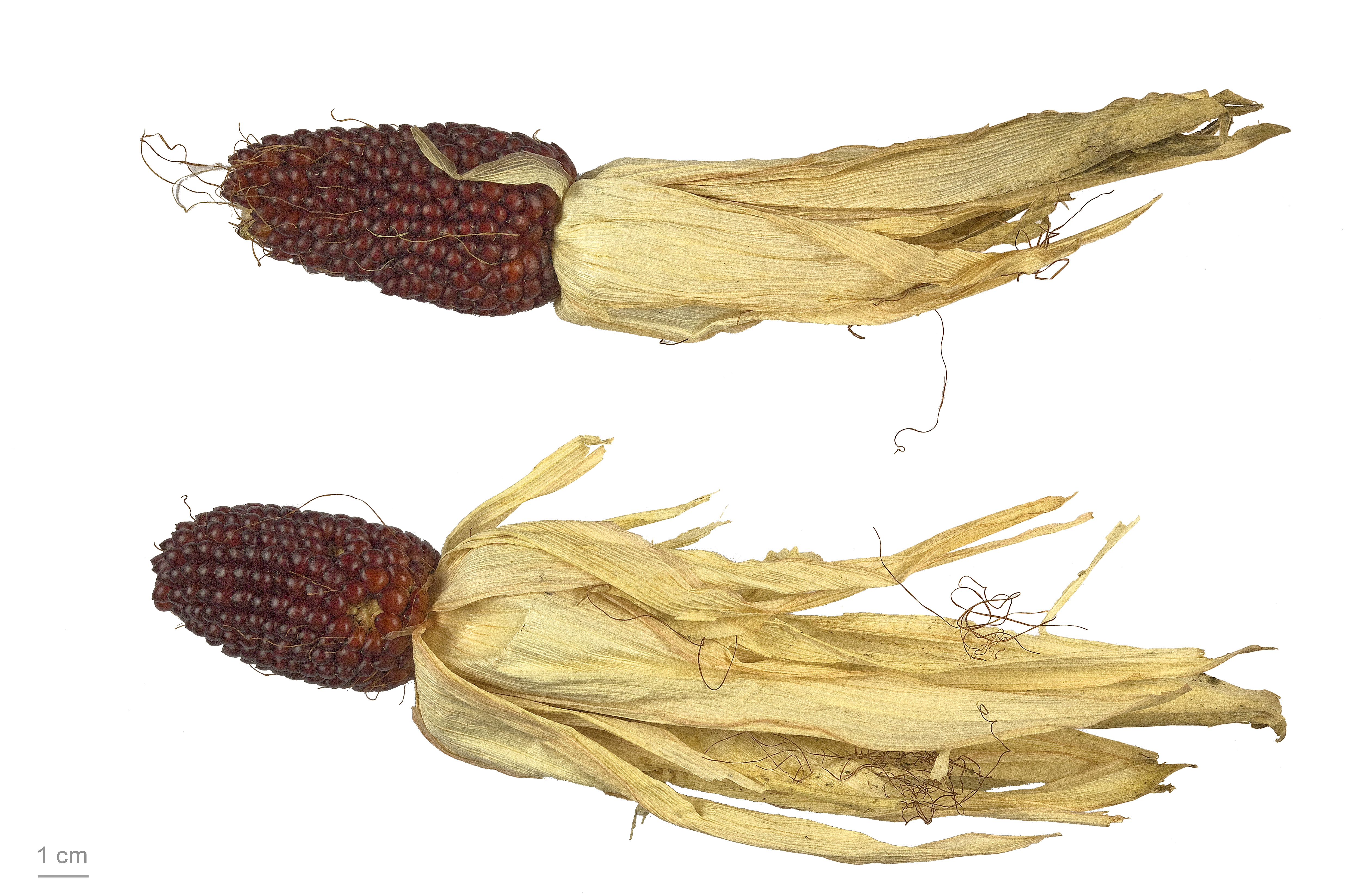
Zea mays « fraise », Muséum de Toulouse.
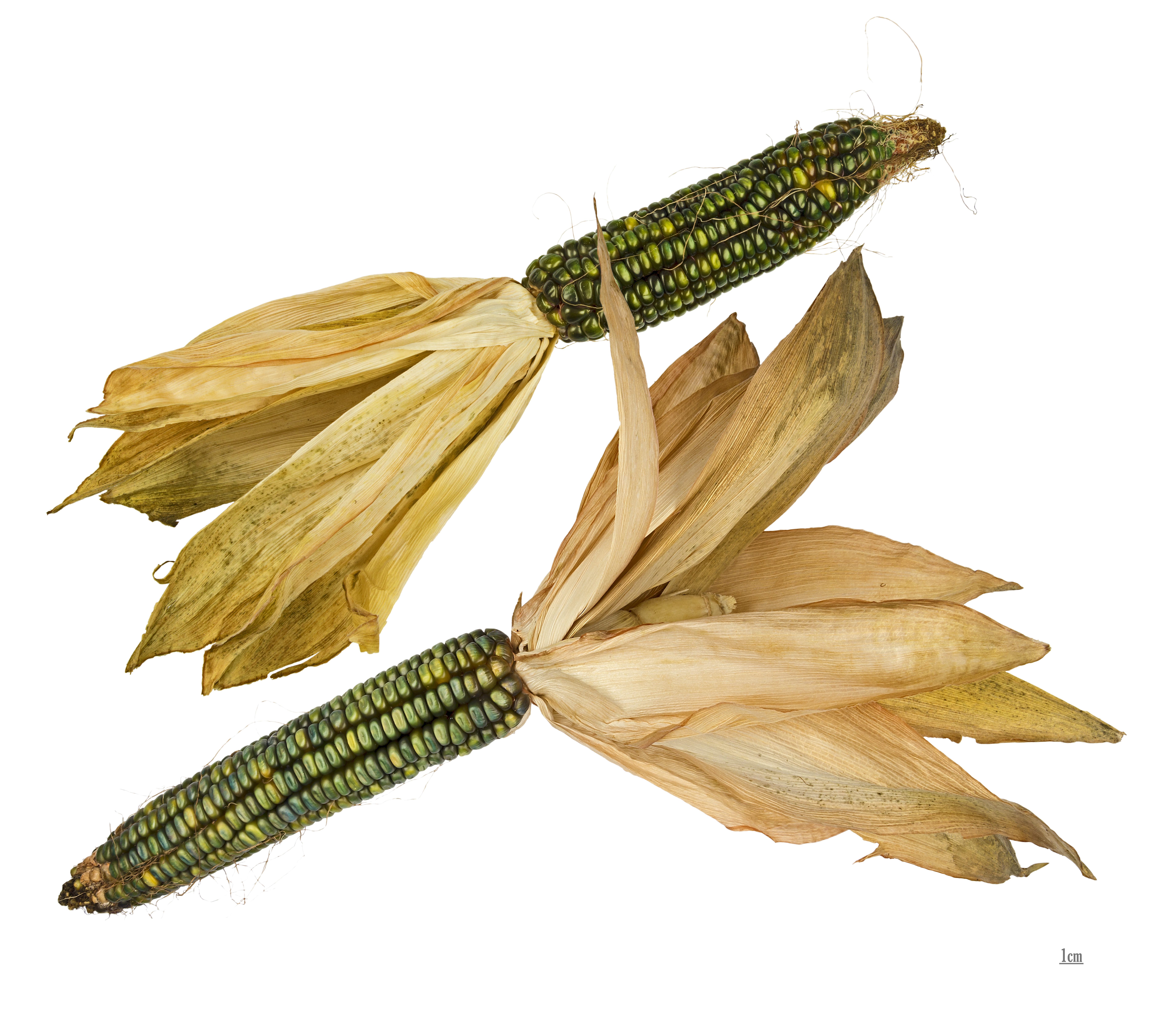
Zea mays « Oaxacan Green », Muséum de Toulouse.

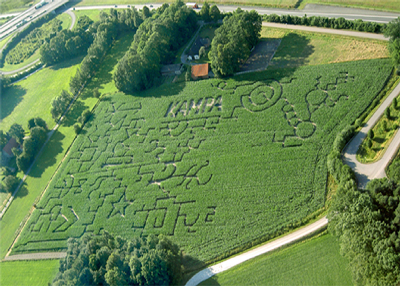
Vue aérienne d’un labyrinthe de maïs.

Une utilisation insolite du maïs est la création de labyrinthes comme attractions touristiques estivales. L’idée de ce type de labyrinthe découpé dans un champ de maïs aurait été introduite aux États-Unis par Adrian Fisher, qui a créé le premier labyrinthe de maïs en Pennsylvanie en 1993. Les labyrinthes traditionnels sont plutôt réalisés en haies d’ifs qui nécessitent plusieurs années de croissance. En revanche, la croissance ultra-rapide d’un champ de maïs permet de mettre en place un labyrinthe utilisable dès le début de l’été. Ces labyrinthes sont de plus en plus populaires tant en Europe qu’en Amérique du Nord.

### Pharmacopée
Les styles de l’inflorescence femelle, filaments très allongés portant les stigmates, appelés « cheveux de maïs » ou « barbes de maïs » ou « soies », sont inscrits dans la pharmacopée traditionnelle, notamment en France, pour leurs propriétés cholagogues, diurétiques et antilithiasiques. On les emploie sous forme de décoction ou d’extrait liquide. Leur teneur en vitamine K leur donne aussi des vertus antihémorragiques. Ils contiennent en outre de la mannite, des matières grasses et des sels minéraux.

### Industrie
Le maïs a de multiples débouchés : industrie agroalimentaire (biscuiterie, pâtisserie, brasserie, distillerie, etc.), fabrication de colle pour l’industrie textile, édulcorant, produits de l’industrie pharmaceutique, plastiques partiellement biodégradables et biocarburants.

Schéma des traitements du maïs.

Les produits de l’amidonnerie sont utilisés :
- dans les produits alimentaires (fécule de maïs (Maizena), comme épaississant, liant, adhésif ou gélifiant) ;
- utilisations industrielles (papiers, cartons, peintures, détergents, colles, matériaux de construction, etc.) ;
- dans les produits pharmaceutiques et cosmétiques (antibiotiques, crèmes de beauté, dentifrices, etc.) ;
- production d’éthanol (par fermentation de l’amidon), qui entre dans la composition des carburants notamment.

Les produits de la semoulerie sont utilisés dans les produits alimentaires (polenta, céréales à petit déjeuner, brasserie).
L’huile de maïs (extraite des germes) est utilisée en alimentation humaine, dans l’industrie pharmaceutique et dans l’industrie cosmétique.
La distillation de maïs permet la fabrication d’alcool de grains, gin, whisky, notamment le whisky de maïs (au moins 80 % de maïs) et le bourbon (de 51 à 79 %).
Les industries de la rafle (axe ligneux et renflé de l’épi) du maïs fournissent compost, combustible, abrasif, litière. Aux États-Unis on fabrique des pipes bon marché avec les rafles.

## Composition nutritive du maïs
La composition et la valeur nutritionnelle varie de façon très significative d'une variété à l'autre. Ainsi selon le département américain de l'agriculture la teneur en calorie varie de 86 kilocalories pour 100 g pour le maïs doux jaune sauvage (en anglais : corn, sweet, yellow, raw) à 386 kcal pour le maïs dur jaune en grains (en anglais : corn grain).
Les données indiquées par la FAO pour le maïs à destination de l'alimentation humaine sont les suivantes :
- glucides : 72 à 73 % de sucre lent (amidon) plus 1 à 3 % de sucre rapide (glucose, saccharose et fructose) ;
- protéines : 8 à 11 % ;
- lipides : 3 à 18 % (dont 13 % d'acides gras saturés);
- fibres alimentaires ;
- minéraux (concentration en mg pour 100 g)[110] :
  - P : 299,6 ± 57,8,
  - K : 324,8 ± 33,9,
  - Ca : 48,3 ± 12,3,
  - Mg : 107,9 ± 9,4,
  - Na : 59,2 ± 4,1,
  - Fe : 4,8 ± 1,9,
  - Cu : 1,3 ± 0,2,
  - Mn : 1,0 ± 0,2,
  - Zn : 4,6 ± 1,2 ;
- vitamines : A et E ;
- valeur nutritionnelle : 99 kcal (ou 414 kJ) pour 100 g ;
- indice glycémique : 65.

## Controverses

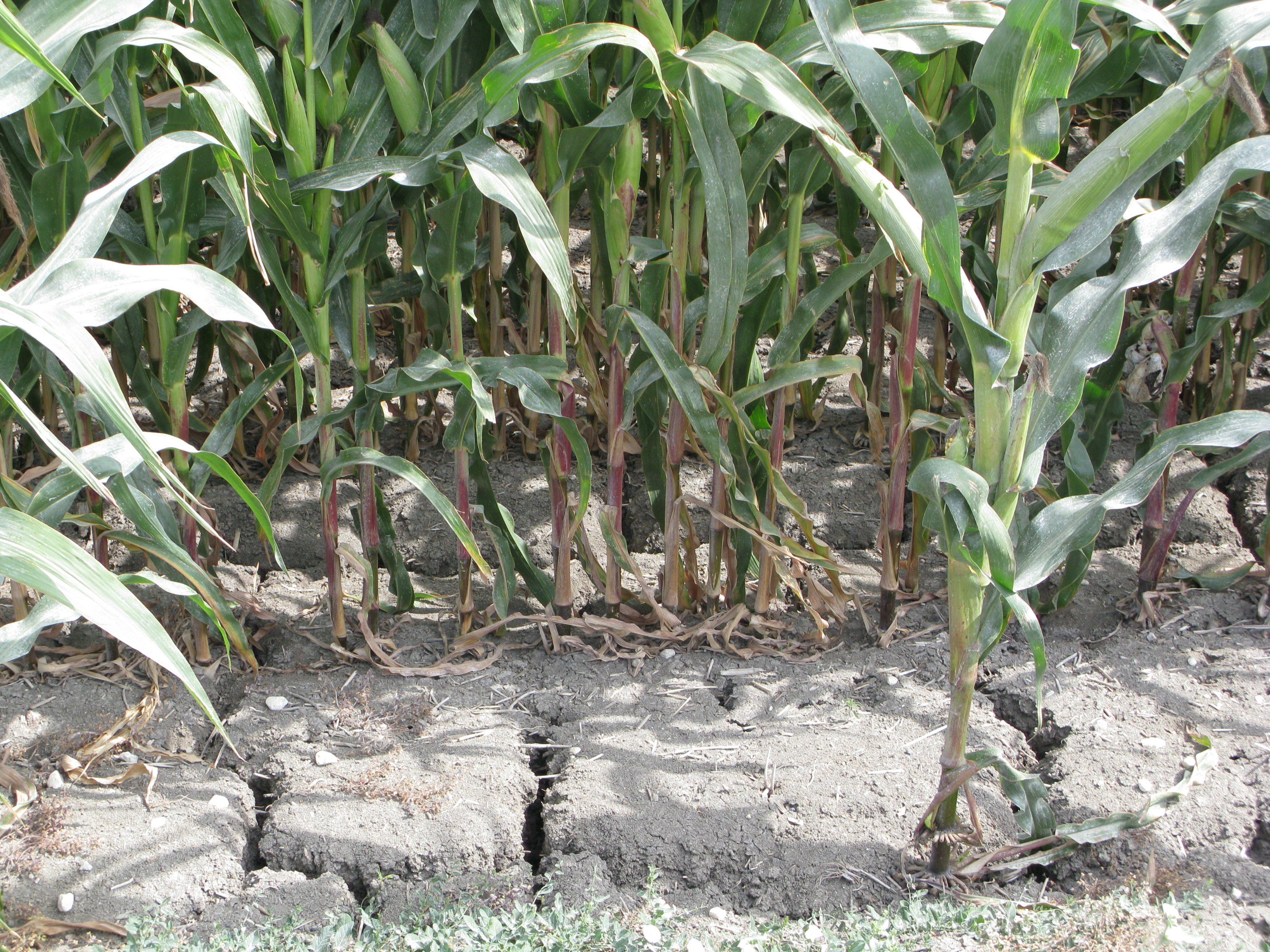
Champ de maïs, en août 2010, en Charente-Maritime, les craquelures sont dues à l'effet de la sécheresse en sol argileux.

Certains européens ont longtemps considéré le maïs comme un aliment réservé aux bêtes ou aux pauvres, ces derniers en le consommant beaucoup contractaient parfois la pellagre. En France, elle est devenue la plante des gueux au XVIIe et au XVIIIe siècle.
Lorsque les variétés hybrides arrivent des États-Unis en Europe dans les années 1950, on commence par reprocher à ces maïs d'écorcher le jabot des canards ou de donner mauvais goût au lait des vaches. Les hybrides permettent néanmoins de doubler le rendement en dix ans (14 à 28 quintaux par hectare de 1950 à 1960) et les surfaces cultivées doublent elles aussi (300 000 à 600 000 hectares).
Dans les années 1980, les écologistes estiment que le maïs n'est pas une plante écologique. Qu'elle épuise la terre, qu'elle consomme trop d'eau.[réf. nécessaire] Pourtant, certaines parcelles sont cultivées en maïs chaque année depuis des dizaines d'années (voir la monoculture du maïs dans les Corn Belt sans rotation)[réf. nécessaire] et le maïs est une des céréales qui présente le meilleur rapport entre l'eau utilisée et la matière sèche produite. Ainsi le maïs a besoin de moins d’eau que le blé, le soja, le coton ou la pomme de terre pour la même quantité de matière sèche produite  mais il en a besoin surtout l'été en période de faibles précipitations.Il fait partie des plantes en C4 dont le système photosynthétique permet de limiter les pertes en eau. Il est particulièrement efficace en production fourragère.
Le maïs est une plante originaire de zones tropicales, ses racines peuvent plonger jusqu'à 1,5 m de profondeur mais parfois les semelles de labour (ou plateau de travail du sol), l'arrosage trop précoce et les sols superficiels ne permettent pas d'explorer cette profondeur. Sa période de croissance maximum et de formation des grains se situe en fin de printemps et en été, période de faible pluviométrie en zones tempérées, notamment méditerranéenne. Ces caractéristiques sont adaptés à la croissance dans les régions tropicales où les pluies tombent en jours longs. De fait en France, l’irrigation est pratiquée pour environ 25 % des surfaces cultivées.
Le maïs concentrant ses besoins en été, dans les régions où il est cultivé intensivement et irrigué, de nombreux cours d'eau pourraient s'assécher, entraînant des mesures de restriction et conduisant éventuellement à la construction de retenues pour le stockage de l’eau issue des précipitations d’automne ou d’hiver.
On peut aussi remarquer que le sorgho qui dispose de la même efficience quant à l'utilisation de l'eau résiste mieux à la sécheresse.
Avec l'arrivée des OGM, l'aversion d'une partie de l'opinion pour le maïs redouble. Ses défenseurs affirment que le maïs pourrait régler le problème de la faim dans le monde ; ses détracteurs, eux, estiment que l'économie libérale, plutôt que la quantité de céréales disponible sur la planète, est responsable de ce problème. Paradoxalement, la culture de maïs OGM est interdite en France depuis 1992 mais pas son importation. Il est donc possible que les Français mangent de la viande française nourrie avec du maïs OGM américain.
En Europe, les maïsiculteurs reçoivent des aides directes à l’hectare dans le cadre de la politique agricole commune. Ces aides, applicables également aux autres céréales, sont modulées selon le type de culture, sèche ou irriguée, et plus élevées dans ce dernier cas, les rendements de référence étant nettement plus élevés.

### Problèmes environnementaux
Un hectare de mais, plante tropicale, nécessite pour pousser deux millions de litres d'eau par an, soit 200 L/m2/an.

#### En France

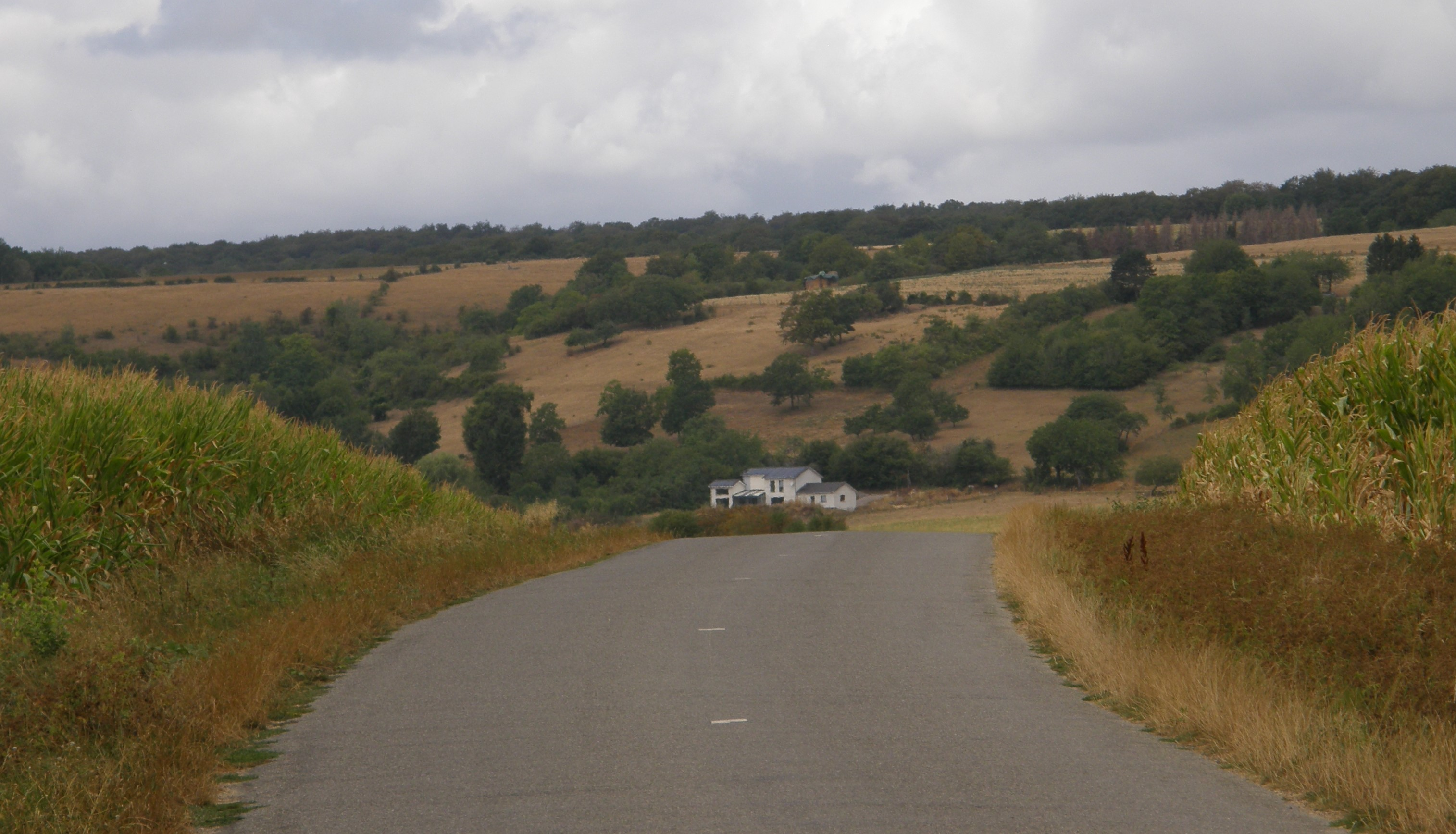
Quasi-monoculture du maïs dans le Nord de la Meuse.

En France, pays tempéré, le cycle de croissance de la plante tropicale nécessite que 80 % des prélèvements sur les points d'eau pour l'irrigation s'effectuent en été, période de croissance du maïs où les cours d'eau connaissent leur période d'étiage la plus forte. Or, le Conseil d'État a indiqué en 2012, que c'est au cours des périodes sèches que l'agriculture irriguée consommait de 85 % à 95 % des volumes d'eau et que l'irrigation faisait appel aux techniques les plus dispendieuses et les moins économes sur plus de 90 % de la surface agricole utile.
Dans le marais poitevin, zone humide autrefois plus étendue, une partie des terres ont été drainées pour les rendre cultivables. Le marais est aujourd’hui divisé en deux parties, l’une encore humide et l’autre sèche, des écluses permettent de retenir de l’eau jusqu’en juin et fournissent ensuite un approvisionnement minimum dans cette région pendant la saison chaude.
Certains agriculteurs cultivent différentes cultures dont le maïs dans la zone asséchée, et pompent, quand cela est nécessaire, de l’eau dans la nappe phréatique pour irriguer ces cultures, provoquant la remontée d’eau salée des profondeurs. Cela a pour effet d’étendre la zone de salinité, et de rendre des terres totalement inaptes à certaines cultures. Les bovins paissant cette herbe salée sont toutefois une particularité de la région.
Les abeilles peuvent souffrir de grandes étendues de maïs dont le pollen est très peu nutritif. Pour contrer ce problème, certains maïsiculteurs mettent en place des jachères apicoles semées de diverses plantes mellifères (trèfles, phacélie, etc.).

#### Érosion du sol
Depuis les années 2000, les incitations législatives ont conduit à une augmentation significative de la culture du maïs pour la production d'énergie à partir de la biomasse en Europe. En raison de ses performances élevées en matière de biomasse, l'ensilage de maïs représente la plus grande part des matières premières dans la fabrication de biogaz, avec plus de 80 % des substrats utilisés. L'expansion de la superficie de maïs entraîne un risque accru d'érosion hydrique en raison de la faible couverture végétative du sol après l'ensemencement du maïs et de la structure linéaire et de la grande distance des rangs de maïs,. L'érosion des sols est considérée comme une menace majeure pour la sécurité alimentaire et cause des dommages à la fois sur place et hors site, c'est-à-dire aux infrastructures adjacentes et aux eaux de surface. Les bandes tampons de contour n'ont que de très faibles effets d'atténuation de l'érosion. La division des champs en zones de culture de céréales d'hiver et de maïs semble conduire à des taux d'atténuation de l'érosion substantiels, mais doit être considérée dans le contexte de la réduction de la superficie de culture du maïs.

#### Pollution des nappes phréatiques

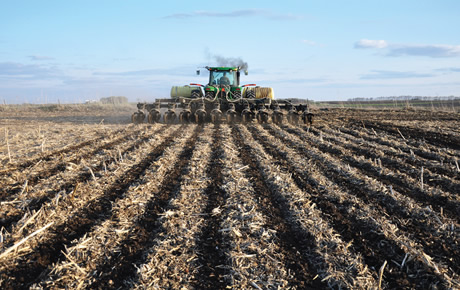
Passage d'un équipement de labour superficiel Strip-till dans une plantation de maïs, Minnesota du sud, États-Unis.

De plus, il existe un lien étroit entre le niveau de fertilisation azotée pour le maïs et les valeurs résiduelles de nitrate du sol restant dans le sol après la récolte. La fertilisation azotée au-dessus de l'apport optimal en azote, en particulier, conduit à une nette augmentation du risque de lessivage de l'azote du sol. Ce risque est moindre si cette culture prend place dans une rotation comprenant prairie ou culture d'hiver (seigle ou orge d'hiver ou si l'on sème un couvert pour l'hiver.
Une étude publiée en 2020 semble montrer que l'utilisation d'une couverture herbeuse pour l'établissement du maïs et la technologie de conservation des sols (strip-till dans la couverture herbeuse) contribuent de manière significative à la conservation des sols sur les terres menacées par l'érosion et offre aux agriculteurs un mode de culture adapté à la culture du maïs. Toutefois cette méthode oblige à l'utilisation d'un herbicide total (type Roundup) au moment du semis, le maïs ne supportant pas la concurrence des adventices après la levée.

### Liens avec l'expansion du paludisme en Éthiopie
Des chercheurs éthiopiens et américains ont montré la corrélation existant entre l'expansion du paludisme et la multiplication des plants de maïs destinés à l'exploitation commerciale. Ces chercheurs expliquent que le pollen de maïs sert de nourriture à la larve du moustique responsable de la maladie.

## Normes de commercialisation internationales
- Normes Codex pour le maïs
- Normes Codex pour la farine complète de maïs
- Norme Codex pour le maïs nain
- Norme Codex pour le maïs doux en conserve

## Commerce
La France exporte du maïs, d'après les douanes françaises. Son cours sur le marché mondial est sujet à de fortes fluctuations.

## Symbolisme

### Dans les civilisations précolombiennes

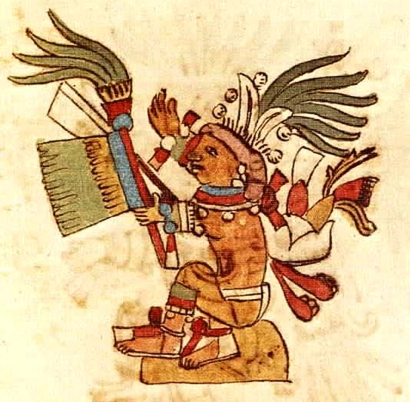
Centeotl, dieu du maïs chez les Aztèques.

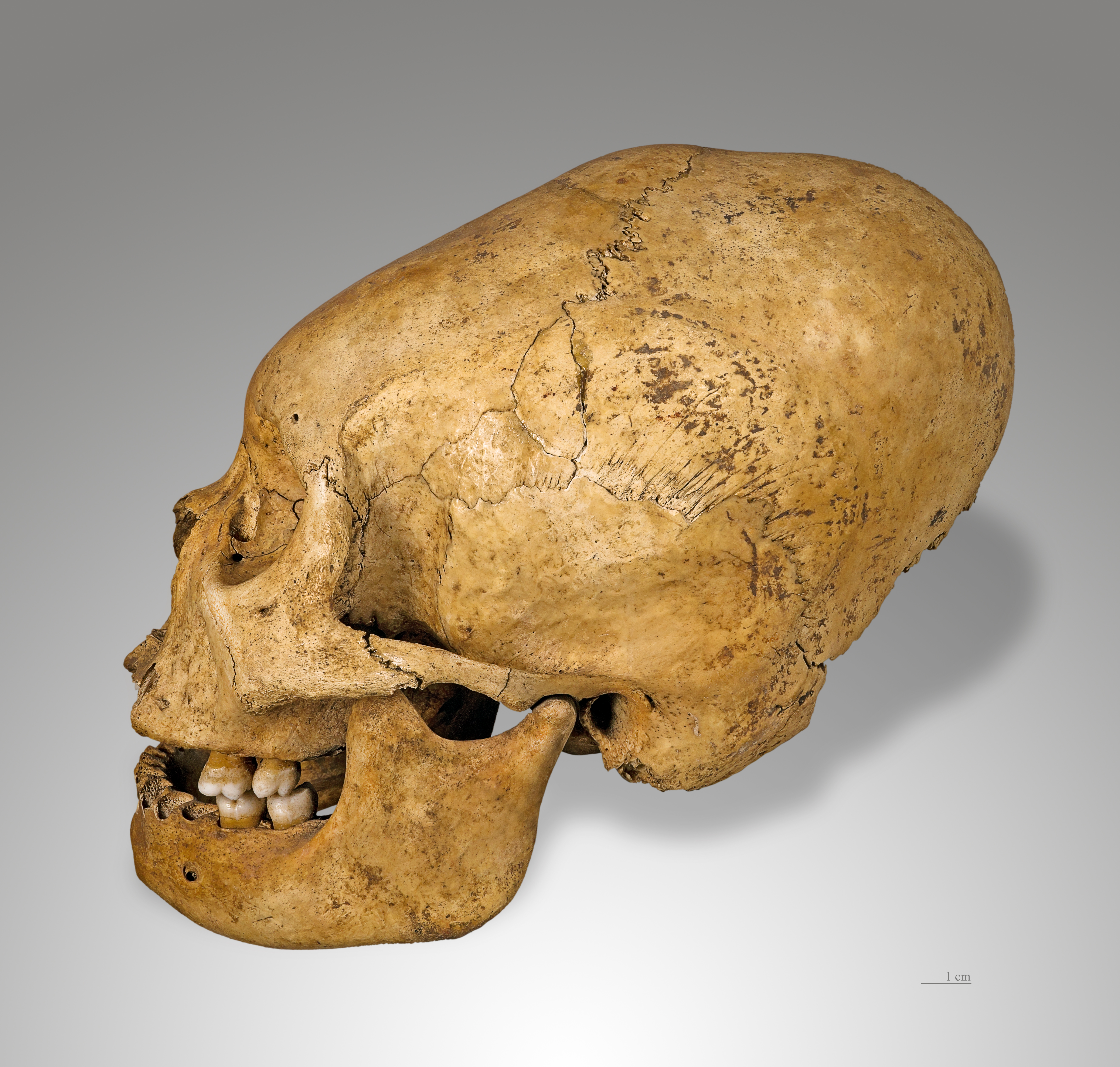
Déformation crânienne en forme de maïs.

Dans les cultures mexicaines, le maïs est l’expression du soleil, du monde et de l’homme. Dans le Popol-Vuh, la création du monde n’est achevée qu’après la troisième tentative : le premier homme, détruit par une inondation, était fait d’argile ; le second est dispersé par une grande pluie, il était fait de bois ; seul le troisième est notre père, il est fait de maïs.
Il est le symbole de la prospérité, considérée dans son origine : la semence.
Les aristocrates mayas, ces « gens du maïs », façonnaient le crâne de leur nouveau-né en forme d'épi ou de grain de maïs à l'aide de planchettes comprimant la tête, sa forme oblongue invoquant ou personnifiant Yum Kaax, leur dieu du maïs.

### Calendrier républicain
Le maïs voit son nom attribué au 28e jour du mois de fructidor du calendrier républicain ou révolutionnaire français, généralement chaque 14 septembre du calendrier grégorien.

## Dans les arts

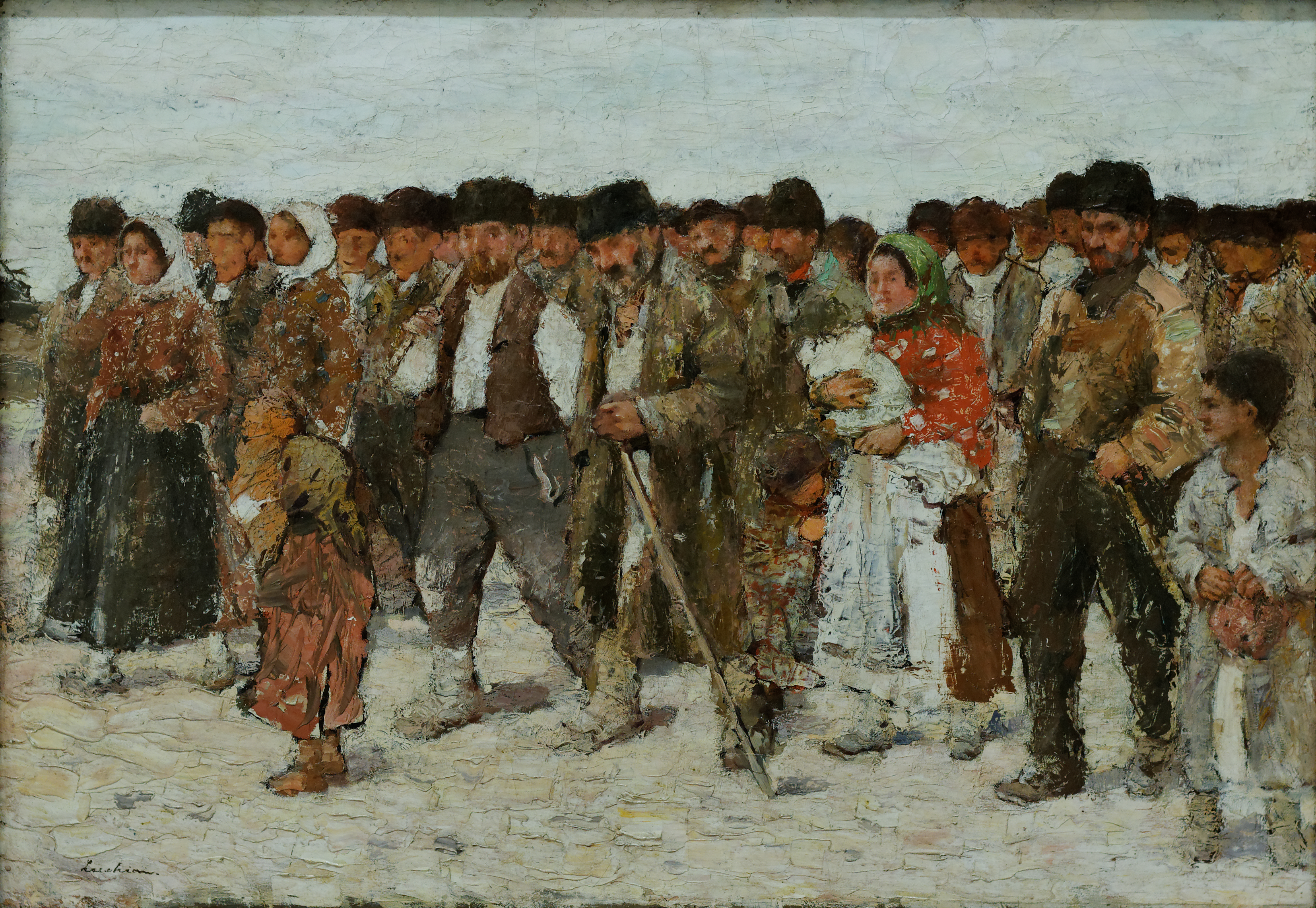
En attendant la répartition du maïs, Ștefan Luchian.
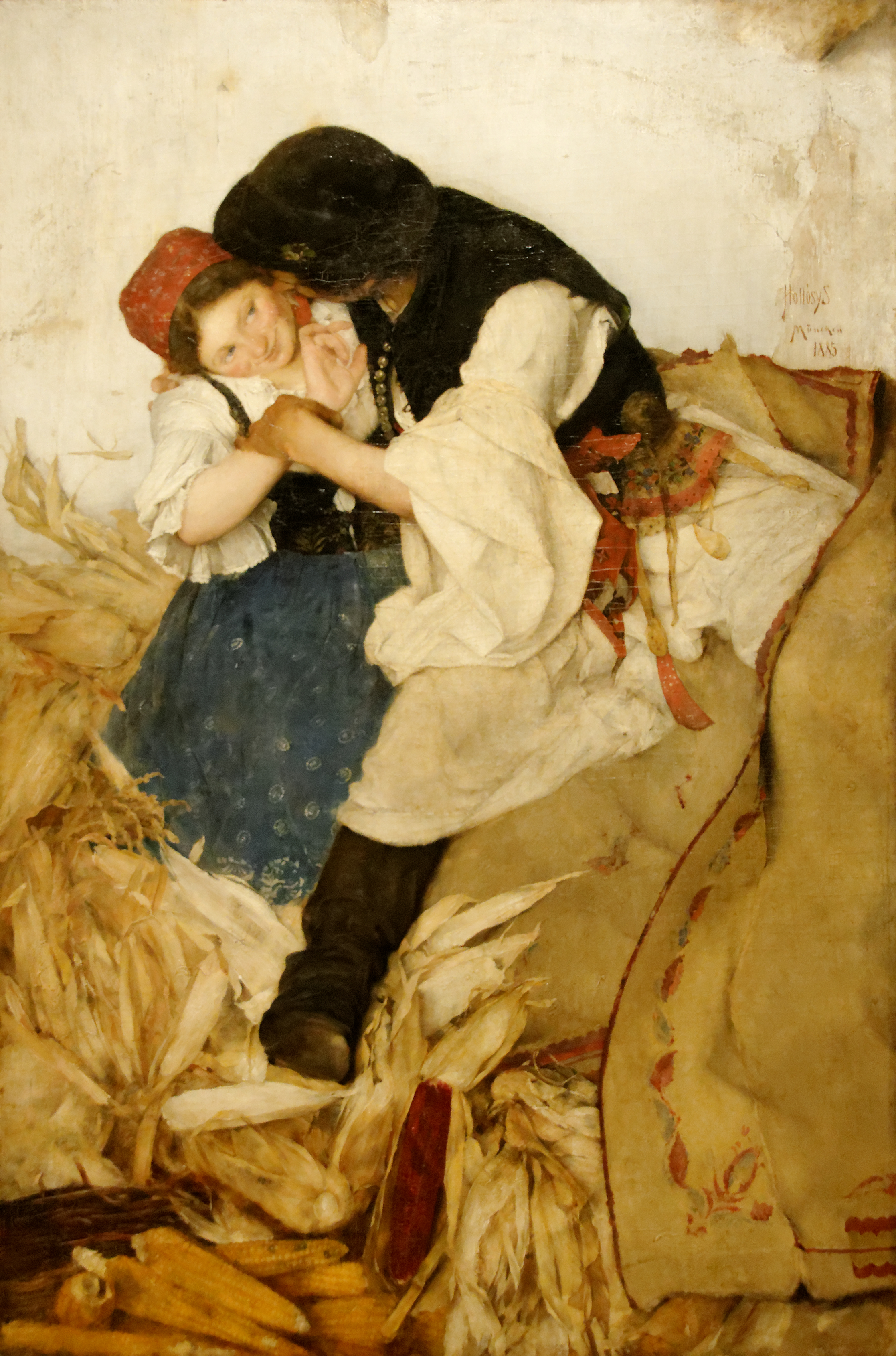
Les décortiqueurs de maïs, Simon Hollósy (1885).